# Плей-офф Кубка Стэнли 2025
Плей-офф Кубка Стэнли 2025 стартовал 19 апреля 2025 года среди 16 команд лиги (по 8 от каждой конференции) и состоит из четырёх раундов .
Впервые в истории лиги, все четыре Американские команды оригинальной шестёрки не смогли выйти в плей-офф.
В финале Кубка Стэнли встретились  «Эдмонтон Ойлерз» и «Флорида Пантерз». «Флорида» в шести матчах обыграла «Эдмонтон» и второй раз подряд завоевала Кубок Стэнли. Обладателем «Конн Смайт Трофи» стал нападающий «пантер» Сэм Беннетт.

## Формат плей-офф
Всего в плей-офф участвуют 16 команд, по 8 от каждой конференции. Команды, занявшие первые три места в каждом из дивизионов, автоматически проходят в плей-офф. Оставшиеся четыре команды, по две из каждой конференции, добираются по очкам, получая уайлд-кард. В первом раунде победители дивизионов играют с обладателями уайлд-кард, а команды, занявшие в своих дивизионах вторые и третьи места, играют между собой. В первых двух раундах преимущество домашнего льда имеет команда, занявшая более высокое место в регулярном чемпионате. На стадии финалов конференций и финала Кубка Стэнли преимущество льда у команды, набравшей большее количество очков (или лучшей по дополнительным показателям при равенстве очков). Во втором раунде не проводится процедура перепосева команд. Каждая серия состоит максимум из семи игр и ведётся до четырёх побед, в формате Д-Д-Г-Г-Д-Г-Д.

## Посев команд в плей-офф

### Восточная конференция

#### Атлантический дивизион
1. Торонто Мейпл Лифс — чемпион Атлантического дивизиона — 108 очков.
2. Тампа-Бэй Лайтнинг — 2-е место в Атлантическом дивизионе — 102 очка.
3. Флорида Пантерз — 3-е место в Атлантическом дивизионе — 98 очков.

#### Столичный дивизион
1. Вашингтон Кэпиталз — чемпион Столичного дивизиона, победитель Восточной конференции — 111 очков.
2. Каролина Харрикейнз — 2-е место в Столичном дивизионе — 99 очков.
3. Нью-Джерси Девилз — 3-е место в Столичном дивизионе — 91 очко.

#### Уайлд-кард
1. Оттава Сенаторз — 4-е место в Атлантическом дивизионе — 97 очков.
2. Монреаль Канадиенс — 5-е место в Атлантическом дивизионе — 91 очко.

### Западная конференция

#### Центральный дивизион
1. Виннипег Джетс — чемпион Центрального дивизиона, победитель Западной конференции, обладатель Президентского кубка — 116 очков.
2. Даллас Старз — 2-е место в Центральном дивизионе — 106 очков.
3. Колорадо Эвеланш — 3-е место в Центральном дивизионе — 102 очка.

#### Тихоокеанский дивизион
1. Вегас Голден Найтс — чемпион Тихоокеанского дивизиона — 110 очков.
2. Лос-Анджелес Кингз — 2-е место в Тихоокеанском дивизионе — 105 очков.
3. Эдмонтон Ойлерз — 3-е место в Тихоокеанском дивизионе  — 101 очко.

#### Уайлд-кард
1. Миннесота Уайлд  — 4-е место в Центральном дивизионе — 97 очков.
2. Сент-Луис Блюз  — 5-е место в Центральном дивизионе — 96 очков.

## Сетка плей-офф
|  | Первый раунд          | Первый раунд | Первый раунд | Первый раунд | Первый раунд | Первый раунд | Первый раунд | Первый раунд | Первый раунд | Первый раунд |          |           | Второй раунд | Второй раунд | Второй раунд | Второй раунд | Второй раунд | Второй раунд | Второй раунд | Второй раунд | Второй раунд | Второй раунд |    |         | Финалы конференций | Финалы конференций | Финалы конференций | Финалы конференций | Финалы конференций | Финалы конференций | Финалы конференций | Финалы конференций | Финалы конференций | Финалы конференций |    |         | Финал Кубка Стэнли | Финал Кубка Стэнли | Финал Кубка Стэнли | Финал Кубка Стэнли | Финал Кубка Стэнли | Финал Кубка Стэнли | Финал Кубка Стэнли | Финал Кубка Стэнли | Финал Кубка Стэнли | Финал Кубка Стэнли |
|  |                       |              |              |              |              |              |              |              |              |              |          |           |              |              |              |              |              |              |              |              |              |              |    |         |                    |                    |                    |                    |                    |                    |                    |                    |                    |                    |    |         |                    |                    |                    |                    |                    |                    |                    |                    |                    |                    |
|  | А1                    | Торонто      | Торонто      | Торонто      | Торонто      | Торонто      | Торонто      | Торонто      | Торонто      | 4            |          |           |              |              |              |              |              |              |              |              |              |              |    |         |                    |                    |                    |                    |                    |                    |                    |                    |                    |                    |    |         |                    |                    |                    |                    |                    |                    |                    |                    |                    |                    |
|  | А1                    | Торонто      | Торонто      | Торонто      | Торонто      | Торонто      | Торонто      | Торонто      | Торонто      | 4            |          |           |              |              |              |              |              |              |              |              |              |              |    |         |                    |                    |                    |                    |                    |                    |                    |                    |                    |                    |    |         |                    |                    |                    |                    |                    |                    |                    |                    |                    |                    |
|  | УК                    | Оттава       | Оттава       | Оттава       | Оттава       | Оттава       | Оттава       | Оттава       | Оттава       | 2            |          |           |              |              |              |              |              |              |              |              |              |              |    |         |                    |                    |                    |                    |                    |                    |                    |                    |                    |                    |    |         |                    |                    |                    |                    |                    |                    |                    |                    |                    |                    |
|  | УК                    | Оттава       | Оттава       | Оттава       | Оттава       | Оттава       | Оттава       | Оттава       | Оттава       | 2            | А1       | Торонто   | Торонто      | Торонто      | Торонто      | Торонто      | Торонто      | Торонто      | Торонто      | 3            |              |              |    |         |                    |                    |                    |                    |                    |                    |                    |                    |                    |                    |    |         |                    |                    |                    |                    |                    |                    |                    |                    |                    |                    |
|  |                       |              |              |              |              |              |              |              |              |              | А1       | Торонто   | Торонто      | Торонто      | Торонто      | Торонто      | Торонто      | Торонто      | Торонто      | 3            |              |              |    |         |                    |                    |                    |                    |                    |                    |                    |                    |                    |                    |    |         |                    |                    |                    |                    |                    |                    |                    |                    |                    |                    |
|  |                       |              | А3           | Флорида      | Флорида      | Флорида      | Флорида      | Флорида      | Флорида      | Флорида      | Флорида  | 4         |              |              |              |              |              |              |              |              |              |              |    |         |                    |                    |                    |                    |                    |                    |                    |                    |                    |                    |    |         |                    |                    |                    |                    |                    |                    |                    |                    |                    |                    |
|  | А2                    | Тампа-Бэй    | Тампа-Бэй    | Тампа-Бэй    | Тампа-Бэй    | Тампа-Бэй    | Тампа-Бэй    | Тампа-Бэй    | Тампа-Бэй    | Флорида      | Флорида  | 4         | 1            |              |              |              |              |              |              |              |              |              |    |         |                    |                    |                    |                    |                    |                    |                    |                    |                    |                    |    |         |                    |                    |                    |                    |                    |                    |                    |                    |                    |                    |
|  | А2                    | Тампа-Бэй    | Тампа-Бэй    | Тампа-Бэй    | Тампа-Бэй    | Тампа-Бэй    | Тампа-Бэй    | Тампа-Бэй    | Тампа-Бэй    |              |          |           | 1            |              |              |              |              |              |              |              |              |              |    |         |                    |                    |                    |                    |                    |                    |                    |                    |                    |                    |    |         |                    |                    |                    |                    |                    |                    |                    |                    |                    |                    |
|  | А3                    | Флорида      | Флорида      | Флорида      | Флорида      | Флорида      | Флорида      | Флорида      | Флорида      | 4            |          |           |              |              |              |              |              |              |              |              |              |              |    |         |                    |                    |                    |                    |                    |                    |                    |                    |                    |                    |    |         |                    |                    |                    |                    |                    |                    |                    |                    |                    |                    |
|  | А3                    | Флорида      | Флорида      | Флорида      | Флорида      | Флорида      | Флорида      | Флорида      | Флорида      | 4            |          |           |              |              |              |              |              |              |              |              |              |              | А3 | Флорида | Флорида            | Флорида            | Флорида            | Флорида            | Флорида            | Флорида            | Флорида            | 4                  |                    |                    |    |         |                    |                    |                    |                    |                    |                    |                    |                    |                    |                    |
|  | Восточная конференция |              |              |              |              |              |              |              |              |              |          |           |              |              |              |              |              |              |              |              |              |              | А3 | Флорида | Флорида            | Флорида            | Флорида            | Флорида            | Флорида            | Флорида            | Флорида            | 4                  |                    |                    |    |         |                    |                    |                    |                    |                    |                    |                    |                    |                    |                    |
|  |                       |              | С2           | Каролина     | Каролина     | Каролина     | Каролина     | Каролина     | Каролина     | Каролина     | Каролина | 1         |              |              |              |              |              |              |              |              |              |              |    |         |                    |                    |                    |                    |                    |                    |                    |                    |                    |                    |    |         |                    |                    |                    |                    |                    |                    |                    |                    |                    |                    |
|  | С1                    | Вашингтон    | Вашингтон    | Вашингтон    | Вашингтон    | Вашингтон    | Вашингтон    | Вашингтон    | Вашингтон    | Каролина     | Каролина | 1         | 4            |              |              |              |              |              |              |              |              |              |    |         |                    |                    |                    |                    |                    |                    |                    |                    |                    |                    |    |         |                    |                    |                    |                    |                    |                    |                    |                    |                    |                    |
|  | С1                    | Вашингтон    | Вашингтон    | Вашингтон    | Вашингтон    | Вашингтон    | Вашингтон    | Вашингтон    | Вашингтон    |              |          |           | 4            |              |              |              |              |              |              |              |              |              |    |         |                    |                    |                    |                    |                    |                    |                    |                    |                    |                    |    |         |                    |                    |                    |                    |                    |                    |                    |                    |                    |                    |
|  | УК                    | Монреаль     | Монреаль     | Монреаль     | Монреаль     | Монреаль     | Монреаль     | Монреаль     | Монреаль     | 1            |          |           |              |              |              |              |              |              |              |              |              |              |    |         |                    |                    |                    |                    |                    |                    |                    |                    |                    |                    |    |         |                    |                    |                    |                    |                    |                    |                    |                    |                    |                    |
|  | УК                    | Монреаль     | Монреаль     | Монреаль     | Монреаль     | Монреаль     | Монреаль     | Монреаль     | Монреаль     | 1            | С1       | Вашингтон | Вашингтон    | Вашингтон    | Вашингтон    | Вашингтон    | Вашингтон    | Вашингтон    | Вашингтон    | 1            |              |              |    |         |                    |                    |                    |                    |                    |                    |                    |                    |                    |                    |    |         |                    |                    |                    |                    |                    |                    |                    |                    |                    |                    |
|  |                       |              |              |              |              |              |              |              |              |              | С1       | Вашингтон | Вашингтон    | Вашингтон    | Вашингтон    | Вашингтон    | Вашингтон    | Вашингтон    | Вашингтон    | 1            |              |              |    |         |                    |                    |                    |                    |                    |                    |                    |                    |                    |                    |    |         |                    |                    |                    |                    |                    |                    |                    |                    |                    |                    |
|  |                       |              | С2           | Каролина     | Каролина     | Каролина     | Каролина     | Каролина     | Каролина     | Каролина     | Каролина | 4         |              |              |              |              |              |              |              |              |              |              |    |         |                    |                    |                    |                    |                    |                    |                    |                    |                    |                    |    |         |                    |                    |                    |                    |                    |                    |                    |                    |                    |                    |
|  | С2                    | Каролина     | Каролина     | Каролина     | Каролина     | Каролина     | Каролина     | Каролина     | Каролина     | Каролина     | Каролина | 4         | 4            |              |              |              |              |              |              |              |              |              |    |         |                    |                    |                    |                    |                    |                    |                    |                    |                    |                    |    |         |                    |                    |                    |                    |                    |                    |                    |                    |                    |                    |
|  | С2                    | Каролина     | Каролина     | Каролина     | Каролина     | Каролина     | Каролина     | Каролина     | Каролина     |              |          |           | 4            |              |              |              |              |              |              |              |              |              |    |         |                    |                    |                    |                    |                    |                    |                    |                    |                    |                    |    |         |                    |                    |                    |                    |                    |                    |                    |                    |                    |                    |
|  | С3                    | Нью-Джерси   | Нью-Джерси   | Нью-Джерси   | Нью-Джерси   | Нью-Джерси   | Нью-Джерси   | Нью-Джерси   | Нью-Джерси   | 1            |          |           |              |              |              |              |              |              |              |              |              |              |    |         |                    |                    |                    |                    |                    |                    |                    |                    |                    |                    |    |         |                    |                    |                    |                    |                    |                    |                    |                    |                    |                    |
|  | С3                    | Нью-Джерси   | Нью-Джерси   | Нью-Джерси   | Нью-Джерси   | Нью-Джерси   | Нью-Джерси   | Нью-Джерси   | Нью-Джерси   | 1            |          |           |              |              |              |              |              |              |              |              |              |              |    |         |                    |                    |                    |                    |                    |                    |                    |                    |                    |                    | А3 | Флорида | Флорида            | Флорида            | Флорида            | Флорида            | Флорида            | Флорида            | Флорида            | 4                  |                    |                    |
|  |                       |              |              |              |              |              |              |              |              |              |          |           |              |              |              |              |              |              |              |              |              |              |    |         |                    |                    |                    |                    |                    |                    |                    |                    |                    |                    | А3 | Флорида | Флорида            | Флорида            | Флорида            | Флорида            | Флорида            | Флорида            | Флорида            | 4                  |                    |                    |
|  |                       |              | Т3           | Эдмонтон     | Эдмонтон     | Эдмонтон     | Эдмонтон     | Эдмонтон     | Эдмонтон     | Эдмонтон     | Эдмонтон | 2         |              |              |              |              |              |              |              |              |              |              |    |         |                    |                    |                    |                    |                    |                    |                    |                    |                    |                    |    |         |                    |                    |                    |                    |                    |                    |                    |                    |                    |                    |
|  | Ц1                    | Виннипег     | Виннипег     | Виннипег     | Виннипег     | Виннипег     | Виннипег     | Виннипег     | Виннипег     | Эдмонтон     | Эдмонтон | 2         | 4            |              |              |              |              |              |              |              |              |              |    |         |                    |                    |                    |                    |                    |                    |                    |                    |                    |                    |    |         |                    |                    |                    |                    |                    |                    |                    |                    |                    |                    |
|  | Ц1                    | Виннипег     | Виннипег     | Виннипег     | Виннипег     | Виннипег     | Виннипег     | Виннипег     | Виннипег     |              |          |           | 4            |              |              |              |              |              |              |              |              |              |    |         |                    |                    |                    |                    |                    |                    |                    |                    |                    |                    |    |         |                    |                    |                    |                    |                    |                    |                    |                    |                    |                    |
|  | УК                    | Сент-Луис    | Сент-Луис    | Сент-Луис    | Сент-Луис    | Сент-Луис    | Сент-Луис    | Сент-Луис    | Сент-Луис    | 3            |          |           |              |              |              |              |              |              |              |              |              |              |    |         |                    |                    |                    |                    |                    |                    |                    |                    |                    |                    |    |         |                    |                    |                    |                    |                    |                    |                    |                    |                    |                    |
|  | УК                    | Сент-Луис    | Сент-Луис    | Сент-Луис    | Сент-Луис    | Сент-Луис    | Сент-Луис    | Сент-Луис    | Сент-Луис    | 3            | Ц1       | Виннипег  | Виннипег     | Виннипег     | Виннипег     | Виннипег     | Виннипег     | Виннипег     | Виннипег     | 2            |              |              |    |         |                    |                    |                    |                    |                    |                    |                    |                    |                    |                    |    |         |                    |                    |                    |                    |                    |                    |                    |                    |                    |                    |
|  |                       |              |              |              |              |              |              |              |              |              | Ц1       | Виннипег  | Виннипег     | Виннипег     | Виннипег     | Виннипег     | Виннипег     | Виннипег     | Виннипег     | 2            |              |              |    |         |                    |                    |                    |                    |                    |                    |                    |                    |                    |                    |    |         |                    |                    |                    |                    |                    |                    |                    |                    |                    |                    |
|  |                       |              | Ц2           | Даллас       | Даллас       | Даллас       | Даллас       | Даллас       | Даллас       | Даллас       | Даллас   | 4         |              |              |              |              |              |              |              |              |              |              |    |         |                    |                    |                    |                    |                    |                    |                    |                    |                    |                    |    |         |                    |                    |                    |                    |                    |                    |                    |                    |                    |                    |
|  | Ц2                    | Даллас       | Даллас       | Даллас       | Даллас       | Даллас       | Даллас       | Даллас       | Даллас       | Даллас       | Даллас   | 4         | 4            |              |              |              |              |              |              |              |              |              |    |         |                    |                    |                    |                    |                    |                    |                    |                    |                    |                    |    |         |                    |                    |                    |                    |                    |                    |                    |                    |                    |                    |
|  | Ц2                    | Даллас       | Даллас       | Даллас       | Даллас       | Даллас       | Даллас       | Даллас       | Даллас       |              |          |           | 4            |              |              |              |              |              |              |              |              |              |    |         |                    |                    |                    |                    |                    |                    |                    |                    |                    |                    |    |         |                    |                    |                    |                    |                    |                    |                    |                    |                    |                    |
|  | Ц3                    | Колорадо     | Колорадо     | Колорадо     | Колорадо     | Колорадо     | Колорадо     | Колорадо     | Колорадо     | 3            |          |           |              |              |              |              |              |              |              |              |              |              |    |         |                    |                    |                    |                    |                    |                    |                    |                    |                    |                    |    |         |                    |                    |                    |                    |                    |                    |                    |                    |                    |                    |
|  | Ц3                    | Колорадо     | Колорадо     | Колорадо     | Колорадо     | Колорадо     | Колорадо     | Колорадо     | Колорадо     | 3            |          |           |              |              |              |              |              |              |              |              |              |              | Ц2 | Даллас  | Даллас             | Даллас             | Даллас             | Даллас             | Даллас             | Даллас             | Даллас             | 1                  |                    |                    |    |         |                    |                    |                    |                    |                    |                    |                    |                    |                    |                    |
|  | Западная конференция  |              |              |              |              |              |              |              |              |              |          |           |              |              |              |              |              |              |              |              |              |              | Ц2 | Даллас  | Даллас             | Даллас             | Даллас             | Даллас             | Даллас             | Даллас             | Даллас             | 1                  |                    |                    |    |         |                    |                    |                    |                    |                    |                    |                    |                    |                    |                    |
|  |                       |              | Т3           | Эдмонтон     | Эдмонтон     | Эдмонтон     | Эдмонтон     | Эдмонтон     | Эдмонтон     | Эдмонтон     | Эдмонтон | 4         |              |              |              |              |              |              |              |              |              |              |    |         |                    |                    |                    |                    |                    |                    |                    |                    |                    |                    |    |         |                    |                    |                    |                    |                    |                    |                    |                    |                    |                    |
|  | Т1                    | Вегас        | Вегас        | Вегас        | Вегас        | Вегас        | Вегас        | Вегас        | Вегас        | Эдмонтон     | Эдмонтон | 4         | 4            |              |              |              |              |              |              |              |              |              |    |         |                    |                    |                    |                    |                    |                    |                    |                    |                    |                    |    |         |                    |                    |                    |                    |                    |                    |                    |                    |                    |                    |
|  | Т1                    | Вегас        | Вегас        | Вегас        | Вегас        | Вегас        | Вегас        | Вегас        | Вегас        |              |          |           | 4            |              |              |              |              |              |              |              |              |              |    |         |                    |                    |                    |                    |                    |                    |                    |                    |                    |                    |    |         |                    |                    |                    |                    |                    |                    |                    |                    |                    |                    |
|  | УК                    | Миннесота    | Миннесота    | Миннесота    | Миннесота    | Миннесота    | Миннесота    | Миннесота    | Миннесота    | 2            |          |           |              |              |              |              |              |              |              |              |              |              |    |         |                    |                    |                    |                    |                    |                    |                    |                    |                    |                    |    |         |                    |                    |                    |                    |                    |                    |                    |                    |                    |                    |
|  | УК                    | Миннесота    | Миннесота    | Миннесота    | Миннесота    | Миннесота    | Миннесота    | Миннесота    | Миннесота    | 2            | Т1       | Вегас     | Вегас        | Вегас        | Вегас        | Вегас        | Вегас        | Вегас        | Вегас        | 1            |              |              |    |         |                    |                    |                    |                    |                    |                    |                    |                    |                    |                    |    |         |                    |                    |                    |                    |                    |                    |                    |                    |                    |                    |
|  |                       |              |              |              |              |              |              |              |              |              | Т1       | Вегас     | Вегас        | Вегас        | Вегас        | Вегас        | Вегас        | Вегас        | Вегас        | 1            |              |              |    |         |                    |                    |                    |                    |                    |                    |                    |                    |                    |                    |    |         |                    |                    |                    |                    |                    |                    |                    |                    |                    |                    |
|  |                       |              | Т3           | Эдмонтон     | Эдмонтон     | Эдмонтон     | Эдмонтон     | Эдмонтон     | Эдмонтон     | Эдмонтон     | Эдмонтон | 4         |              |              |              |              |              |              |              |              |              |              |    |         |                    |                    |                    |                    |                    |                    |                    |                    |                    |                    |    |         |                    |                    |                    |                    |                    |                    |                    |                    |                    |                    |
|  | Т2                    | Лос-Анджелес | Лос-Анджелес | Лос-Анджелес | Лос-Анджелес | Лос-Анджелес | Лос-Анджелес | Лос-Анджелес | Лос-Анджелес | Эдмонтон     | Эдмонтон | 4         | 2            |              |              |              |              |              |              |              |              |              |    |         |                    |                    |                    |                    |                    |                    |                    |                    |                    |                    |    |         |                    |                    |                    |                    |                    |                    |                    |                    |                    |                    |
|  | Т2                    | Лос-Анджелес | Лос-Анджелес | Лос-Анджелес | Лос-Анджелес | Лос-Анджелес | Лос-Анджелес | Лос-Анджелес | Лос-Анджелес |              |          |           | 2            |              |              |              |              |              |              |              |              |              |    |         |                    |                    |                    |                    |                    |                    |                    |                    |                    |                    |    |         |                    |                    |                    |                    |                    |                    |                    |                    |                    |                    |
|  | Т3                    | Эдмонтон     | Эдмонтон     | Эдмонтон     | Эдмонтон     | Эдмонтон     | Эдмонтон     | Эдмонтон     | Эдмонтон     | 4            |          |           |              |              |              |              |              |              |              |              |              |              |    |         |                    |                    |                    |                    |                    |                    |                    |                    |                    |                    |    |         |                    |                    |                    |                    |                    |                    |                    |                    |                    |                    |

## Первый раунд
Начало матчей указано по Североамериканскому восточному времени (UTC-4).

### Восточная конференция

#### «Торонто Мейпл Лифс» (А1) — «Оттава Сенаторз» (УК)
Пятая встреча этих двух клубов в плей-офф. «Мейпл Лифс» одержали победы во всех предыдущих четырёх сериях над «Сенаторз», последний раз они встречались между собой в четвертьфинале Восточной конференции 2004 года, где победу в семи матчах одержали «Торонто Мейпл Лифс». В регулярном чемпионате 2024/25 «Оттава» одержала над «Торонто» три победы в трёх матчах.
«Мейпл Лифс» выиграли серию со счётом 4-2. Самым результативным игроком серии стал нападающий «Торонто Мейпл Лифс» Вильям Нюландер, который в шести матчах набрал 9 (3+6) очков.
| 20 апреля 19:00 | Торонто Мейпл Лифс | 6 : 2 (2:1, 2:0, 2:1) | Оттава Сенаторз | Скоушабэнк-арена Зрителей: 19 072 |

| Отчёт | Отчёт                                           | Отчёт                                                                                   | Отчёт          | Отчёт                                                                        |
| --- | ----------------------------------------------- | --------------------------------------------------------------------------------------- | -------------- | ---------------------------------------------------------------------------- |
| |                                                 |                                                                                         |                |                                                                              |
| | Энтони Столарц                                  | Вратари                                                                                 | Линус Улльмарк | Судьи: Гарретт Рэнк Брайан Покмара Линейные судьи: Стив Бартон Тайсон Бейкер |
| | Голы:                                           |                                                                                         |                | Судьи: Гарретт Рэнк Брайан Покмара Линейные судьи: Стив Бартон Тайсон Бейкер |
| Оливер Экман-Ларссон — 07:09 (С. Лоутон, К. Йернкрук) Митч Марнер — 12:18 (О. Мэттьюс) Джон Таварес (бол.) — 24:07 (В. Нюландер, М. Марнер) Вильям Нюландер (бол.) — 27:19 (Дж. Таварес) Морган Райлли — 44:45 (Н. Робертсон, Б. Макмэнн) Мэттью Найс (бол.) — 53:13 (О. Мэттьюс, М. Марнер) | 1 : 0 2 : 0 2 : 1 3 : 1 4 : 1 4 : 2 5 : 2 6 : 2 | 16:18 — Дрейк Батерсон (Д. Козенс, Д. Перрон) 44:00 — Ридли Грейг (М. Амадио, Ш. Пинто) |                | Судьи: Гарретт Рэнк Брайан Покмара Линейные судьи: Стив Бартон Тайсон Бейкер |
| |                                                 |                                                                                         |                | Судьи: Гарретт Рэнк Брайан Покмара Линейные судьи: Стив Бартон Тайсон Бейкер |
| |                                                 |                                                                                         |                | Судьи: Гарретт Рэнк Брайан Покмара Линейные судьи: Стив Бартон Тайсон Бейкер |
| |                                                 |                                                                                         |                | Судьи: Гарретт Рэнк Брайан Покмара Линейные судьи: Стив Бартон Тайсон Бейкер |
| 18 мин | Штраф                                           | 38 мин                                                                                  |                | Судьи: Гарретт Рэнк Брайан Покмара Линейные судьи: Стив Бартон Тайсон Бейкер |
| |                                                 |                                                                                         |                |                                                                              |
| | 24                                              | Броски                                                                                  | 33             |                                                                              |

| 22 апреля 19:30 | Торонто Мейпл Лифс | 3 : 2 (ОТ) (2:0, 0:1, 0:1, 1:0) | Оттава Сенаторз | Скоушабэнк-арена Зрителей: 19 333 |

| Отчёт | Отчёт                         | Отчёт                                                                                     | Отчёт          | Отчёт                                                                     |
| --- | ----------------------------- | ----------------------------------------------------------------------------------------- | -------------- | ------------------------------------------------------------------------- |
| |                               |                                                                                           |                |                                                                           |
| | Энтони Столарц                | Вратари                                                                                   | Линус Улльмарк | Судьи: Горд Дуайер Пьер Ламберт Линейные судьи: Трент Кнорр Джеймс Тобиас |
| | Голы:                         |                                                                                           |                | Судьи: Горд Дуайер Пьер Ламберт Линейные судьи: Трент Кнорр Джеймс Тобиас |
| Морган Райлли — 03:43 (В. Нюландер, Дж. Таварес) Джон Таварес (бол.) — 08:20 (М. Марнер, О. Мэттьюс) Макс Доми — 63:09 (С. Бенуа) | 1 : 0 2 : 0 2 : 1 2 : 2 3 : 2 | 35:41 — Брэди Ткачук (бол.) (К. Жиру, Т. Шабо) 54:47 — Адам Годетт (Т. Клевен, Т. Штюцле) |                | Судьи: Горд Дуайер Пьер Ламберт Линейные судьи: Трент Кнорр Джеймс Тобиас |
| |                               |                                                                                           |                | Судьи: Горд Дуайер Пьер Ламберт Линейные судьи: Трент Кнорр Джеймс Тобиас |
| |                               |                                                                                           |                | Судьи: Горд Дуайер Пьер Ламберт Линейные судьи: Трент Кнорр Джеймс Тобиас |
| |                               |                                                                                           |                | Судьи: Горд Дуайер Пьер Ламберт Линейные судьи: Трент Кнорр Джеймс Тобиас |
| 8 мин | Штраф                         | 4 мин                                                                                     |                | Судьи: Горд Дуайер Пьер Ламберт Линейные судьи: Трент Кнорр Джеймс Тобиас |
| |                               |                                                                                           |                |                                                                           |
| | 21                            | Броски                                                                                    | 28             |                                                                           |

| 24 апреля 19:00 | Оттава Сенаторз | 2 : 3 (ОТ) (0:0, 1:1, 1:1, 0:1) | Торонто Мейпл Лифс | Канейдиан Тайр-центр Зрителей: 19 073 |

| Отчёт                                                                                           | Отчёт                     | Отчёт | Отчёт          | Отчёт                                                                              |
| ----------------------------------------------------------------------------------------------- | ------------------------- | --- | -------------- | ---------------------------------------------------------------------------------- |
|                                                                                                 |                           | |                |                                                                                    |
|                                                                                                 | Линус Улльмарк            | Вратари | Энтони Столарц | Судьи: Кендрик Николсон Франсуа Сенлоран Линейные судьи: Трент Кнорр Джеймс Тобиас |
|                                                                                                 | Голы:                     | |                | Судьи: Кендрик Николсон Франсуа Сенлоран Линейные судьи: Трент Кнорр Джеймс Тобиас |
| Клод Жиру (бол.) — 21:38 (Дж. Сандерсон, Д. Батерсон) Брэди Ткачук — 51:22 (К. Жиру, Т. Клевен) | 1 : 0 1 : 1 : 2 : 2 2 : 3 | 28:31 — Мэттью Найс (бол.) (В. Нюландер, М. Марнер) 40:32 — Остон Мэттьюс (М. Марнер, М. Райлли) 61:19 — Симон Бенуа (О. Мэттьюс) |                | Судьи: Кендрик Николсон Франсуа Сенлоран Линейные судьи: Трент Кнорр Джеймс Тобиас |
|                                                                                                 |                           | |                | Судьи: Кендрик Николсон Франсуа Сенлоран Линейные судьи: Трент Кнорр Джеймс Тобиас |
|                                                                                                 |                           | |                | Судьи: Кендрик Николсон Франсуа Сенлоран Линейные судьи: Трент Кнорр Джеймс Тобиас |
|                                                                                                 |                           | |                | Судьи: Кендрик Николсон Франсуа Сенлоран Линейные судьи: Трент Кнорр Джеймс Тобиас |
| 8 мин                                                                                           | Штраф                     | 12 мин |                | Судьи: Кендрик Николсон Франсуа Сенлоран Линейные судьи: Трент Кнорр Джеймс Тобиас |
|                                                                                                 |                           | |                |                                                                                    |
|                                                                                                 | 20                        | Броски | 20             |                                                                                    |

| 26 апреля 19:00 | Оттава Сенаторз | 4 : 3 (ОТ) (2:1, 0:1, 1:1, 1:0) | Торонто Мейпл Лифс | Канейдиан Тайр-центр Зрителей: 19 094 |

| Отчёт | Отчёт                                     | Отчёт | Отчёт          | Отчёт                                                                     |
| --- | ----------------------------------------- | --- | -------------- | ------------------------------------------------------------------------- |
| |                                           | |                |                                                                           |
| | Линус Улльмарк                            | Вратари | Энтони Столарц | Судьи: Жан Эбер Питер Макдугалл Линейные судьи: Тайсон Бейкер Скотт Черри |
| | Голы:                                     | |                | Судьи: Жан Эбер Питер Макдугалл Линейные судьи: Тайсон Бейкер Скотт Черри |
| Тим Штюцле (бол.) — 09:03 (Дж. Сандерсон, Б. Ткачук) Шейн Пинто (мен.) — 14:11 Давид Перрон — 47:32 (А. Зуб, А. Годетт) Джейк Сандерсон — 77:42 | 1 : 0 2 : 0 2 : 1 2 : 2 3 : 2 3 : 3 4 : 3 | 19:05 — Джон Таварес (В. Нюландер, К. Танев) 30:12 — Мэттью Найс (М. Марнер) 54:31 — Оливер Экман-Ларссон (В. Нюландер, Дж. Маккейб) |                | Судьи: Жан Эбер Питер Макдугалл Линейные судьи: Тайсон Бейкер Скотт Черри |
| |                                           | |                | Судьи: Жан Эбер Питер Макдугалл Линейные судьи: Тайсон Бейкер Скотт Черри |
| |                                           | |                | Судьи: Жан Эбер Питер Макдугалл Линейные судьи: Тайсон Бейкер Скотт Черри |
| |                                           | |                | Судьи: Жан Эбер Питер Макдугалл Линейные судьи: Тайсон Бейкер Скотт Черри |
| 10 мин | Штраф                                     | 6 мин |                | Судьи: Жан Эбер Питер Макдугалл Линейные судьи: Тайсон Бейкер Скотт Черри |
| |                                           | |                |                                                                           |
| | 21                                        | Броски | 34             |                                                                           |

| 29 апреля 19:00 | Торонто Мейпл Лифс | 0 : 4 (0:0, 0:1, 0:3) | Оттава Сенаторз | Скоушабэнк-арена Зрителей: 19 438 |

| Отчёт | Отчёт                   | Отчёт | Отчёт          | Отчёт                                                                        |
| ----- | ----------------------- | --- | -------------- | ---------------------------------------------------------------------------- |
|       |                         | |                |                                                                              |
|       | Энтони Столарц          | Вратари | Линус Улльмарк | Судьи: Фредерик Л’Экюйе Дэн О’Рурк Линейные судьи: Либор Суханек Скотт Черри |
|       | Голы:                   | |                | Судьи: Фредерик Л’Экюйе Дэн О’Рурк Линейные судьи: Либор Суханек Скотт Черри |
|       | 0 : 1 0 : 2 0 : 3 0 : 4 | 23:46 — Тома Шабо (Б. Ткачук, Т. Штюцле) 48:24 — Дилан Козенс (мен.) (А. Годетт) 57:09 — Тим Штюцле (п.в.) (К. Жиру, Б. Ткачук) 59:13 — Брэди Ткачук (п.в.) (Т. Штюцле) |                | Судьи: Фредерик Л’Экюйе Дэн О’Рурк Линейные судьи: Либор Суханек Скотт Черри |
|       |                         | |                | Судьи: Фредерик Л’Экюйе Дэн О’Рурк Линейные судьи: Либор Суханек Скотт Черри |
|       |                         | |                | Судьи: Фредерик Л’Экюйе Дэн О’Рурк Линейные судьи: Либор Суханек Скотт Черри |
|       |                         | |                | Судьи: Фредерик Л’Экюйе Дэн О’Рурк Линейные судьи: Либор Суханек Скотт Черри |
| 6 мин | Штраф                   | 8 мин |                | Судьи: Фредерик Л’Экюйе Дэн О’Рурк Линейные судьи: Либор Суханек Скотт Черри |
|       |                         | |                |                                                                              |
|       | 29                      | Броски | 19             |                                                                              |

| 1 мая 19:00 | Оттава Сенаторз | 2 : 4 (0:1, 1:1, 1:2) | Торонто Мейпл Лифс | Канейдиан Тайр-центр Зрителей: 19 007 |

| Отчёт                                                                  | Отчёт                               | Отчёт | Отчёт          | Отчёт                                                                       |
| ---------------------------------------------------------------------- | ----------------------------------- | --- | -------------- | --------------------------------------------------------------------------- |
|                                                                        |                                     | |                |                                                                             |
|                                                                        | Линус Улльмарк                      | Вратари | Энтони Столарц | Судьи: Франсис Шаррон Грэм Скиллитер Линейные судьи: Райан Дейзи Эндрю Смит |
|                                                                        | Голы:                               | |                | Судьи: Франсис Шаррон Грэм Скиллитер Линейные судьи: Райан Дейзи Эндрю Смит |
| Брэди Ткачук — 27:28 (Т. Шабо, К. Жиру) Давид Перрон — 52:40 (Т. Шабо) | 0 : 1 0 : 2 1 : 2 2 : 2 2 : 3 2 : 4 | 18:50 — Остон Мэттьюс (бол.) (М. Марнер, В. Нюландер) 20:43 — Вильям Нюландер (М. Пачиоретти) 54:21 — Макс Пачиоретти (М. Доми, П. Хольмберг) 59:41 — Вильям Нюландер (п.в.) (С. Лоутон) |                | Судьи: Франсис Шаррон Грэм Скиллитер Линейные судьи: Райан Дейзи Эндрю Смит |
|                                                                        |                                     | |                | Судьи: Франсис Шаррон Грэм Скиллитер Линейные судьи: Райан Дейзи Эндрю Смит |
|                                                                        |                                     | |                | Судьи: Франсис Шаррон Грэм Скиллитер Линейные судьи: Райан Дейзи Эндрю Смит |
|                                                                        |                                     | |                | Судьи: Франсис Шаррон Грэм Скиллитер Линейные судьи: Райан Дейзи Эндрю Смит |
| 2 мин                                                                  | Штраф                               | 4 мин |                | Судьи: Франсис Шаррон Грэм Скиллитер Линейные судьи: Райан Дейзи Эндрю Смит |
|                                                                        |                                     | |                |                                                                             |
|                                                                        | 23                                  | Броски | 23             |                                                                             |

#### «Тампа-Бэй Лайтнинг» (А2) — «Флорида Пантерз» (А3)
Четвёртая встреча «Флориды» и «Тампы-Бэй» в плей-офф и вторая подряд. В предыдущих трёх встречах «молнии» одержали две победы, последний раз они встречались между собой в первом раунде Восточной конференции 2024 года, где «Пантерз» обыграли «Лайтнинг» в пяти матчах. В регулярном чемпионате 2024/25 команды провели между собой четыре матча и одержали в них по две победы.
«Пантерз» выиграли серию со счётом 4-1. Самыми результативными игроками серии стали нападающий «Тампы-Бэй Лайтнинг» Джейк Генцел, который набрал 6 (3+3) очков и нападающий «Флориды Пантерз» Сэм Райнхарт, который также набрал 6 (2+4) очков.
| 22 апреля 20:30 | Тампа-Бэй Лайтнинг | 2 : 6 (1:2, 1:3, 0:1) | Флорида Пантерз | Амали-арена Зрителей: 19 092 |

| Отчёт                                                                                                | Отчёт                                         | Отчёт | Отчёт             | Отчёт                                                                         |
| --- | --------------------------------------------- | --- | ----------------- | ----------------------------------------------------------------------------- |
| |                                               | |                   |                                                                               |
| | Андрей Василевский                            | Вратари | Сергей Бобровский | Судьи: Ти Джей Лаксмор Эрик Фурлатт Линейные судьи: Скотт Черри Либор Суханек |
| | Голы:                                         | |                   | Судьи: Ти Джей Лаксмор Эрик Фурлатт Линейные судьи: Скотт Черри Либор Суханек |
| Джейк Генцел (бол.) — 12:21 (Н. Кучеров, В. Хедман) Брэйден Пойнт — 33:04 (Р. Макдона, Г. Гонсалвес) | 0 : 1 : 1 1 : 2 1 : 3 1 : 4 1 : 5 2 : 5 2 : 6 | 03:44 — Сэм Беннетт (М. Самоскевич) 19:15 — Сэм Райнхарт (Д. Куликов, К. Верхеги) 24:41 — Нэйт Шмидт (Б. Маршан, С. Беннетт) 24:55 — Мэттью Ткачук (бол.) (С. Райнхарт, А.Барков) 29:44 — Мэттью Ткачук (бол.) 45:09 — Нэйт Шмидт (бол.) (М.Ткачук, А.Барков) |                   | Судьи: Ти Джей Лаксмор Эрик Фурлатт Линейные судьи: Скотт Черри Либор Суханек |
| |                                               | |                   | Судьи: Ти Джей Лаксмор Эрик Фурлатт Линейные судьи: Скотт Черри Либор Суханек |
| |                                               | |                   | Судьи: Ти Джей Лаксмор Эрик Фурлатт Линейные судьи: Скотт Черри Либор Суханек |
| |                                               | |                   | Судьи: Ти Джей Лаксмор Эрик Фурлатт Линейные судьи: Скотт Черри Либор Суханек |
| 6 мин                                                                                                | Штраф                                         | 6 мин |                   | Судьи: Ти Джей Лаксмор Эрик Фурлатт Линейные судьи: Скотт Черри Либор Суханек |
| |                                               | |                   |                                                                               |
| | 22                                            | Броски | 16                |                                                                               |

| 24 апреля 18:30 | Тампа-Бэй Лайтнинг | 0 : 2 (0:1, 0:0, 0:1) | Флорида Пантерз | Амали-арена Зрителей: 19 092 |

| Отчёт  | Отчёт              | Отчёт                                                                            | Отчёт             | Отчёт                                                                  |
| ------ | ------------------ | -------------------------------------------------------------------------------- | ----------------- | ---------------------------------------------------------------------- |
|        |                    |                                                                                  |                   |                                                                        |
|        | Андрей Василевский | Вратари                                                                          | Сергей Бобровский | Судьи: Горд Дуайер Пьер Ламберт Линейные судьи: Беван Миллз Девин Берг |
|        | Голы:              |                                                                                  |                   | Судьи: Горд Дуайер Пьер Ламберт Линейные судьи: Беван Миллз Девин Берг |
|        | 0 : 1 0 : 2        | 04:15 — Нэйт Шмидт (С. Райнхарт, А.Барков) 59:56 — Сэм Беннетт (п.в.) (С. Джонс) |                   | Судьи: Горд Дуайер Пьер Ламберт Линейные судьи: Беван Миллз Девин Берг |
|        |                    |                                                                                  |                   | Судьи: Горд Дуайер Пьер Ламберт Линейные судьи: Беван Миллз Девин Берг |
|        |                    |                                                                                  |                   | Судьи: Горд Дуайер Пьер Ламберт Линейные судьи: Беван Миллз Девин Берг |
|        |                    |                                                                                  |                   | Судьи: Горд Дуайер Пьер Ламберт Линейные судьи: Беван Миллз Девин Берг |
| 15 мин | Штраф              | 16 мин                                                                           |                   | Судьи: Горд Дуайер Пьер Ламберт Линейные судьи: Беван Миллз Девин Берг |
|        |                    |                                                                                  |                   |                                                                        |
|        | 19                 | Броски                                                                           | 23                |                                                                        |

| 26 апреля 13:00 | Флорида Пантерз | 1 : 5 (1:1, 0:1, 0:3) | Тампа-Бэй Лайтнинг | Эмерант Банк-арена Зрителей: 19 587 |

| Отчёт                                           | Отчёт                             | Отчёт | Отчёт              | Отчёт                                                                 |
| ----------------------------------------------- | --------------------------------- | --- | ------------------ | --------------------------------------------------------------------- |
|                                                 |                                   | |                    |                                                                       |
|                                                 | Сергей Бобровский                 | Вратари | Андрей Василевский | Судьи: Уэс Макколи Фурман Саус Линейные судьи: Девин Берг Беван Миллз |
|                                                 | Голы:                             | |                    | Судьи: Уэс Макколи Фурман Саус Линейные судьи: Девин Берг Беван Миллз |
| Мэттью Ткачук — 02:43 (С. Беннетт, Э. Родригес) | 1 : 0 1 : 1 : 2 1 : 3 1 : 4 1 : 5 | 17:15 — Брэйден Пойнт (Дж. Генцел, Н. Кучеров) 33:17 — Ник Пол (Г. Гонсалвес, Р. Макдона) 40:21 — Джейк Генцел (Н. Кучеров, Р. Макдона) 54:19 — Люк Гленденинг (Я. Гурд, Г. Гонсалвес) 55:00 — Энтони Сирелли (п.в.) (Дж. Генцел, Н. Кучеров) |                    | Судьи: Уэс Макколи Фурман Саус Линейные судьи: Девин Берг Беван Миллз |
|                                                 |                                   | |                    | Судьи: Уэс Макколи Фурман Саус Линейные судьи: Девин Берг Беван Миллз |
|                                                 |                                   | |                    | Судьи: Уэс Макколи Фурман Саус Линейные судьи: Девин Берг Беван Миллз |
|                                                 |                                   | |                    | Судьи: Уэс Макколи Фурман Саус Линейные судьи: Девин Берг Беван Миллз |
| 25 мин                                          | Штраф                             | 20 мин |                    | Судьи: Уэс Макколи Фурман Саус Линейные судьи: Девин Берг Беван Миллз |
|                                                 |                                   | |                    |                                                                       |
|                                                 | 34                                | Броски | 22                 |                                                                       |

| 28 апреля 19:00 | Флорида Пантерз | 4 : 2 (0:0, 1:2, 3:0) | Тампа-Бэй Лайтнинг | Эмерант Банк-арена Зрителей: 19 551 |

| Отчёт | Отчёт                           | Отчёт                                                                             | Отчёт              | Отчёт                                                                        |
| --- | ------------------------------- | --------------------------------------------------------------------------------- | ------------------ | ---------------------------------------------------------------------------- |
| |                                 |                                                                                   |                    |                                                                              |
| | Сергей Бобровский               | Вратари                                                                           | Андрей Василевский | Судьи: Крис Руни Джон Макайзек Линейные судьи: Джонни Мюррей Трэвис Гаврилец |
| | Голы:                           |                                                                                   |                    | Судьи: Крис Руни Джон Макайзек Линейные судьи: Джонни Мюррей Трэвис Гаврилец |
| Антон Лунделль — 09:06 (Б. Маршан, Э. Луостаринен) Аарон Экблад — 56:13 (С. Райнхарт) Сет Джонс — 56:24 (А. Лунделль, Д. Куликов) Картер Верхеги (п.в.) — 58:20 (А. Барков) | 1 : 0 1 : 1 : 2 : 2 3 : 2 4 : 2 | 32:21 — Митчелл Чаффи (Э. Лиллеберг, Н. Пербикс) 32:32 — Эрик Чернак (Дж. Генцел) |                    | Судьи: Крис Руни Джон Макайзек Линейные судьи: Джонни Мюррей Трэвис Гаврилец |
| |                                 |                                                                                   |                    | Судьи: Крис Руни Джон Макайзек Линейные судьи: Джонни Мюррей Трэвис Гаврилец |
| |                                 |                                                                                   |                    | Судьи: Крис Руни Джон Макайзек Линейные судьи: Джонни Мюррей Трэвис Гаврилец |
| |                                 |                                                                                   |                    | Судьи: Крис Руни Джон Макайзек Линейные судьи: Джонни Мюррей Трэвис Гаврилец |
| 17 мин | Штраф                           | 6 мин                                                                             |                    | Судьи: Крис Руни Джон Макайзек Линейные судьи: Джонни Мюррей Трэвис Гаврилец |
| |                                 |                                                                                   |                    |                                                                              |
| | 23                              | Броски                                                                            | 20                 |                                                                              |

| 30 апреля 19:30 | Тампа-Бэй Лайтнинг | 3 : 6 (2:2, 1:2, 0:2) | Флорида Пантерз | Амали-арена Зрителей: 19 092 |

| Отчёт | Отчёт                                           | Отчёт | Отчёт             | Отчёт                                                                          |
| --- | ----------------------------------------------- | --- | ----------------- | ------------------------------------------------------------------------------ |
| |                                                 | |                   |                                                                                |
| | Андрей Василевский                              | Вратари | Сергей Бобровский | Судьи: Гарретт Рэнк Брайан Покмара Линейные судьи: Джесси Маркис Давид Брисбуа |
| | Голы:                                           | |                   | Судьи: Гарретт Рэнк Брайан Покмара Линейные судьи: Джесси Маркис Давид Брисбуа |
| Гейдж Гонсалвес — 02:33 (Л. Гленденинг, В. Хедман) Ник Пол — 12:16 (К. Гики) Джейк Генцел (бол.) — 29:57 (В. Хедман) | 1 : 0 1 : 1 : 2 : 2 2 : 3 : 3 3 : 4 3 : 5 3 : 6 | 05:21 — Картер Верхеги (бол.) (М. Ткачук, С. Райнхарт) 10:06 — Антон Лунделль (Б. Маршан, Э. Луостаринен) 20:52 — Александр Барков (Г. Форслинг, Э. Луостаринен) 35:13 — Сэм Беннетт (А. Лунделль, Э. Луостаринен) 53:02 — Ээту Луостаринен (Б. Маршан, А. Лунделль) 55:36 — Сэм Райнхарт (п.в.) |                   | Судьи: Гарретт Рэнк Брайан Покмара Линейные судьи: Джесси Маркис Давид Брисбуа |
| |                                                 | |                   | Судьи: Гарретт Рэнк Брайан Покмара Линейные судьи: Джесси Маркис Давид Брисбуа |
| |                                                 | |                   | Судьи: Гарретт Рэнк Брайан Покмара Линейные судьи: Джесси Маркис Давид Брисбуа |
| |                                                 | |                   | Судьи: Гарретт Рэнк Брайан Покмара Линейные судьи: Джесси Маркис Давид Брисбуа |
| 8 мин | Штраф                                           | 8 мин |                   | Судьи: Гарретт Рэнк Брайан Покмара Линейные судьи: Джесси Маркис Давид Брисбуа |
| |                                                 | |                   |                                                                                |
| | 29                                              | Броски | 31                |                                                                                |

#### «Вашингтон Кэпиталз» (С1) — «Монреаль Канадиенс» (УК)
Вторая встреча этих двух клубов в плей-офф. В последний раз они встречались между собой в четвертьфинале Восточной конференции 2010 года, где «Монреаль» отыгрался в серии со счёта 1-3 и выиграл её в семи матчах. В регулярном чемпионате 2024/25 команды провели между собой три матча и в двух из них победу одержали «Кэпиталз».
«Кэпиталз» выиграли серию со счётом 4-1. Самым результативным игроком серии стал нападающий «Вашингтон Кэпиталз» Дилан Строум, который в пяти матчах набрал 9 (2+7) очков.
| 21 апреля 19:00 | Вашингтон Кэпиталз | 3 : 2 (ОТ) (1:0, 1:0, 0:2, 1:0) | Монреаль Канадиенс | Кэпитал Уан-арена Зрителей: 18 573 |

| Отчёт | Отчёт                         | Отчёт                                                                                      | Отчёт        | Отчёт                                                                                |
| --- | ----------------------------- | ------------------------------------------------------------------------------------------ | ------------ | ------------------------------------------------------------------------------------ |
| |                               |                                                                                            |              |                                                                                      |
| | Логан Томпсон                 | Вратари                                                                                    | Сэм Монтембо | Судьи: Кендрик Николсон Франсуа Сенлоран Линейные судьи: Давид Брисбуа Джесси Маркис |
| | Голы:                         |                                                                                            |              | Судьи: Кендрик Николсон Франсуа Сенлоран Линейные судьи: Давид Брисбуа Джесси Маркис |
| Александр Овечкин (бол.) — 18:34 (Т. Уилсон, Д. Строум) Энтони Бовилье — 32:09 (А. Овечкин, Д. Строум) Александр Овечкин — 62:26 (Э. Бовилье, Д. Строум) | 1 : 0 2 : 0 2 : 1 2 : 2 3 : 2 | 50:32 — Коул Кофилд (бол.) (П. Лайне, Л. Хатсон) 55:45 — Ник Сузуки (А. Каррье, Л. Хатсон) |              | Судьи: Кендрик Николсон Франсуа Сенлоран Линейные судьи: Давид Брисбуа Джесси Маркис |
| |                               |                                                                                            |              | Судьи: Кендрик Николсон Франсуа Сенлоран Линейные судьи: Давид Брисбуа Джесси Маркис |
| |                               |                                                                                            |              | Судьи: Кендрик Николсон Франсуа Сенлоран Линейные судьи: Давид Брисбуа Джесси Маркис |
| |                               |                                                                                            |              | Судьи: Кендрик Николсон Франсуа Сенлоран Линейные судьи: Давид Брисбуа Джесси Маркис |
| 8 мин | Штраф                         | 8 мин                                                                                      |              | Судьи: Кендрик Николсон Франсуа Сенлоран Линейные судьи: Давид Брисбуа Джесси Маркис |
| |                               |                                                                                            |              |                                                                                      |
| | 32                            | Броски                                                                                     | 35           |                                                                                      |

| 23 апреля 19:00 | Вашингтон Кэпиталз | 3 : 1 (0:0, 2:1, 1:0) | Монреаль Канадиенс | Кэпитал Уан-арена Зрителей: 18 573 |

| Отчёт | Отчёт                 | Отчёт                                               | Отчёт        | Отчёт                                                                           |
| --- | --------------------- | --------------------------------------------------- | ------------ | ------------------------------------------------------------------------------- |
| |                       |                                                     |              |                                                                                 |
| | Логан Томпсон         | Вратари                                             | Сэм Монтембо | Судьи: Джейк Бренк Келли Сазерленд Линейные судьи: Мэтт Макферсон Жюльен Фурнье |
| | Голы:                 |                                                     |              | Судьи: Джейк Бренк Келли Сазерленд Линейные судьи: Мэтт Макферсон Жюльен Фурнье |
| Коннор Макмайкл — 23:47 (Т. Рэддиш) Дилан Строум — 24:47 (Э. Бовилье, Р. Леонард) Коннор Макмайкл (п.в.) — 59:58 (П.-Л. Дюбуа, Т. Уилсон) | 0 : 1 : 1 2 : 1 3 : 1 | 21:16 — Кристиан Дворак (Дж. Андерсон, Б. Галлахер) |              | Судьи: Джейк Бренк Келли Сазерленд Линейные судьи: Мэтт Макферсон Жюльен Фурнье |
| |                       |                                                     |              | Судьи: Джейк Бренк Келли Сазерленд Линейные судьи: Мэтт Макферсон Жюльен Фурнье |
| |                       |                                                     |              | Судьи: Джейк Бренк Келли Сазерленд Линейные судьи: Мэтт Макферсон Жюльен Фурнье |
| |                       |                                                     |              | Судьи: Джейк Бренк Келли Сазерленд Линейные судьи: Мэтт Макферсон Жюльен Фурнье |
| 8 мин | Штраф                 | 6 мин                                               |              | Судьи: Джейк Бренк Келли Сазерленд Линейные судьи: Мэтт Макферсон Жюльен Фурнье |
| |                       |                                                     |              |                                                                                 |
| | 32                    | Броски                                              | 26           |                                                                                 |

| 25 апреля 19:00 | Монреаль Канадиенс | 6 : 3 (1:1, 2:1, 3:1) | Вашингтон Кэпиталз | Белл-центр Зрителей: 21 105 |

| Отчёт | Отчёт                                               | Отчёт | Отчёт         | Отчёт                                                                                |
| --- | --------------------------------------------------- | --- | ------------- | ------------------------------------------------------------------------------------ |
| |                                                     | |               |                                                                                      |
| | Сэм Монтембо — 00:00-31:39 Якуб Добеш — 31:39-60:00 | Вратари | Логан Томпсон | Судьи: Франсис Шаррон Грэм Скиллитер Линейные судьи: Шандор Альфонсо Кайл Флемингтон |
| | Голы:                                               | |               | Судьи: Франсис Шаррон Грэм Скиллитер Линейные судьи: Шандор Альфонсо Кайл Флемингтон |
| Александр Каррье — 19:07 (А. Ньюхук, Дж. Эванс) Ник Сузуки (бол.) — 28:37 Коул Кофилд — 39:51 (Л. Хатсон) Кристиан Дворак — 44:17 (Д. Савар, Й. Армиа) Юрай Слафковский — 53:23 (К. Кофилд) Алекс Ньюхук (бол.) — 57:35 (Б. Галлахер, М. Мэтсон) | 0 : 1 : 1 2 : 1 2 : 2 3 : 2 3 : 3 4 : 3 5 : 3 6 : 3 | 03:20 — Коннор Макмайкл (М. Рой, Р. Сандин) 30:47 — Джейкоб Чикран (Э. Манджипани, Л. Эллер) 42:39 — Александр Овечкин (Д. Строум, Э. Бовилье) |               | Судьи: Франсис Шаррон Грэм Скиллитер Линейные судьи: Шандор Альфонсо Кайл Флемингтон |
| |                                                     | |               | Судьи: Франсис Шаррон Грэм Скиллитер Линейные судьи: Шандор Альфонсо Кайл Флемингтон |
| |                                                     | |               | Судьи: Франсис Шаррон Грэм Скиллитер Линейные судьи: Шандор Альфонсо Кайл Флемингтон |
| |                                                     | |               | Судьи: Франсис Шаррон Грэм Скиллитер Линейные судьи: Шандор Альфонсо Кайл Флемингтон |
| 18 мин | Штраф                                               | 24 мин |               | Судьи: Франсис Шаррон Грэм Скиллитер Линейные судьи: Шандор Альфонсо Кайл Флемингтон |
| |                                                     | |               |                                                                                      |
| | 40                                                  | Броски | 21            |                                                                                      |

| 27 апреля 18:30 | Монреаль Канадиенс | 2 : 5 (0:0, 2:1, 0:4) | Вашингтон Кэпиталз | Белл-центр Зрителей: 21 105 |

| Отчёт | Отчёт                                 | Отчёт | Отчёт         | Отчёт                                                                     |
| --- | ------------------------------------- | --- | ------------- | ------------------------------------------------------------------------- |
| |                                       | |               |                                                                           |
| | Якуб Добеш                            | Вратари | Логан Томпсон | Судьи: Дэн О’Рурк Фредерик Л’Экюйе Линейные судьи: Райан Дейзи Эндрю Смит |
| | Голы:                                 | |               | Судьи: Дэн О’Рурк Фредерик Л’Экюйе Линейные судьи: Райан Дейзи Эндрю Смит |
| Юрай Слафковский (бол.) — 30:33 (И. Демидов, Л. Хатсон) Коул Кофилд (бол.) — 38:32 (Л. Хатсон, И. Демидов) | 0 : 1 : 1 2 : 1 2 : 2 : 3 2 : 4 2 : 5 | 21:25 — Дилан Строум (Э. Бовилье) 46:39 — Брэндон Дюхэйм (Дж. Чикран, Т. Ван Римсдайк) 56:23 — Эндрю Манджипани (Д. Строум, Т. Ван Римсдайк) 57:21 — Брэндон Дюхэйм (п.в.) (Н. Дауд) 59:05 — Том Уилсон (п.в.) (К. Макмайкл) |               | Судьи: Дэн О’Рурк Фредерик Л’Экюйе Линейные судьи: Райан Дейзи Эндрю Смит |
| |                                       | |               | Судьи: Дэн О’Рурк Фредерик Л’Экюйе Линейные судьи: Райан Дейзи Эндрю Смит |
| |                                       | |               | Судьи: Дэн О’Рурк Фредерик Л’Экюйе Линейные судьи: Райан Дейзи Эндрю Смит |
| |                                       | |               | Судьи: Дэн О’Рурк Фредерик Л’Экюйе Линейные судьи: Райан Дейзи Эндрю Смит |
| 12 мин | Штраф                                 | 10 мин |               | Судьи: Дэн О’Рурк Фредерик Л’Экюйе Линейные судьи: Райан Дейзи Эндрю Смит |
| |                                       | |               |                                                                           |
| | 18                                    | Броски | 26            |                                                                           |

| 30 апреля 19:00 | Вашингтон Кэпиталз | 4 : 1 (2:0, 1:0, 1:1) | Монреаль Канадиенс | Кэпитал Уан-арена Зрителей: 18 573 |

| Отчёт | Отчёт                         | Отчёт                                         | Отчёт      | Отчёт                                                                         |
| --- | ----------------------------- | --------------------------------------------- | ---------- | ----------------------------------------------------------------------------- |
| |                               |                                               |            |                                                                               |
| | Логан Томпсон                 | Вратари                                       | Якуб Добеш | Судьи: Жан Эбер Питер Макдугалл Линейные судьи: Джонни Мюррей Трэвис Гаврилец |
| | Голы:                         |                                               |            | Судьи: Жан Эбер Питер Макдугалл Линейные судьи: Джонни Мюррей Трэвис Гаврилец |
| Александр Овечкин (бол.) — 09:12 (Д. Строум) Джейкоб Чикран — 11:15 (П.-Л. Дюбуа, Т. Уилсон) Том Уилсон (бол.) — 36:59 (Дж. Карлсон, Д. Строум) Брэндон Дюхэйм (п.в.) — 59:34 (К. Макмайкл) | 1 : 0 2 : 0 3 : 0 3 : 1 4 : 1 | 42:40 — Эмиль Хейнеман (Й. Армиа, О. Капанен) |            | Судьи: Жан Эбер Питер Макдугалл Линейные судьи: Джонни Мюррей Трэвис Гаврилец |
| |                               |                                               |            | Судьи: Жан Эбер Питер Макдугалл Линейные судьи: Джонни Мюррей Трэвис Гаврилец |
| |                               |                                               |            | Судьи: Жан Эбер Питер Макдугалл Линейные судьи: Джонни Мюррей Трэвис Гаврилец |
| |                               |                                               |            | Судьи: Жан Эбер Питер Макдугалл Линейные судьи: Джонни Мюррей Трэвис Гаврилец |
| 4 мин | Штраф                         | 6 мин                                         |            | Судьи: Жан Эбер Питер Макдугалл Линейные судьи: Джонни Мюррей Трэвис Гаврилец |
| |                               |                                               |            |                                                                               |
| | 28                            | Броски                                        | 29         |                                                                               |

#### «Каролина Харрикейнз» (С2) — «Нью-Джерси Девилз» (С3)
Шестая встреча этих двух клубов в плей-офф. В предыдущих пяти встречах «Харрикейнз» одержали четыре победы, последний раз они встречались между собой во втором раунде Восточной конференции 2023 года, где победу в пяти матчах одержали «Каролина Харрикейнз». В регулярном чемпионате 2024/25 обе команды одержали по две победы.
«Харрикейнз» выиграли серию со счётом 4-1. Самым результативным игроком серии стал нападающий «Каролины Харрикейнз» Себастьян Ахо, который в пяти матчах набрал 8 (3+5) очков.
| 20 апреля 15:00 | Каролина Харрикейнз | 4 : 1 (1:0, 2:1, 1:0) | Нью-Джерси Девилз | Леново Центр Зрителей: 18 895 |

| Отчёт | Отчёт                         | Отчёт                                  | Отчёт          | Отчёт                                                                            |
| --- | ----------------------------- | -------------------------------------- | -------------- | -------------------------------------------------------------------------------- |
| |                               |                                        |                |                                                                                  |
| | Фредерик Андерсен             | Вратари                                | Якоб Маркстрём | Судьи: Ти Джей Лаксмор Эрик Фурлатт Линейные судьи: Мэтт Макферсон Жюльен Фурнье |
| | Голы:                         |                                        |                | Судьи: Ти Джей Лаксмор Эрик Фурлатт Линейные судьи: Мэтт Макферсон Жюльен Фурнье |
| Джейлен Чатфилд — 02:24 (Э. Робинсон, Дж. Рословик) Логан Стэнковен — 26:37 (Дж. Мартинук, Дж. Слэвин) Логан Стэнковен (бол.) — 33:08 (Т. Холл, Й. Котканиеми) Андрей Свечников (п.в.) — 57:32 (Т. Холл) | 1 : 0 2 : 0 3 : 0 3 : 1 4 : 1 | 38:51 — Нико Хишир (Й. Братт, Б. Пеши) |                | Судьи: Ти Джей Лаксмор Эрик Фурлатт Линейные судьи: Мэтт Макферсон Жюльен Фурнье |
| |                               |                                        |                | Судьи: Ти Джей Лаксмор Эрик Фурлатт Линейные судьи: Мэтт Макферсон Жюльен Фурнье |
| |                               |                                        |                | Судьи: Ти Джей Лаксмор Эрик Фурлатт Линейные судьи: Мэтт Макферсон Жюльен Фурнье |
| |                               |                                        |                | Судьи: Ти Джей Лаксмор Эрик Фурлатт Линейные судьи: Мэтт Макферсон Жюльен Фурнье |
| 6 мин | Штраф                         | 8 мин                                  |                | Судьи: Ти Джей Лаксмор Эрик Фурлатт Линейные судьи: Мэтт Макферсон Жюльен Фурнье |
| |                               |                                        |                |                                                                                  |
| | 45                            | Броски                                 | 24             |                                                                                  |

| 22 апреля 18:00 | Каролина Харрикейнз | 3 : 1 (0:1, 2:0, 1:0) | Нью-Джерси Девилз | Леново Центр Зрителей: 18 910 |

| Отчёт | Отчёт                 | Отчёт                                        | Отчёт          | Отчёт                                                                  |
| --- | --------------------- | -------------------------------------------- | -------------- | ---------------------------------------------------------------------- |
| |                       |                                              |                |                                                                        |
| | Фредерик Андерсен     | Вратари                                      | Якоб Маркстрём | Судьи: Питер Макдугалл Жан Эбер Линейные судьи: Беван Миллз Девин Берг |
| | Голы:                 |                                              |                | Судьи: Питер Макдугалл Жан Эбер Линейные судьи: Беван Миллз Девин Берг |
| Шейн Гостисбеер — 22:57 (Дж. Блейк, С. Ахо) Джордан Мартинук (мен.) — 25:54 (Д. Орлов) Сет Джарвис (п.в.) — 59:23 (Дж. Мартинук) | 0 : 1 : 1 2 : 1 3 : 1 | 03:51 — Йеспер Братт (Э. Хаула, Д. Хэмилтон) |                | Судьи: Питер Макдугалл Жан Эбер Линейные судьи: Беван Миллз Девин Берг |
| |                       |                                              |                | Судьи: Питер Макдугалл Жан Эбер Линейные судьи: Беван Миллз Девин Берг |
| |                       |                                              |                | Судьи: Питер Макдугалл Жан Эбер Линейные судьи: Беван Миллз Девин Берг |
| |                       |                                              |                | Судьи: Питер Макдугалл Жан Эбер Линейные судьи: Беван Миллз Девин Берг |
| 8 мин | Штраф                 | 8 мин                                        |                | Судьи: Питер Макдугалл Жан Эбер Линейные судьи: Беван Миллз Девин Берг |
| |                       |                                              |                |                                                                        |
| | 28                    | Броски                                       | 26             |                                                                        |

| 25 апреля 20:00 | Нью-Джерси Девилз | 3 : 2 (2ОТ) (1:0, 0:0, 1:2, 0:0, 1:0) | Каролина Харрикейнз | Пруденшал-центр Зрителей: 16 682 |

| Отчёт                                                                                        | Отчёт                         | Отчёт                                                                                   | Отчёт             | Отчёт                                                                     |
| -------------------------------------------------------------------------------------------- | ----------------------------- | --------------------------------------------------------------------------------------- | ----------------- | ------------------------------------------------------------------------- |
|                                                                                              |                               |                                                                                         |                   |                                                                           |
|                                                                                              | Якоб Маркстрём                | Вратари                                                                                 | Фредерик Андерсен | Судьи: Келли Сазерленд Джейк Бренк Линейные судьи: Райан Дейзи Эндрю Смит |
|                                                                                              | Голы:                         |                                                                                         |                   | Судьи: Келли Сазерленд Джейк Бренк Линейные судьи: Райан Дейзи Эндрю Смит |
| Нико Хишир — 16:11 (Т. Майер, О. Палат) Доусон Мерсер — 41:18 (Й. Братт) Шимон Немец — 82:36 | 1 : 0 2 : 0 2 : 1 2 : 2 3 : 2 | 46:11 — Сет Джарвис (бол.) (С. Ахо, Ш. Гостисбеер) 52:20 — Себастьян Ахо (А. Свечников) |                   | Судьи: Келли Сазерленд Джейк Бренк Линейные судьи: Райан Дейзи Эндрю Смит |
|                                                                                              |                               |                                                                                         |                   | Судьи: Келли Сазерленд Джейк Бренк Линейные судьи: Райан Дейзи Эндрю Смит |
|                                                                                              |                               |                                                                                         |                   | Судьи: Келли Сазерленд Джейк Бренк Линейные судьи: Райан Дейзи Эндрю Смит |
|                                                                                              |                               |                                                                                         |                   | Судьи: Келли Сазерленд Джейк Бренк Линейные судьи: Райан Дейзи Эндрю Смит |
| 10 мин                                                                                       | Штраф                         | 12 мин                                                                                  |                   | Судьи: Келли Сазерленд Джейк Бренк Линейные судьи: Райан Дейзи Эндрю Смит |
|                                                                                              |                               |                                                                                         |                   |                                                                           |
|                                                                                              | 37                            | Броски                                                                                  | 27                |                                                                           |

| 27 апреля 15:30 | Нью-Джерси Девилз | 2 : 5 (0:2, 2:1, 0:2) | Каролина Харрикейнз | Пруденшал-центр Зрителей: 17 054 |

| Отчёт                                                      | Отчёт                                     | Отчёт | Отчёт                                                       | Отчёт                                                                                |
| ---------------------------------------------------------- | ----------------------------------------- | --- | ----------------------------------------------------------- | ------------------------------------------------------------------------------------ |
|                                                            |                                           | |                                                             |                                                                                      |
|                                                            | Якоб Маркстрём                            | Вратари | 00:00-24:19 — Фредерик Андерсен 24:19-60:00 — Пётр Кочетков | Судьи: Франсис Шаррон Грэм Скиллитер Линейные судьи: Шандор Альфонсо Кайл Флемингтон |
|                                                            | Голы:                                     | |                                                             | Судьи: Франсис Шаррон Грэм Скиллитер Линейные судьи: Шандор Альфонсо Кайл Флемингтон |
| Нико Хишир — 22:45 (О. Палат, Т. Майер) Тимо Майер — 27:34 | 0 : 1 0 : 2 0 : 3 1 : 3 2 : 3 2 : 4 2 : 5 | 00:52 — Андрей Свечников (Б. Бёрнс, Дж. Блейк) 09:47 — Джейккоб Слэвин 20:42 — Андрей Свечников (бол.) (С. Джарвис, С. Ахо) 54:14 — Брент Бёрнс 56:43 — Андрей Свечников (п.в.) (Дж. Блейк, С. Ахо) |                                                             | Судьи: Франсис Шаррон Грэм Скиллитер Линейные судьи: Шандор Альфонсо Кайл Флемингтон |
|                                                            |                                           | |                                                             | Судьи: Франсис Шаррон Грэм Скиллитер Линейные судьи: Шандор Альфонсо Кайл Флемингтон |
|                                                            |                                           | |                                                             | Судьи: Франсис Шаррон Грэм Скиллитер Линейные судьи: Шандор Альфонсо Кайл Флемингтон |
|                                                            |                                           | |                                                             | Судьи: Франсис Шаррон Грэм Скиллитер Линейные судьи: Шандор Альфонсо Кайл Флемингтон |
| 16 мин                                                     | Штраф                                     | 14 мин |                                                             | Судьи: Франсис Шаррон Грэм Скиллитер Линейные судьи: Шандор Альфонсо Кайл Флемингтон |
|                                                            |                                           | |                                                             |                                                                                      |
|                                                            | 22                                        | Броски | 29                                                          |                                                                                      |

| 30 апреля 19:30 | Каролина Харрикейнз | 5 : 4 (2ОТ) (0:3, 4:1, 0:0, 0:0, 1:0) | Нью-Джерси Девилз | Леново Центр Зрителей: 18 933 |

| Отчёт | Отчёт                                               | Отчёт | Отчёт          | Отчёт                                                                       |
| --- | --------------------------------------------------- | --- | -------------- | --------------------------------------------------------------------------- |
| |                                                     | |                |                                                                             |
| | Пётр Кочетков                                       | Вратари | Якоб Маркстрём | Судьи: Горд Дуайер Пьер Ламберт Линейные судьи: Тайсон Бейкер Райан Гиббонс |
| | Голы:                                               | |                | Судьи: Горд Дуайер Пьер Ламберт Линейные судьи: Тайсон Бейкер Райан Гиббонс |
| Тэйлор Холл — 21:46 (Л. Стэнковен, Дж. Слэвин) Джексон Блейк — 24:01 (М. Джанковски) Андрей Свечников — 25:40 (Д. Орлов, С. Ахо) Себастьян Ахо (бол.) — 31:27 (С. Джарвис, Ш. Гостисбеер) Себастьян Ахо (бол.) — 84:17 (Ш. Гостисбеер, С. Джарвис) | 0 : 1 0 : 2 0 : 3 1 : 3 2 : 3 3 : 3 3 : 4 : 4 5 : 4 | 03:46 — Доусон Мерсер (Б. Пеши) 05:31 — Тимо Майер (Б. Пеши) 09:55 — Стефан Ноусен (Ш. Немец, Д. Хэмилтон) 09:55 — Нико Хишир (П. Коттер, С. Ноусен) |                | Судьи: Горд Дуайер Пьер Ламберт Линейные судьи: Тайсон Бейкер Райан Гиббонс |
| |                                                     | |                | Судьи: Горд Дуайер Пьер Ламберт Линейные судьи: Тайсон Бейкер Райан Гиббонс |
| |                                                     | |                | Судьи: Горд Дуайер Пьер Ламберт Линейные судьи: Тайсон Бейкер Райан Гиббонс |
| |                                                     | |                | Судьи: Горд Дуайер Пьер Ламберт Линейные судьи: Тайсон Бейкер Райан Гиббонс |
| 6 мин | Штраф                                               | 12 мин |                | Судьи: Горд Дуайер Пьер Ламберт Линейные судьи: Тайсон Бейкер Райан Гиббонс |
| |                                                     | |                |                                                                             |
| | 54                                                  | Броски | 35             |                                                                             |

### Западная конференция

#### «Виннипег Джетс» (Ц1) — «Сент-Луис Блюз» (УК)
Вторая встреча этих двух клубов в плей-офф. В последний раз они встречались между собой в первом раунде плей-офф 2019 года, где победу в шести матчах одержали «Сент-Луис Блюз». В регулярном чемпионате 2024/25 команды провели между собой четыре матча и в трёх из них победу одержали «Джетс».
«Джетс» выиграли серию со счётом 4-3. Самым результативным игроком серии стал нападающий «Виннипег Джетс» Кайл Коннор, который в семи матчах набрал 12 (4+8) очков.
| 19 апреля 18:00 | Виннипег Джетс | 5 : 3 (2:2, 0:1, 3:0) | Сент-Луис Блюз | Канада Лайф-центр Зрителей: 15 225 |

| Отчёт | Отчёт                                     | Отчёт | Отчёт              | Отчёт                                                                       |
| --- | ----------------------------------------- | --- | ------------------ | --------------------------------------------------------------------------- |
| |                                           | |                    |                                                                             |
| | Коннор Хеллебайк                          | Вратари | Джордан Биннингтон | Судьи: Франсис Шаррон Грэм Скиллитер Линейные судьи: Райан Дейзи Эндрю Смит |
| | Голы:                                     | |                    | Судьи: Франсис Шаррон Грэм Скиллитер Линейные судьи: Райан Дейзи Эндрю Смит |
| Марк Шайфли (бол.) — 13:38 (К. Коннор, Дж. Моррисси) Джарет Андерсон-Долан — 15:02 (М. Баррон, Л. Шенн) Алекс Аяфалло — 49:18 (М. Шайфли, К. Коннор) Кайл Коннор — 58:24 (М. Шайфли, Дж. Моррисси) Адам Лаури (п.в.) — 59:07 (М. Эпплтон) | 0 : 1 : 1 2 : 1 2 : 2 : 3 : 3 4 : 3 5 : 3 | 09:31 — Роберт Томас (бол.) (К. Фаулер, П. Бучневич) 18:10 — Оскар Сундквист (З. Болдук, Дж. Фолк) 21:13 — Джордан Кайру (бол.) (Дж. Фолк, Дж. Нейборс) |                    | Судьи: Франсис Шаррон Грэм Скиллитер Линейные судьи: Райан Дейзи Эндрю Смит |
| |                                           | |                    | Судьи: Франсис Шаррон Грэм Скиллитер Линейные судьи: Райан Дейзи Эндрю Смит |
| |                                           | |                    | Судьи: Франсис Шаррон Грэм Скиллитер Линейные судьи: Райан Дейзи Эндрю Смит |
| |                                           | |                    | Судьи: Франсис Шаррон Грэм Скиллитер Линейные судьи: Райан Дейзи Эндрю Смит |
| 56 мин | Штраф                                     | 58 мин |                    | Судьи: Франсис Шаррон Грэм Скиллитер Линейные судьи: Райан Дейзи Эндрю Смит |
| |                                           | |                    |                                                                             |
| | 26                                        | Броски | 17                 |                                                                             |

| 21 апреля 19:30 | Виннипег Джетс | 2 : 1 (1:1, 0:0, 1:0) | Сент-Луис Блюз | Канада Лайф-центр Зрителей: 15 225 |

| Отчёт                                                                        | Отчёт             | Отчёт                                                    | Отчёт              | Отчёт                                                                 |
| ---------------------------------------------------------------------------- | ----------------- | -------------------------------------------------------- | ------------------ | --------------------------------------------------------------------- |
|                                                                              |                   |                                                          |                    |                                                                       |
|                                                                              | Коннор Хеллебайк  | Вратари                                                  | Джордан Биннингтон | Судьи: Крис Руни Джон Макайзек Линейные судьи: Райан Дейзи Эндрю Смит |
|                                                                              | Голы:             |                                                          |                    | Судьи: Крис Руни Джон Макайзек Линейные судьи: Райан Дейзи Эндрю Смит |
| Марк Шайфли — 16:32 (Д. Демело) Кайл Коннор — 41:43 (К. Перфетти, М. Шайфли) | 1 : 0 1 : 1 2 : 1 | 19:58 — Джимми Снаггеруд (бол.) (П. Бучневич, К. Фаулер) |                    | Судьи: Крис Руни Джон Макайзек Линейные судьи: Райан Дейзи Эндрю Смит |
|                                                                              |                   |                                                          |                    | Судьи: Крис Руни Джон Макайзек Линейные судьи: Райан Дейзи Эндрю Смит |
|                                                                              |                   |                                                          |                    | Судьи: Крис Руни Джон Макайзек Линейные судьи: Райан Дейзи Эндрю Смит |
|                                                                              |                   |                                                          |                    | Судьи: Крис Руни Джон Макайзек Линейные судьи: Райан Дейзи Эндрю Смит |
| 8 мин                                                                        | Штраф             | 4 мин                                                    |                    | Судьи: Крис Руни Джон Макайзек Линейные судьи: Райан Дейзи Эндрю Смит |
|                                                                              |                   |                                                          |                    |                                                                       |
|                                                                              | 22                | Броски                                                   | 22                 |                                                                       |

| 24 апреля 21:30 | Сент-Луис Блюз | 7 : 2 (3:0, 0:0, 4:2) | Виннипег Джетс | Энтерпрайз-центр Зрителей: 18 096 |

| Отчёт | Отчёт                                                 | Отчёт | Отчёт                                                   | Отчёт                                                                     |
| --- | ----------------------------------------------------- | --- | ------------------------------------------------------- | ------------------------------------------------------------------------- |
| |                                                       | |                                                         |                                                                           |
| | Джордан Биннингтон                                    | Вратари                                                                                                   | 00:00-50:32 — Коннор Хеллебайк 50:32-60:00 — Эрик Комри | Судьи: Тревор Хэнсон Кайл Реман Линейные судьи: Скотт Черри Либор Суханек |
| | Голы:                                                 | |                                                         | Судьи: Тревор Хэнсон Кайл Реман Линейные судьи: Скотт Черри Либор Суханек |
| Павел Бучневич — 00:48 (Дж. Снаггеруд, К. Фаулер) Павел Бучневич (бол.) — 03:11 (Р. Томас, К. Фаулер) Кэм Фаулер — 15:51 (Р. Томас, П. Бучневич) Павел Бучневич — 45:24 (Р. Томас) Джордан Кайру (бол.) — 47:56 (К. Фаулер) Алексей Торопченко — 50:32 (Дж. Нейборс, Р. Факса) Колтон Парайко (бол.) — 56:17 (К. Фаулер, Дж. Нейборс) | 1 : 0 2 : 0 3 : 0 3 : 1 4 : 1 5 : 1 6 : 1 6 : 2 7 : 2 | 44:32 — Давид Густафссон (Дж. Андерсон-Долан, М. Баррон) 52:50 — Нил Пионк (бол.) (К. Миллер, М. Эпплтон) |                                                         | Судьи: Тревор Хэнсон Кайл Реман Линейные судьи: Скотт Черри Либор Суханек |
| |                                                       | |                                                         | Судьи: Тревор Хэнсон Кайл Реман Линейные судьи: Скотт Черри Либор Суханек |
| |                                                       | |                                                         | Судьи: Тревор Хэнсон Кайл Реман Линейные судьи: Скотт Черри Либор Суханек |
| |                                                       | |                                                         | Судьи: Тревор Хэнсон Кайл Реман Линейные судьи: Скотт Черри Либор Суханек |
| 22 мин | Штраф                                                 | 40 мин |                                                         | Судьи: Тревор Хэнсон Кайл Реман Линейные судьи: Скотт Черри Либор Суханек |
| |                                                       | |                                                         |                                                                           |
| | 28                                                    | Броски | 18                                                      |                                                                           |

| 27 апреля 13:00 | Сент-Луис Блюз | 5 : 1 (1:1, 3:0, 1:0) | Виннипег Джетс | Энтерпрайз-центр Зрителей: 18 096 |

| Отчёт | Отчёт                             | Отчёт                                         | Отчёт                                                   | Отчёт                                                                                |
| --- | --------------------------------- | --------------------------------------------- | ------------------------------------------------------- | ------------------------------------------------------------------------------------ |
| |                                   |                                               |                                                         |                                                                                      |
| | Джордан Биннингтон                | Вратари                                       | 00:00-42:01 — Коннор Хеллебайк 42:01-60:00 — Эрик Комри | Судьи: Кендрик Николсон Франсуа Сенлоран Линейные судьи: Кил Марчисон Си Джей Мюррей |
| | Голы:                             |                                               |                                                         | Судьи: Кендрик Николсон Франсуа Сенлоран Линейные судьи: Кил Марчисон Си Джей Мюррей |
| Джейк Нейборс — 19:37 (К. Парайко, К. Фаулер) Тайлер Такер — 30:46 (Н. Ледди, А. Тексье) Брэйден Шенн — 37:23 (К. Парайко, Дж. Нейборс) Джастин Фолк — 38:54 (Дж. Нейборс, Б. Шенн) Роберт Томас — 42:01 (О. Сундквист, П. Бучневич) | 0 : 1 : 1 2 : 1 3 : 1 4 : 1 5 : 1 | 13:58 — Кайл Коннор (К. Перфетти, Д. Сэмберг) |                                                         | Судьи: Кендрик Николсон Франсуа Сенлоран Линейные судьи: Кил Марчисон Си Джей Мюррей |
| |                                   |                                               |                                                         | Судьи: Кендрик Николсон Франсуа Сенлоран Линейные судьи: Кил Марчисон Си Джей Мюррей |
| |                                   |                                               |                                                         | Судьи: Кендрик Николсон Франсуа Сенлоран Линейные судьи: Кил Марчисон Си Джей Мюррей |
| |                                   |                                               |                                                         | Судьи: Кендрик Николсон Франсуа Сенлоран Линейные судьи: Кил Марчисон Си Джей Мюррей |
| 24 мин | Штраф                             | 36 мин                                        |                                                         | Судьи: Кендрик Николсон Франсуа Сенлоран Линейные судьи: Кил Марчисон Си Джей Мюррей |
| |                                   |                                               |                                                         |                                                                                      |
| | 24                                | Броски                                        | 31                                                      |                                                                                      |

| 30 апреля 21:30 | Виннипег Джетс | 5 : 3 (2:1, 2:1, 1:1) | Сент-Луис Блюз | Канада Лайф-центр Зрителей: 15 225 |

| Отчёт | Отчёт                                           | Отчёт | Отчёт              | Отчёт                                                                              |
| --- | ----------------------------------------------- | --- | ------------------ | ---------------------------------------------------------------------------------- |
| |                                                 | |                    |                                                                                    |
| | Коннор Хеллебайк                                | Вратари | Джордан Биннингтон | Судьи: Келли Сазерленд Джейк Бренк Линейные судьи: Шандор Альфонсо Кайл Флемингтон |
| | Голы:                                           | |                    | Судьи: Келли Сазерленд Джейк Бренк Линейные судьи: Шандор Альфонсо Кайл Флемингтон |
| Кайл Коннор — 01:23 (М. Шайфли, М. Эпплтон) Нино Нидеррайтер — 08:39 (Д. Сэмберг, Н. Пионк) Дилан Демело — 31:05 (К. Коннор, В. Наместников) Владислав Наместников — 38:51 (К. Коннор, М. Эпплтон) Адам Лаури (п.в.) — 56:47 (Н. Нидеррайтер, М. Эпплтон) | 1 : 0 1 : 1 2 : 1 2 : 2 3 : 2 4 : 2 5 : 2 5 : 3 | 03:42 — Натан Уокер (К. Парайко, К. Фаулер) 26:06 — Джимми Снаггеруд (Р. Томас) 59:07 — Натан Уокер (Р. Факса, А. Торопченко) |                    | Судьи: Келли Сазерленд Джейк Бренк Линейные судьи: Шандор Альфонсо Кайл Флемингтон |
| |                                                 | |                    | Судьи: Келли Сазерленд Джейк Бренк Линейные судьи: Шандор Альфонсо Кайл Флемингтон |
| |                                                 | |                    | Судьи: Келли Сазерленд Джейк Бренк Линейные судьи: Шандор Альфонсо Кайл Флемингтон |
| |                                                 | |                    | Судьи: Келли Сазерленд Джейк Бренк Линейные судьи: Шандор Альфонсо Кайл Флемингтон |
| 8 мин | Штраф                                           | 10 мин |                    | Судьи: Келли Сазерленд Джейк Бренк Линейные судьи: Шандор Альфонсо Кайл Флемингтон |
| |                                                 | |                    |                                                                                    |
| | 26                                              | Броски | 19                 |                                                                                    |

| 2 мая 19:00 | Сент-Луис Блюз | 5 : 2 (1:0, 4:1, 0:1) | Виннипег Джетс | Энтерпрайз-центр Зрителей: 18 096 |

| Отчёт | Отчёт                                     | Отчёт | Отчёт                                                   | Отчёт                                                                        |
| --- | ----------------------------------------- | --- | ------------------------------------------------------- | ---------------------------------------------------------------------------- |
| |                                           | |                                                         |                                                                              |
| | Джордан Биннингтон                        | Вратари | 00:00-40:00 — Коннор Хеллебайк 40:00-60:00 — Эрик Комри | Судьи: Жан Эбер Питер Макдугалл Линейные судьи: Мэтт Макферсон Жюльен Фурнье |
| | Голы:                                     | |                                                         | Судьи: Жан Эбер Питер Макдугалл Линейные судьи: Мэтт Макферсон Жюльен Фурнье |
| Филип Броберг — 06:05 (Р. Томас, Дж. Снаггеруд) Натан Уокер — 31:34 (Ф. Броберг, Р. Факса) Брэйден Шенн — 32:27 (Дж. Нейборс, Р. Сутер) Кэм Фаулер — 33:40 (К. Парайко, А. Торопченко) Алексей Торопченко — 36:57 (Р. Факса) | 1 : 0 1 : 1 2 : 1 3 : 1 4 : 1 5 : 1 5 : 2 | 25:43 — Коул Перфетти (бол.) (К. Коннор, Дж. Моррисси) 48:54 — Нино Нидеррайтер (бол.) (М. Эпплтон, В. Наместников) |                                                         | Судьи: Жан Эбер Питер Макдугалл Линейные судьи: Мэтт Макферсон Жюльен Фурнье |
| |                                           | |                                                         | Судьи: Жан Эбер Питер Макдугалл Линейные судьи: Мэтт Макферсон Жюльен Фурнье |
| |                                           | |                                                         | Судьи: Жан Эбер Питер Макдугалл Линейные судьи: Мэтт Макферсон Жюльен Фурнье |
| |                                           | |                                                         | Судьи: Жан Эбер Питер Макдугалл Линейные судьи: Мэтт Макферсон Жюльен Фурнье |
| 30 мин | Штраф                                     | 30 мин |                                                         | Судьи: Жан Эбер Питер Макдугалл Линейные судьи: Мэтт Макферсон Жюльен Фурнье |
| |                                           | |                                                         |                                                                              |
| | 27                                        | Броски | 23                                                      |                                                                              |

| 4 мая 19:00 | Виннипег Джетс | 4 : 3 (2ОТ) (0:2, 1:1, 2:0, 0:0, 1:0) | Сент-Луис Блюз | Канада Лайф-центр Зрителей: 15 225 |

| Отчёт | Отчёт                                     | Отчёт                                                                                              | Отчёт              | Отчёт                                                                 |
| --- | ----------------------------------------- | -------------------------------------------------------------------------------------------------- | ------------------ | --------------------------------------------------------------------- |
| |                                           | |                    |                                                                       |
| | Коннор Хеллебайк                          | Вратари                                                                                            | Джордан Биннингтон | Судьи: Горд Дуайер Жан Эбер Линейные судьи: Девин Берг Мэтт Макферсон |
| | Голы:                                     | |                    | Судьи: Горд Дуайер Жан Эбер Линейные судьи: Девин Берг Мэтт Макферсон |
| Коул Перфетти (бол.) — 31:41 (К. Коннор, Н. Пионк) Владислав Наместников — 58:04 (Н. Пионк, Д. Сэмберг) Коул Перфетти — 59:57 (К. Коннор, Н. Элерс) Адам Лаури — 96:10 (Н. Пионк, К. Коннор) | 0 : 1 0 : 2 1 : 2 1 : 3 2 : 3 3 : 3 4 : 3 | 01:10 — Джордан Кайру (К. Парайко, П. Бучневич) 07:16 — Матьё Жозеф 39:25 — Радек Факса (Н. Уокер) |                    | Судьи: Горд Дуайер Жан Эбер Линейные судьи: Девин Берг Мэтт Макферсон |
| |                                           | |                    | Судьи: Горд Дуайер Жан Эбер Линейные судьи: Девин Берг Мэтт Макферсон |
| |                                           | |                    | Судьи: Горд Дуайер Жан Эбер Линейные судьи: Девин Берг Мэтт Макферсон |
| |                                           | |                    | Судьи: Горд Дуайер Жан Эбер Линейные судьи: Девин Берг Мэтт Макферсон |
| 2 мин | Штраф                                     | 4 мин                                                                                              |                    | Судьи: Горд Дуайер Жан Эбер Линейные судьи: Девин Берг Мэтт Макферсон |
| |                                           | |                    |                                                                       |
| | 47                                        | Броски                                                                                             | 29                 |                                                                       |

#### «Даллас Старз» (Ц2) — «Колорадо Эвеланш» (Ц3)
Седьмая встреча этих двух клубов в плей-офф и вторая подряд. В предыдущих шести встречах «Старз» одержали четыре победы, последний раз они встречались между собой во втором раунде плей-офф 2024 года, где победу в шести матчах одержали «Даллас Старз». В регулярном чемпионате 2024/25, команды провели между собой четыре матча и в трёх из них победу одержали «Старз».
«Старз» выиграли серию со счётом 4-3. Самым результативным игроком серии стал нападающий «Даллас Старз» Микко Рантанен, который в семи матчах набрал 12 (5+7) очков.
| 19 апреля 20:30 | Даллас Старз | 1 : 5 (0:0, 0:2, 1:3) | Колорадо Эвеланш | Американ Эйрлайнс-центр Зрителей: 18 532 |

| Отчёт                                             | Отчёт                               | Отчёт | Отчёт            | Отчёт                                                                              |
| ------------------------------------------------- | ----------------------------------- | --- | ---------------- | ---------------------------------------------------------------------------------- |
|                                                   |                                     | |                  |                                                                                    |
|                                                   | Джейк Оттинджер                     | Вратари | Маккензи Блэквуд | Судьи: Келли Сазерленд Джейк Бренк Линейные судьи: Шандор Альфонсо Кайл Флемингтон |
|                                                   | Голы:                               | |                  | Судьи: Келли Сазерленд Джейк Бренк Линейные судьи: Шандор Альфонсо Кайл Флемингтон |
| Роопе Хинц (бол.) — 46:45 (Т. Харли, У. Джонстон) | 0 : 1 0 : 2 1 : 2 1 : 3 1 : 4 1 : 5 | 29:30 — Арттури Лехконен (Н. Маккиннон, М. Нечас) 36:38 — Натан Маккиннон (бол.) (К. Макар, Дж. Друэн) 52:56 — Девон Тэйвз (Дж. Мэнсон, Л. О’Коннор) 56:52 — Натан Маккиннон (п.в.) (Л. О’Коннор, Р. Линдгрен) 57:03 — Ч. Койл (Дж. Друри, П. Келли) |                  | Судьи: Келли Сазерленд Джейк Бренк Линейные судьи: Шандор Альфонсо Кайл Флемингтон |
|                                                   |                                     | |                  | Судьи: Келли Сазерленд Джейк Бренк Линейные судьи: Шандор Альфонсо Кайл Флемингтон |
|                                                   |                                     | |                  | Судьи: Келли Сазерленд Джейк Бренк Линейные судьи: Шандор Альфонсо Кайл Флемингтон |
|                                                   |                                     | |                  | Судьи: Келли Сазерленд Джейк Бренк Линейные судьи: Шандор Альфонсо Кайл Флемингтон |
| 8 мин                                             | Штраф                               | 6 мин |                  | Судьи: Келли Сазерленд Джейк Бренк Линейные судьи: Шандор Альфонсо Кайл Флемингтон |
|                                                   |                                     | |                  |                                                                                    |
|                                                   | 24                                  | Броски | 24               |                                                                                    |

| 21 апреля 21:30 | Даллас Старз | 4 : 3 (ОТ) (1:1, 1:2, 1:0, 1:0) | Колорадо Эвеланш | Американ Эйрлайнс-центр Зрителей: 18 532 |

| Отчёт | Отчёт                               | Отчёт | Отчёт            | Отчёт                                                                              |
| --- | ----------------------------------- | --- | ---------------- | ---------------------------------------------------------------------------------- |
| |                                     | |                  |                                                                                    |
| | Джейк Оттинджер                     | Вратари | Маккензи Блэквуд | Судьи: Франсис Шаррон Грэм Скиллитер Линейные судьи: Джонни Мюррей Трэвис Гаврилец |
| | Голы:                               | |                  | Судьи: Франсис Шаррон Грэм Скиллитер Линейные судьи: Джонни Мюррей Трэвис Гаврилец |
| Тайлер Сегин (бол.) — 10:45 (М. Марчмент, Дж. Бенн) Томас Харли — 23:40 (С. Стил, О. Бек) Евгений Дадонов — 50:13 (У. Джонстон) Колин Блэкуэлл — 77:46 (С. Стил, К. Сиси) | 0 : 1 : 1 2 : 1 2 : 2 : 3 : 3 4 : 3 | 08:48 — Натан Маккиннон (бол.) (К. Макар, Дж. Друэн) 24:42 — Джек Друри (Л. О’Коннор, Р. Линдгрен) 39:27 — Логан О’Коннор (А. Лехконен, С. Жирар) |                  | Судьи: Франсис Шаррон Грэм Скиллитер Линейные судьи: Джонни Мюррей Трэвис Гаврилец |
| |                                     | |                  | Судьи: Франсис Шаррон Грэм Скиллитер Линейные судьи: Джонни Мюррей Трэвис Гаврилец |
| |                                     | |                  | Судьи: Франсис Шаррон Грэм Скиллитер Линейные судьи: Джонни Мюррей Трэвис Гаврилец |
| |                                     | |                  | Судьи: Франсис Шаррон Грэм Скиллитер Линейные судьи: Джонни Мюррей Трэвис Гаврилец |
| 6 мин | Штраф                               | 8 мин |                  | Судьи: Франсис Шаррон Грэм Скиллитер Линейные судьи: Джонни Мюррей Трэвис Гаврилец |
| |                                     | |                  |                                                                                    |
| | 39                                  | Броски | 37               |                                                                                    |

| 23 апреля 21:30 | Колорадо Эвеланш | 1 : 2 (ОТ) (1:0, 0:0, 0:1, 0:1) | Даллас Старз | Болл-арена Зрителей: 18 109 |

| Отчёт                                            | Отчёт            | Отчёт                                                                                              | Отчёт           | Отчёт                                                                      |
| ------------------------------------------------ | ---------------- | -------------------------------------------------------------------------------------------------- | --------------- | -------------------------------------------------------------------------- |
|                                                  |                  | |                 |                                                                            |
|                                                  | Маккензи Блэквуд | Вратари                                                                                            | Джейк Оттинджер | Судьи: Джон Макайзек Крис Руни Линейные судьи: Кил Марчисон Си Джей Мюррей |
|                                                  | Голы:            | |                 | Судьи: Джон Макайзек Крис Руни Линейные судьи: Кил Марчисон Си Джей Мюррей |
| Валерий Ничушкин — 08:09 (С. Жирар, С. Малински) | 1 : 0 1 : 1 : 2  | 49:18 — Джейми Бенн (бол.) (Т. Харли, М. Гранлунд) 65:31 — Тайлер Сегин (М. Марчмент, М. Рантанен) |                 | Судьи: Джон Макайзек Крис Руни Линейные судьи: Кил Марчисон Си Джей Мюррей |
|                                                  |                  | |                 | Судьи: Джон Макайзек Крис Руни Линейные судьи: Кил Марчисон Си Джей Мюррей |
|                                                  |                  | |                 | Судьи: Джон Макайзек Крис Руни Линейные судьи: Кил Марчисон Си Джей Мюррей |
|                                                  |                  | |                 | Судьи: Джон Макайзек Крис Руни Линейные судьи: Кил Марчисон Си Джей Мюррей |
| 6 мин                                            | Штраф            | 12 мин                                                                                             |                 | Судьи: Джон Макайзек Крис Руни Линейные судьи: Кил Марчисон Си Джей Мюррей |
|                                                  |                  | |                 |                                                                            |
|                                                  | 28               | Броски                                                                                             | 28              |                                                                            |

| 26 апреля 21:30 | Колорадо Эвеланш | 4 : 0 (2:0, 1:0, 1:0) | Даллас Старз | Болл-арена Зрителей: 18 129 |

| Отчёт | Отчёт                   | Отчёт   | Отчёт                                                    | Отчёт                                                                            |
| --- | ----------------------- | ------- | -------------------------------------------------------- | -------------------------------------------------------------------------------- |
| |                         |         |                                                          |                                                                                  |
| | Маккензи Блэквуд        | Вратари | 00:00-40:00 — Джейк Оттинджер 40:00-60:00 — Кейси Десмит | Судьи: Гарретт Рэнк Брайан Покмара Линейные судьи: Райан Гиббонс Трэвис Гаврилец |
| | Голы:                   |         |                                                          | Судьи: Гарретт Рэнк Брайан Покмара Линейные судьи: Райан Гиббонс Трэвис Гаврилец |
| Логан О’Коннор (мен.) — 12:39 Натан Маккиннон (бол.) — 19:36 (Д. Тэйвз, Дж. Друэн) Габриэль Ландескуг — 33:10 (Б. Нельсон) Самюэль Жирар — 50:46 (Б. Нельсон, Г. Ландескуг) | 1 : 0 2 : 0 3 : 0 4 : 0 |         |                                                          | Судьи: Гарретт Рэнк Брайан Покмара Линейные судьи: Райан Гиббонс Трэвис Гаврилец |
| |                         |         |                                                          | Судьи: Гарретт Рэнк Брайан Покмара Линейные судьи: Райан Гиббонс Трэвис Гаврилец |
| |                         |         |                                                          | Судьи: Гарретт Рэнк Брайан Покмара Линейные судьи: Райан Гиббонс Трэвис Гаврилец |
| |                         |         |                                                          | Судьи: Гарретт Рэнк Брайан Покмара Линейные судьи: Райан Гиббонс Трэвис Гаврилец |
| 10 мин | Штраф                   | 6 мин   |                                                          | Судьи: Гарретт Рэнк Брайан Покмара Линейные судьи: Райан Гиббонс Трэвис Гаврилец |
| |                         |         |                                                          |                                                                                  |
| | 48                      | Броски  | 23                                                       |                                                                                  |

| 28 апреля 21:30 | Даллас Старз | 6 : 2 (2:0, 3:2, 1:0) | Колорадо Эвеланш | Американ Эйрлайнс-центр Зрителей: 18 532 |

| Отчёт | Отчёт                                           | Отчёт                                                                                          | Отчёт                                                      | Отчёт                                                                        |
| --- | ----------------------------------------------- | ---------------------------------------------------------------------------------------------- | ---------------------------------------------------------- | ---------------------------------------------------------------------------- |
| |                                                 |                                                                                                |                                                            |                                                                              |
| | Джейк Оттинджер                                 | Вратари                                                                                        | 00:00-40:00 — Маккензи Блэквуд 40:00-60:00 — Скотт Уэджвуд | Судьи: Тревор Хэнсон Кайл Реман Линейные судьи: Жюльен Фурнье Мэтт Макферсон |
| | Голы:                                           |                                                                                                |                                                            | Судьи: Тревор Хэнсон Кайл Реман Линейные судьи: Жюльен Фурнье Мэтт Макферсон |
| Уайатт Джонстон — 00:09 (Е. Дадонов, К. Сиси) Томас Харли — 19:15 (У. Джонстон) Микко Рантанен — 21:12 (Р. Хинц, И. Любушкин) Уайатт Джонстон (бол.) — 36:48 (М. Дюшен, М. Рантанен) Мейсон Марчмент — 38:32 (А. Петрович, Т. Сегин) Роопе Хинц (п.в.) — 57:55 (М. Рантанен) | 1 : 0 2 : 0 3 : 0 3 : 1 3 : 2 4 : 2 5 : 2 6 : 2 | 32:11 — Арттури Лехконен (М. Нечас, Н. Маккиннон) 34:38 — Натан Маккиннон (Д. Тэйвз, М. Нечас) |                                                            | Судьи: Тревор Хэнсон Кайл Реман Линейные судьи: Жюльен Фурнье Мэтт Макферсон |
| |                                                 |                                                                                                |                                                            | Судьи: Тревор Хэнсон Кайл Реман Линейные судьи: Жюльен Фурнье Мэтт Макферсон |
| |                                                 |                                                                                                |                                                            | Судьи: Тревор Хэнсон Кайл Реман Линейные судьи: Жюльен Фурнье Мэтт Макферсон |
| |                                                 |                                                                                                |                                                            | Судьи: Тревор Хэнсон Кайл Реман Линейные судьи: Жюльен Фурнье Мэтт Макферсон |
| 32 мин | Штраф                                           | 34 мин                                                                                         |                                                            | Судьи: Тревор Хэнсон Кайл Реман Линейные судьи: Жюльен Фурнье Мэтт Макферсон |
| |                                                 |                                                                                                |                                                            |                                                                              |
| | 27                                              | Броски                                                                                         | 28                                                         |                                                                              |

| 1 мая 21:30 | Колорадо Эвеланш | 7 : 4 (2:0, 1:4, 4:0) | Даллас Старз | Болл-арена Зрителей: 18 099 |

| Отчёт | Отчёт                                                         | Отчёт | Отчёт           | Отчёт                                                                         |
| --- | ------------------------------------------------------------- | --- | --------------- | ----------------------------------------------------------------------------- |
| |                                                               | |                 |                                                                               |
| | Маккензи Блэквуд                                              | Вратари | Джейк Оттинджер | Судьи: Эрик Фурлатт Ти Джей Лаксмор Линейные судьи: Джеймс Тобиас Трент Кнорр |
| | Голы:                                                         | |                 | Судьи: Эрик Фурлатт Ти Джей Лаксмор Линейные судьи: Джеймс Тобиас Трент Кнорр |
| Валерий Ничушкин — 06:29 (Б. Нельсон, Г. Ландескуг) Арттури Лехконен — 18:40 (К. Макар, М. Нечас) Мартин Нечас — 24:34 (К. Макар, Д. Тэйвз) Валерий Ничушкин — 46:02 (Г. Ландескуг, Б. Нельсон) Натан Маккиннон — 49:04 Джош Мэнсон (п.в.) — 58:44 (Н. Маккиннон) Кейл Макар (п.в.) — 59:03 (Н. Маккиннон) | 1 : 0 2 : 0 2 : 1 2 : 2 3 : 2 3 : 3 : 4 : 4 5 : 4 6 : 4 7 : 4 | 21:18 — Роопе Хинц (бол.) (М. Рантанен, У. Джонстон) 23:41 — Микаэль Гранлунд (Р. Хинц, М. Рантанен) 27:51 — Роопе Хинц (М. Рантанен) 38:35 — Микко Рантанен (Р. Хинц, К. Сиси) |                 | Судьи: Эрик Фурлатт Ти Джей Лаксмор Линейные судьи: Джеймс Тобиас Трент Кнорр |
| |                                                               | |                 | Судьи: Эрик Фурлатт Ти Джей Лаксмор Линейные судьи: Джеймс Тобиас Трент Кнорр |
| |                                                               | |                 | Судьи: Эрик Фурлатт Ти Джей Лаксмор Линейные судьи: Джеймс Тобиас Трент Кнорр |
| |                                                               | |                 | Судьи: Эрик Фурлатт Ти Джей Лаксмор Линейные судьи: Джеймс Тобиас Трент Кнорр |
| 2 мин | Штраф                                                         | 4 мин |                 | Судьи: Эрик Фурлатт Ти Джей Лаксмор Линейные судьи: Джеймс Тобиас Трент Кнорр |
| |                                                               | |                 |                                                                               |
| | 48                                                            | Броски | 26              |                                                                               |

| 3 мая 20:00 | Даллас Старз | 4 : 2 (0:0, 0:1, 4:1) | Колорадо Эвеланш | Американ Эйрлайнс-центр Зрителей: 18 532 |

| Отчёт | Отчёт                               | Отчёт                                                                                       | Отчёт            | Отчёт                                                                  |
| --- | ----------------------------------- | ------------------------------------------------------------------------------------------- | ---------------- | ---------------------------------------------------------------------- |
| |                                     |                                                                                             |                  |                                                                        |
| | Джейк Оттинджер                     | Вратари                                                                                     | Маккензи Блэквуд | Судьи: Уэс Макколи Дэн О’Рурк Линейные судьи: Скотт Черри Кил Марчисон |
| | Голы:                               |                                                                                             |                  | Судьи: Уэс Макколи Дэн О’Рурк Линейные судьи: Скотт Черри Кил Марчисон |
| Микко Рантанен — 47:49 (О. Бек, И. Любушкин) Микко Рантанен (бол.) — 53:46 (Т. Харли, М. Дюшен) Уайатт Джонстон (бол.) — 56:04 (М. Дюшен, М. Рантанен) Микко Рантанен (п.в.) — 59:57 (Т. Сегин, Э. Линделль) | 0 : 1 0 : 2 1 : 2 2 : 2 3 : 2 4 : 2 | 29:50 — Джош Мэнсон (мен.) (Л. О’Коннор) 40:31 — Натан Маккиннон (Р. Линдгрен, В. Ничушкин) |                  | Судьи: Уэс Макколи Дэн О’Рурк Линейные судьи: Скотт Черри Кил Марчисон |
| |                                     |                                                                                             |                  | Судьи: Уэс Макколи Дэн О’Рурк Линейные судьи: Скотт Черри Кил Марчисон |
| |                                     |                                                                                             |                  | Судьи: Уэс Макколи Дэн О’Рурк Линейные судьи: Скотт Черри Кил Марчисон |
| |                                     |                                                                                             |                  | Судьи: Уэс Макколи Дэн О’Рурк Линейные судьи: Скотт Черри Кил Марчисон |
| 6 мин | Штраф                               | 8 мин                                                                                       |                  | Судьи: Уэс Макколи Дэн О’Рурк Линейные судьи: Скотт Черри Кил Марчисон |
| |                                     |                                                                                             |                  |                                                                        |
| | 19                                  | Броски                                                                                      | 27               |                                                                        |

#### «Вегас Голден Найтс» (Т1) — «Миннесота Уайлд» (УК)
Вторая встреча этих двух клубов в плей-офф. В последний раз они встречались между собой в первом раунде плей-офф 2021 года, где победу в семи матчах одержали «Вегас Голден Найтс». В регулярном чемпионате 2024/25 «Вегас» одержал над «Миннесотой» три победы в трёх матчах.
«Голден Найтс» выиграли серию со счётом 4-2. Самым результативным игроком серии стал нападающий «Миннесоты Уайлд» Кирилл Капризов, который в шести матчах набрал 9 (5+4) очков.
| 20 апреля 22:00 | Вегас Голден Найтс | 4 : 2 (1:1, 1:0, 2:1) | Миннесота Уайлд | Ти-Мобайл Арена Зрителей: 18 016 |

| Отчёт | Отчёт                               | Отчёт                                                                             | Отчёт            | Отчёт                                                                      |
| --- | ----------------------------------- | --------------------------------------------------------------------------------- | ---------------- | -------------------------------------------------------------------------- |
| |                                     |                                                                                   |                  |                                                                            |
| | Эдин Хилл                           | Вратари                                                                           | Филип Густавссон | Судьи: Уэс Макколи Фурман Саус Линейные судьи: Райан Гиббонс Брайан Пансич |
| | Голы:                               |                                                                                   |                  | Судьи: Уэс Макколи Фурман Саус Линейные судьи: Райан Гиббонс Брайан Пансич |
| Томаш Гертл — 15:22 (А. Пьетранжело, Б. Саад) Павел Дорофеев (бол.) — 33:33 (Ш. Теодор, Т. Гертл) Бретт Хауден — 42:28 (Н. Руа, Н. Ханифин) Бретт Хауден (бол.)(п.в.) — 59:59 | 1 : 0 1 : 1 2 : 1 3 : 1 3 : 2 4 : 2 | 17:42 — Мэттью Болди (К. Капризов, Р. Хартман) 41:46 — Мэттью Болди (К. Капризов) |                  | Судьи: Уэс Макколи Фурман Саус Линейные судьи: Райан Гиббонс Брайан Пансич |
| |                                     |                                                                                   |                  | Судьи: Уэс Макколи Фурман Саус Линейные судьи: Райан Гиббонс Брайан Пансич |
| |                                     |                                                                                   |                  | Судьи: Уэс Макколи Фурман Саус Линейные судьи: Райан Гиббонс Брайан Пансич |
| |                                     |                                                                                   |                  | Судьи: Уэс Макколи Фурман Саус Линейные судьи: Райан Гиббонс Брайан Пансич |
| 2 мин | Штраф                               | 4 мин                                                                             |                  | Судьи: Уэс Макколи Фурман Саус Линейные судьи: Райан Гиббонс Брайан Пансич |
| |                                     |                                                                                   |                  |                                                                            |
| | 27                                  | Броски                                                                            | 20               |                                                                            |

| 22 апреля 23:00 | Вегас Голден Найтс | 2 : 5 (0:3, 1:1, 1:1) | Миннесота Уайлд | Ти-Мобайл Арена Зрителей: 18 311 |

| Отчёт                                                             | Отчёт                                     | Отчёт | Отчёт            | Отчёт                                                                            |
| ----------------------------------------------------------------- | ----------------------------------------- | --- | ---------------- | -------------------------------------------------------------------------------- |
|                                                                   |                                           | |                  |                                                                                  |
|                                                                   | Эдин Хилл                                 | Вратари | Филип Густавссон | Судьи: Дэн О’Рурк Фредерик Л’Экюйе Линейные судьи: Райан Гиббонс Кайл Флемингтон |
|                                                                   | Голы:                                     | |                  | Судьи: Дэн О’Рурк Фредерик Л’Экюйе Линейные судьи: Райан Гиббонс Кайл Флемингтон |
| Ноа Ханифин — 32:04 Томаш Гертл — 42:26 (А. Пьетранжело, Б. Саад) | 0 : 1 0 : 2 0 : 3 0 : 4 1 : 4 2 : 4 2 : 5 | 09:56 — Мэттью Болди (К. Капризов, Ю. Бродин) 11:35 — Маркус Фолиньо (Р. Хартман) 17:15 — Матс Цуккарелло (М. Юханссон) 23:59 — Кирилл Капризов (М. Болди) 57:34 — Кирилл Капризов (п.в.) |                  | Судьи: Дэн О’Рурк Фредерик Л’Экюйе Линейные судьи: Райан Гиббонс Кайл Флемингтон |
|                                                                   |                                           | |                  | Судьи: Дэн О’Рурк Фредерик Л’Экюйе Линейные судьи: Райан Гиббонс Кайл Флемингтон |
|                                                                   |                                           | |                  | Судьи: Дэн О’Рурк Фредерик Л’Экюйе Линейные судьи: Райан Гиббонс Кайл Флемингтон |
|                                                                   |                                           | |                  | Судьи: Дэн О’Рурк Фредерик Л’Экюйе Линейные судьи: Райан Гиббонс Кайл Флемингтон |
| 2 мин                                                             | Штраф                                     | 0 мин |                  | Судьи: Дэн О’Рурк Фредерик Л’Экюйе Линейные судьи: Райан Гиббонс Кайл Флемингтон |
|                                                                   |                                           | |                  |                                                                                  |
|                                                                   | 32                                        | Броски | 17               |                                                                                  |

| 24 апреля 21:00 | Миннесота Уайлд | 5 : 2 (2:1, 2:0, 1:1) | Вегас Голден Найтс | Эксел Энерджи-центр Зрителей: 19 058 |

| Отчёт | Отчёт                                     | Отчёт                                                                                         | Отчёт                                            | Отчёт                                                                        |
| --- | ----------------------------------------- | --------------------------------------------------------------------------------------------- | ------------------------------------------------ | ---------------------------------------------------------------------------- |
| |                                           |                                                                                               |                                                  |                                                                              |
| | Филип Густавссон                          | Вратари                                                                                       | 00:00-40:00 — Эдин Хилл 40:00-60:00 — Акира Шмид | Судьи: Брайан Покмара Гарретт Рэнк Линейные судьи: Стив Бартон Тайсон Бейкер |
| | Голы:                                     |                                                                                               |                                                  | Судьи: Брайан Покмара Гарретт Рэнк Линейные судьи: Стив Бартон Тайсон Бейкер |
| Кирилл Капризов (бол.) — 03:13 (З. Буйум, М. Болди) Марко Росси — 06:51 (Я. Тренин, Дж. Бразо) Мэттью Болди — 31:05 Кирилл Капризов — 39:58 (Р. Хартман, М. Росси) Маркус Фолиньо (мен.)(п.в.) — 58:27 (З. Богосян) | 1 : 0 2 : 0 2 : 1 3 : 1 4 : 1 4 : 2 5 : 2 | 10:48 — Алекс Пьетранжело (Н. Ханифин) 51:34 — Райлли Смит (мен.) (В. Карлссон, З. Уайтклауд) |                                                  | Судьи: Брайан Покмара Гарретт Рэнк Линейные судьи: Стив Бартон Тайсон Бейкер |
| |                                           |                                                                                               |                                                  | Судьи: Брайан Покмара Гарретт Рэнк Линейные судьи: Стив Бартон Тайсон Бейкер |
| |                                           |                                                                                               |                                                  | Судьи: Брайан Покмара Гарретт Рэнк Линейные судьи: Стив Бартон Тайсон Бейкер |
| |                                           |                                                                                               |                                                  | Судьи: Брайан Покмара Гарретт Рэнк Линейные судьи: Стив Бартон Тайсон Бейкер |
| 10 мин | Штраф                                     | 10 мин                                                                                        |                                                  | Судьи: Брайан Покмара Гарретт Рэнк Линейные судьи: Стив Бартон Тайсон Бейкер |
| |                                           |                                                                                               |                                                  |                                                                              |
| | 31                                        | Броски                                                                                        | 32                                               |                                                                              |

| 26 апреля 16:00 | Миннесота Уайлд | 3 : 4 (ОТ) (1:1, 1:0, 1:2, 0:1) | Вегас Голден Найтс | Эксел Энерджи-центр Зрителей: 19 324 |

| Отчёт | Отчёт                               | Отчёт | Отчёт     | Отчёт                                                                        |
| --- | ----------------------------------- | --- | --------- | ---------------------------------------------------------------------------- |
| |                                     | |           |                                                                              |
| | Филип Густавссон                    | Вратари | Эдин Хилл | Судьи: Тревор Хэнсон Кайл Реман Линейные судьи: Мэтт Макферсон Жюльен Фурнье |
| | Голы:                               | |           | Судьи: Тревор Хэнсон Кайл Реман Линейные судьи: Мэтт Макферсон Жюльен Фурнье |
| Марко Росси — 10:43 (Дж. Бразо, Я. Тренин) Маркус Фолиньо — 21:24 (Р. Хартман, М. Цуккарелло) Джаред Спёрджон — 50:57 (К. Капризов, Ю. Эрикссон Эк) | 0 : 1 : 1 2 : 1 2 : 2 : 3 : 3 3 : 4 | 06:47 — Ши Теодор (бол.) (И. Барбашёв, Дж. Айкел) 44:50 — Николя Руа (бол.) (Т. Гертл, П. Дорофеев) 50:03 — Томаш Гертл (М. Стоун, Б. Макнэбб) 77:26 — Иван Барбашёв (Н. Руа, Р. Смит) |           | Судьи: Тревор Хэнсон Кайл Реман Линейные судьи: Мэтт Макферсон Жюльен Фурнье |
| |                                     | |           | Судьи: Тревор Хэнсон Кайл Реман Линейные судьи: Мэтт Макферсон Жюльен Фурнье |
| |                                     | |           | Судьи: Тревор Хэнсон Кайл Реман Линейные судьи: Мэтт Макферсон Жюльен Фурнье |
| |                                     | |           | Судьи: Тревор Хэнсон Кайл Реман Линейные судьи: Мэтт Макферсон Жюльен Фурнье |
| 10 мин | Штраф                               | 4 мин |           | Судьи: Тревор Хэнсон Кайл Реман Линейные судьи: Мэтт Макферсон Жюльен Фурнье |
| |                                     | |           |                                                                              |
| | 32                                  | Броски | 46        |                                                                              |

| 29 апреля 21:30 | Вегас Голден Найтс | 3 : 2 (ОТ) (2:1, 0:0, 0:1, 1:0) | Миннесота Уайлд | Ти-Мобайл Арена Зрителей: 18 441 |

| Отчёт | Отчёт                         | Отчёт | Отчёт                                                         | Отчёт                                                                           |
| --- | ----------------------------- | --- | ------------------------------------------------------------- | ------------------------------------------------------------------------------- |
| |                               | |                                                               |                                                                                 |
| | Эдин Хилл                     | Вратари | 00:00-40:00 — Филип Густавссон 40:00-64:05 — Марк-Андре Флёри | Судьи: Эрик Фурлатт Ти Джей Лаксмор Линейные судьи: Кил Марчисон Си Джей Мюррей |
| | Голы:                         | |                                                               | Судьи: Эрик Фурлатт Ти Джей Лаксмор Линейные судьи: Кил Марчисон Си Джей Мюррей |
| Вильям Карлссон (мен.) — 08:25 (Дж. Айкел) Марк Стоун — 13:24 (Дж. Айкел) Бретт Хауден — 64:05 (Т. Пирсон, Н. Хейг) | 1 : 0 1 : 1 2 : 1 2 : 2 3 : 2 | 08:38 — Кирилл Капризов (бол.) (М. Цуккарелло, Ю. Эрикссон Эк) 43:31 — Мэттью Болди (Ю. Эрикссон Эк, Дж. Миддлтон) |                                                               | Судьи: Эрик Фурлатт Ти Джей Лаксмор Линейные судьи: Кил Марчисон Си Джей Мюррей |
| |                               | |                                                               | Судьи: Эрик Фурлатт Ти Джей Лаксмор Линейные судьи: Кил Марчисон Си Джей Мюррей |
| |                               | |                                                               | Судьи: Эрик Фурлатт Ти Джей Лаксмор Линейные судьи: Кил Марчисон Си Джей Мюррей |
| |                               | |                                                               | Судьи: Эрик Фурлатт Ти Джей Лаксмор Линейные судьи: Кил Марчисон Си Джей Мюррей |
| 6 мин | Штраф                         | 6 мин |                                                               | Судьи: Эрик Фурлатт Ти Джей Лаксмор Линейные судьи: Кил Марчисон Си Джей Мюррей |
| |                               | |                                                               |                                                                                 |
| | 32                            | Броски | 22                                                            |                                                                                 |

| 1 мая 19:30 | Миннесота Уайлд | 2 : 3 (1:1, 0:1, 1:1) | Вегас Голден Найтс | Эксел Энерджи-центр Зрителей: 19 047 |

| Отчёт                                                                                | Отчёт                       | Отчёт | Отчёт     | Отчёт                                                                  |
| ------------------------------------------------------------------------------------ | --------------------------- | --- | --------- | ---------------------------------------------------------------------- |
|                                                                                      |                             | |           |                                                                        |
|                                                                                      | Филип Густавссон            | Вратари | Эдин Хилл | Судьи: Горд Дуайер Пьер Ламберт Линейные судьи: Девин Берг Беван Миллз |
|                                                                                      | Голы:                       | |           | Судьи: Горд Дуайер Пьер Ламберт Линейные судьи: Девин Берг Беван Миллз |
| Райан Хартман — 19:56 (М. Фолиньо) Райан Хартман — 56:33 (М. Юханссон, Дж. Миддлтон) | 0 : 1 : 1 1 : 2 1 : 3 2 : 3 | 03:30 — Ши Теодор (бол.) (В. Улофссон, Дж. Айкел) 36:12 — Джек Айкел (М. Стоун, Б. Макнэбб) 56:02 — Марк Стоун (Б. Макнэбб, Ш. Теодор) |           | Судьи: Горд Дуайер Пьер Ламберт Линейные судьи: Девин Берг Беван Миллз |
|                                                                                      |                             | |           | Судьи: Горд Дуайер Пьер Ламберт Линейные судьи: Девин Берг Беван Миллз |
|                                                                                      |                             | |           | Судьи: Горд Дуайер Пьер Ламберт Линейные судьи: Девин Берг Беван Миллз |
|                                                                                      |                             | |           | Судьи: Горд Дуайер Пьер Ламберт Линейные судьи: Девин Берг Беван Миллз |
| 8 мин                                                                                | Штраф                       | 4 мин |           | Судьи: Горд Дуайер Пьер Ламберт Линейные судьи: Девин Берг Беван Миллз |
|                                                                                      |                             | |           |                                                                        |
|                                                                                      | 31                          | Броски | 23        |                                                                        |

#### «Лос-Анджелес Кингз» (Т2) — «Эдмонтон Ойлерз» (Т3)
Четвёртая подряд и одиннадцатая встреча «Эдмонтона» и «Лос-Анджелеса» в плей-офф. Из предыдущих десяти «Ойлерз» выиграли восемь, включая их последнюю встречу в первом раунде прошлогоднего розыгрыша Кубка Стэнли в пяти матчах. Счёт в сезонной серии 2024/25 — 3-1 в пользу «Кингз».
«Ойлерз» выиграли серию (четвёртый год подряд) со счётом 4-2. Самым результативным игроком серии стал капитан «Эдмонтон Ойлерз» Коннор Макдэвид, который в шести матчах набрал 11 (2+9) очков.
| 21 апреля 22:00 | Лос-Анджелес Кингз | 6 : 5 (2:0, 2:1, 2:4) | Эдмонтон Ойлерз | Crypto.com-арена Зрителей: 18 145 |

| Отчёт | Отчёт                                                             | Отчёт | Отчёт          | Отчёт                                                                       |
| --- | ----------------------------------------------------------------- | --- | -------------- | --------------------------------------------------------------------------- |
| |                                                                   | |                |                                                                             |
| | Дарси Кемпер                                                      | Вратари | Стюарт Скиннер | Судьи: Тревор Хэнсон Кайл Реман Линейные судьи: Си Джей Мюррей Кил Марчисон |
| | Голы:                                                             | |                | Судьи: Тревор Хэнсон Кайл Реман Линейные судьи: Си Джей Мюррей Кил Марчисон |
| Андрей Кузьменко (бол.) — 02:49 (К. Фиала, А. Кемпе) Куинтон Байфилд — 19:27 (Д. Даути, М. Андерсон) Адриан Кемпе — 34:47 (А. Кузьменко, А. Копитар) Филлип Дано — 37:43 (К. Байфилд) Кевин Фиала (бол.) — 44:59 (А. Кемпе, А. Кузьменко) Филлип Дано — 59:18 (Т. Мур, В. Гавриков) | 1 : 0 2 : 0 3 : 0 4 : 0 4 : 1 4 : 2 5 : 2 5 : 3 5 : 4 5 : 5 6 : 5 | 39:54 — Леон Драйзайтль (К. Макдэвид, Э. Бушар) 42:19 — Маттиас Янмарк (Т. Фредерик, Дж. Скиннер) 47:43 — Кори Перри (К. Макдэвид, Э. Бушар) 57:56 — Зак Хайман (К. Макдэвид, К. Перри) 58:32 — Коннор Макдэвид (Л. Драйзайтль, Э. Бушар) |                | Судьи: Тревор Хэнсон Кайл Реман Линейные судьи: Си Джей Мюррей Кил Марчисон |
| |                                                                   | |                | Судьи: Тревор Хэнсон Кайл Реман Линейные судьи: Си Джей Мюррей Кил Марчисон |
| |                                                                   | |                | Судьи: Тревор Хэнсон Кайл Реман Линейные судьи: Си Джей Мюррей Кил Марчисон |
| |                                                                   | |                | Судьи: Тревор Хэнсон Кайл Реман Линейные судьи: Си Джей Мюррей Кил Марчисон |
| 4 мин | Штраф                                                             | 10 мин |                | Судьи: Тревор Хэнсон Кайл Реман Линейные судьи: Си Джей Мюррей Кил Марчисон |
| |                                                                   | |                |                                                                             |
| | 30                                                                | Броски | 25             |                                                                             |

| 23 апреля 22:00 | Лос-Анджелес Кингз | 6 : 2 (1:0, 2:1, 3:1) | Эдмонтон Ойлерз | Crypto.com-арена Зрителей: 18 145 |

| Отчёт | Отчёт                                           | Отчёт                                                                                    | Отчёт                                                    | Отчёт                                                                        |
| --- | ----------------------------------------------- | ---------------------------------------------------------------------------------------- | -------------------------------------------------------- | ---------------------------------------------------------------------------- |
| |                                                 |                                                                                          |                                                          |                                                                              |
| | Дарси Кемпер                                    | Вратари                                                                                  | 00:00-50:30 — Стюарт Скиннер 50:30-60:00 — Кэлвин Пикард | Судьи: Фурман Саус Уэс Макколи Линейные судьи: Джонни Мюррей Трэвис Гаврилец |
| | Голы:                                           |                                                                                          |                                                          | Судьи: Фурман Саус Уэс Макколи Линейные судьи: Джонни Мюррей Трэвис Гаврилец |
| Брэндт Кларк (бол.) — 08:44 (У. Фогеле, Ф. Дано) Куинтон Байфилд — 24:14 (В. Гавриков, У. Фогеле) Андрей Кузьменко (бол.) — 30:37 (А. Кемпе, А. Копитар) Адриан Кемпе — 46:46 (А. Копитар) Анже Копитар (бол.) — 49:07 (К. Фиала, А. Кемпе) Адриан Кемпе — 51:09 (А. Кузьменко, А. Копитар) | 1 : 0 2 : 0 3 : 0 3 : 1 3 : 2 4 : 2 5 : 2 6 : 2 | 33:54 — Леон Драйзайтль (Й. Клингберг) 44:05 — Виктор Арвидссон (Б. Кулак, В. Подколзин) |                                                          | Судьи: Фурман Саус Уэс Макколи Линейные судьи: Джонни Мюррей Трэвис Гаврилец |
| |                                                 |                                                                                          |                                                          | Судьи: Фурман Саус Уэс Макколи Линейные судьи: Джонни Мюррей Трэвис Гаврилец |
| |                                                 |                                                                                          |                                                          | Судьи: Фурман Саус Уэс Макколи Линейные судьи: Джонни Мюррей Трэвис Гаврилец |
| |                                                 |                                                                                          |                                                          | Судьи: Фурман Саус Уэс Макколи Линейные судьи: Джонни Мюррей Трэвис Гаврилец |
| 6 мин | Штраф                                           | 20 мин                                                                                   |                                                          | Судьи: Фурман Саус Уэс Макколи Линейные судьи: Джонни Мюррей Трэвис Гаврилец |
| |                                                 |                                                                                          |                                                          |                                                                              |
| | 31                                              | Броски                                                                                   | 26                                                       |                                                                              |

| 25 апреля 22:00 | Эдмонтон Ойлерз | 7 : 4 (2:1, 1:3, 4:0) | Лос-Анджелес Кингз | Роджерс Плэйс Зрителей: 18 347 |

| Отчёт | Отчёт                                                       | Отчёт | Отчёт        | Отчёт                                                                          |
| --- | ----------------------------------------------------------- | --- | ------------ | ------------------------------------------------------------------------------ |
| |                                                             | |              |                                                                                |
| | Кэлвин Пикард                                               | Вратари | Дарси Кемпер | Судьи: Фредерик Л’Экюйе Дэн О’Рурк Линейные судьи: Давид Брисбуа Джесси Маркис |
| | Голы:                                                       | |              | Судьи: Фредерик Л’Экюйе Дэн О’Рурк Линейные судьи: Давид Брисбуа Джесси Маркис |
| Райан Нюджент-Хопкинс — 02:49 (З. Хайман, К. Макдэвид) Эван Бушар (бол.) — 08:43 (Л. Драйзайтль) Коннор Браун — 37:19 (Э. Кейн, А. Хенрик) Эвандер Кейн — 53:18 (К. Макдэвид, Дж. Уолман) Эван Бушар (бол.) — 53:28 (Л. Драйзайтль) Коннор Макдэвид (п.в.) — 58:20 (З. Хайман) Коннор Браун (п.в.) — 59:52 (В. Подколзин) | 1 : 0 2 : 0 2 : 1 2 : 2 : 3 : 3 3 : 4 : 4 5 : 4 6 : 4 7 : 4 | 17:18 — Адриан Кемпе (Д. Даути, А. Копитар) 25:43 — Кевин Фиала (бол.) (А. Кемпе, А. Копитар) 35:07 — Дрю Даути (бол.) (Т. Мур, Ф. Дано) 37:28 — Тревор Мур (Дж. Эдмундсон, Ф. Дано) |              | Судьи: Фредерик Л’Экюйе Дэн О’Рурк Линейные судьи: Давид Брисбуа Джесси Маркис |
| |                                                             | |              | Судьи: Фредерик Л’Экюйе Дэн О’Рурк Линейные судьи: Давид Брисбуа Джесси Маркис |
| |                                                             | |              | Судьи: Фредерик Л’Экюйе Дэн О’Рурк Линейные судьи: Давид Брисбуа Джесси Маркис |
| |                                                             | |              | Судьи: Фредерик Л’Экюйе Дэн О’Рурк Линейные судьи: Давид Брисбуа Джесси Маркис |
| 6 мин | Штраф                                                       | 6 мин |              | Судьи: Фредерик Л’Экюйе Дэн О’Рурк Линейные судьи: Давид Брисбуа Джесси Маркис |
| |                                                             | |              |                                                                                |
| | 36                                                          | Броски | 29           |                                                                                |

| 27 апреля 21:30 | Эдмонтон Ойлерз | 4 : 3 (ОТ) (0:1, 1:2, 2:0, 1:0) | Лос-Анджелес Кингз | Роджерс Плэйс Зрителей: 18 347 |

| Отчёт | Отчёт                                     | Отчёт                                                                                          | Отчёт        | Отчёт                                                                           |
| --- | ----------------------------------------- | ---------------------------------------------------------------------------------------------- | ------------ | ------------------------------------------------------------------------------- |
| |                                           |                                                                                                |              |                                                                                 |
| | Кэлвин Пикард                             | Вратари                                                                                        | Дарси Кемпер | Судьи: Эрик Фурлатт Ти Джей Лаксмор Линейные судьи: Давид Брисбуа Джесси Маркис |
| | Голы:                                     |                                                                                                |              | Судьи: Эрик Фурлатт Ти Джей Лаксмор Линейные судьи: Давид Брисбуа Джесси Маркис |
| Кори Перри (бол.) — 24:11 (Л. Драйзайтль, Р. Нюджент-Хопкинс) Эван Бушар — 47:51 (Л. Драйзайтль, К. Макдэвид) Эван Бушар — 59:31 (Л. Драйзайтль, К. Макдэвид) Леон Драйзайтль (бол.) — 78:18 | 0 : 1 0 : 2 1 : 2 1 : 3 2 : 3 3 : 3 4 : 3 | 10:35 — Тревор Мур (Ф. Дано) 21:31 — Уоррен Фогеле (Ф. Дано) 27:32 — Кевин Фиала (А. Лаферрье) |              | Судьи: Эрик Фурлатт Ти Джей Лаксмор Линейные судьи: Давид Брисбуа Джесси Маркис |
| |                                           |                                                                                                |              | Судьи: Эрик Фурлатт Ти Джей Лаксмор Линейные судьи: Давид Брисбуа Джесси Маркис |
| |                                           |                                                                                                |              | Судьи: Эрик Фурлатт Ти Джей Лаксмор Линейные судьи: Давид Брисбуа Джесси Маркис |
| |                                           |                                                                                                |              | Судьи: Эрик Фурлатт Ти Джей Лаксмор Линейные судьи: Давид Брисбуа Джесси Маркис |
| 6 мин | Штраф                                     | 6 мин                                                                                          |              | Судьи: Эрик Фурлатт Ти Джей Лаксмор Линейные судьи: Давид Брисбуа Джесси Маркис |
| |                                           |                                                                                                |              |                                                                                 |
| | 48                                        | Броски                                                                                         | 41           |                                                                                 |

| 30 апреля 22:00 | Лос-Анджелес Кингз | 1 : 3 (0:0, 1:1, 0:2) | Эдмонтон Ойлерз | Crypto.com-арена Зрителей: 18 145 |

| Отчёт                                                  | Отчёт                 | Отчёт | Отчёт         | Отчёт                                                                              |
| ------------------------------------------------------ | --------------------- | --- | ------------- | ---------------------------------------------------------------------------------- |
|                                                        |                       | |               |                                                                                    |
|                                                        | Дарси Кемпер          | Вратари | Кэлвин Пикард | Судьи: Кендрик Николсон Франсуа Сенлоран Линейные судьи: Трент Кнорр Джеймс Тобиас |
|                                                        | Голы:                 | |               | Судьи: Кендрик Николсон Франсуа Сенлоран Линейные судьи: Трент Кнорр Джеймс Тобиас |
| Андрей Кузьменко (бол.) — 33:33 (А. Копитар, А. Кемпе) | 1 : 0 1 : 1 : 2 1 : 3 | 36:16 — Эвандер Кейн (Й. Клингберг) 47:12 — Маттиас Янмарк (В. Арвидссон, В. Подколзин) 59:02 — Райан Нюджент-Хопкинс (п.в.) (К. Макдэвид, Л. Драйзайтль) |               | Судьи: Кендрик Николсон Франсуа Сенлоран Линейные судьи: Трент Кнорр Джеймс Тобиас |
|                                                        |                       | |               | Судьи: Кендрик Николсон Франсуа Сенлоран Линейные судьи: Трент Кнорр Джеймс Тобиас |
|                                                        |                       | |               | Судьи: Кендрик Николсон Франсуа Сенлоран Линейные судьи: Трент Кнорр Джеймс Тобиас |
|                                                        |                       | |               | Судьи: Кендрик Николсон Франсуа Сенлоран Линейные судьи: Трент Кнорр Джеймс Тобиас |
| 4 мин                                                  | Штраф                 | 6 мин |               | Судьи: Кендрик Николсон Франсуа Сенлоран Линейные судьи: Трент Кнорр Джеймс Тобиас |
|                                                        |                       | |               |                                                                                    |
|                                                        | 22                    | Броски | 46            |                                                                                    |

| 2 мая 22:00 | Эдмонтон Ойлерз | 6 : 4 (3:2, 2:1, 1:1) | Лос-Анджелес Кингз | Роджерс Плэйс Зрителей: 18 347 |

| Отчёт | Отчёт                                                   | Отчёт | Отчёт        | Отчёт                                                                    |
| --- | ------------------------------------------------------- | --- | ------------ | ------------------------------------------------------------------------ |
| |                                                         | |              |                                                                          |
| | Кэлвин Пикард                                           | Вратари | Дарси Кемпер | Судьи: Крис Руни Джон Макайзек Линейные судьи: Либор Суханек Скотт Черри |
| | Голы:                                                   | |              | Судьи: Крис Руни Джон Макайзек Линейные судьи: Либор Суханек Скотт Черри |
| Адам Хенрик — 03:04 (К. Браун, Т. Фредерик) Райан Нюджент-Хопкинс (бол.) — 05:55 (К. Макдэвид, З. Хайман) Зак Хайман — 12:49 (Д. Нёрс, Р. Нюджент-Хопкинс) Дарнелл Нёрс — 34:59 (В. Подколзин, М. Янмарк) Трент Фредерик — 36:35 (К. Браун, Б. Кулак) Коннор Браун (п.в.) — 59:58 | 0 : 1 : 1 1 : 2 : 2 3 : 2 4 : 2 5 : 2 5 : 3 5 : 4 6 : 4 | 01:19 — Куинтон Байфилд (К. Фиала, А. Лаферрье) 03:37 — Брэндт Кларк (Ф. Дано) 38:01 — Джордан Спенс (К. Фиала, С. Хелениус) 59:05 — Анже Копитар (Д. Даути) |              | Судьи: Крис Руни Джон Макайзек Линейные судьи: Либор Суханек Скотт Черри |
| |                                                         | |              | Судьи: Крис Руни Джон Макайзек Линейные судьи: Либор Суханек Скотт Черри |
| |                                                         | |              | Судьи: Крис Руни Джон Макайзек Линейные судьи: Либор Суханек Скотт Черри |
| |                                                         | |              | Судьи: Крис Руни Джон Макайзек Линейные судьи: Либор Суханек Скотт Черри |
| 4 мин | Штраф                                                   | 2 мин |              | Судьи: Крис Руни Джон Макайзек Линейные судьи: Либор Суханек Скотт Черри |
| |                                                         | |              |                                                                          |
| | 29                                                      | Броски | 27           |                                                                          |

## Второй раунд

### Восточная конференция

#### «Торонто Мейпл Лифс» (А1) — «Флорида Пантерз» (А3)
Вторая встреча этих двух клубов в плей-офф. В последний раз они встречались между собой во втором раунде Восточной конференции 2023 года, где «Флорида» одержала победу в пяти матчах. В регулярном чемпионате 2024/25 «Флорида» одержала над «Торонто» три победы в четырёх матчах.
«Пантерз» выиграли серию со счётом 4-3. Самым результативным игроком серии стал нападающий «Флориды Пантерз» Брэд Маршан, который в семи матчах набрал 8 (3+5) очков.
| 5 мая 20:00 | Торонто Мейпл Лифс | 5 : 4 (3:1, 1:0, 1:3) | Флорида Пантерз | Скоушабэнк-арена Зрителей: 19 031 |

| Отчёт | Отчёт                                                  | Отчёт | Отчёт             | Отчёт                                                                     |
| --- | ------------------------------------------------------ | --- | ----------------- | ------------------------------------------------------------------------- |
| |                                                        | |                   |                                                                           |
| | Энтони Столарц — 00:00-30:14 Джозеф Уолл — 30:14-60:00 | Вратари | Сергей Бобровский | Судьи: Крис Руни Грэм Скиллитер Линейные судьи: Райан Гиббонс Райан Дейзи |
| | Голы:                                                  | |                   | Судьи: Крис Руни Грэм Скиллитер Линейные судьи: Райан Гиббонс Райан Дейзи |
| Вильям Нюландер — 00:33 (М. Пачиоретти, Дж. Маккейб) Вильям Нюландер — 12:51 (О. Экман-Ларссон, М. Пачиоретти) Морган Райлли — 17:16 (В. Нюландер) Крис Танев — 27:50 (Дж. Маккейб, М. Найс) Мэттью Найс — 54:00 (М. Марнер, К. Танев) | 1 : 0 2 : 0 2 : 1 3 : 1 4 : 1 4 : 2 4 : 3 5 : 3 5 : 4  | 16:57 — Сет Джонс (бол.) (М. Ткачук, К. Верхеги) 41:39 — Ээту Луостаринен (А. Лунделль, Б. Маршан) 44:30 — Увис Балинскис (Н. Шмидт, Б. Маршан) 58:05 — Сэм Беннетт (К. Верхеги) |                   | Судьи: Крис Руни Грэм Скиллитер Линейные судьи: Райан Гиббонс Райан Дейзи |
| |                                                        | |                   | Судьи: Крис Руни Грэм Скиллитер Линейные судьи: Райан Гиббонс Райан Дейзи |
| |                                                        | |                   | Судьи: Крис Руни Грэм Скиллитер Линейные судьи: Райан Гиббонс Райан Дейзи |
| |                                                        | |                   | Судьи: Крис Руни Грэм Скиллитер Линейные судьи: Райан Гиббонс Райан Дейзи |
| 6 мин | Штраф                                                  | 10 мин |                   | Судьи: Крис Руни Грэм Скиллитер Линейные судьи: Райан Гиббонс Райан Дейзи |
| |                                                        | |                   |                                                                           |
| | 29                                                     | Броски | 29                |                                                                           |

| 7 мая 19:00 | Торонто Мейпл Лифс | 4 : 3 (1:1, 2:1, 1:1) | Флорида Пантерз | Скоушабэнк-арена Зрителей: 19 261 |

| Отчёт | Отчёт                                 | Отчёт | Отчёт             | Отчёт                                                                             |
| --- | ------------------------------------- | --- | ----------------- | --------------------------------------------------------------------------------- |
| |                                       | |                   |                                                                                   |
| | Джозеф Уолл                           | Вратари | Сергей Бобровский | Судьи: Дэн О’Рурк Франсуа Сенлоран Линейные судьи: Шандор Альфонсо Мэтт Макферсон |
| | Голы:                                 | |                   | Судьи: Дэн О’Рурк Франсуа Сенлоран Линейные судьи: Шандор Альфонсо Мэтт Макферсон |
| Макс Пачиоретти (бол.) — 18:19 (М. Райлли, М. Доми) Вильям Нюландер — 24:18 (М. Пачиоретти, О. Экман-Ларссон) Макс Доми — 37:09 (С. Лоренц, М. Райлли) Митч Марнер — 45:50 (Дж. Маккейб, О. Мэттьюс) | 0 : 1 : 1 1 : 2 : 2 3 : 2 3 : 3 4 : 3 | 10:58 — Александр Барков (бол.) (С. Джонс) 20:15 — Брэд Маршан (А. Лунделль, Э. Луостаринен) 45:33 — Антон Лунделль (А. Экблад, Э. Луостаринен) |                   | Судьи: Дэн О’Рурк Франсуа Сенлоран Линейные судьи: Шандор Альфонсо Мэтт Макферсон |
| |                                       | |                   | Судьи: Дэн О’Рурк Франсуа Сенлоран Линейные судьи: Шандор Альфонсо Мэтт Макферсон |
| |                                       | |                   | Судьи: Дэн О’Рурк Франсуа Сенлоран Линейные судьи: Шандор Альфонсо Мэтт Макферсон |
| |                                       | |                   | Судьи: Дэн О’Рурк Франсуа Сенлоран Линейные судьи: Шандор Альфонсо Мэтт Макферсон |
| 8 мин | Штраф                                 | 10 мин |                   | Судьи: Дэн О’Рурк Франсуа Сенлоран Линейные судьи: Шандор Альфонсо Мэтт Макферсон |
| |                                       | |                   |                                                                                   |
| | 20                                    | Броски | 28                |                                                                                   |

| 9 мая 19:00 | Флорида Пантерз | 5 : 4 (ОТ) (1:2, 3:1, 0:1, 1:0) | Торонто Мейпл Лифс | Эмерант Банк-арена Зрителей: 19 842 |

| Отчёт | Отчёт                                                 | Отчёт | Отчёт       | Отчёт                                                                      |
| --- | ----------------------------------------------------- | --- | ----------- | -------------------------------------------------------------------------- |
| |                                                       | |             |                                                                            |
| | Сергей Бобровский                                     | Вратари | Джозеф Уолл | Судьи: Уэс Макколи Ти Джей Лаксмор Линейные судьи: Скотт Черри Трент Кнорр |
| | Голы:                                                 | |             | Судьи: Уэс Макколи Ти Джей Лаксмор Линейные судьи: Скотт Черри Трент Кнорр |
| Александр Барков — 07:38 (С. Райнхарт, Э. Родригес) Сэм Райнхарт — 24:13 (Э. Родригес, А. Экблад) Картер Верхеги — 25:17 (С. Беннетт, М. Ткачук) Джона Гаджович — 35:07 (Т. Носек, Н. Шмидт) Брэд Маршан — 75:27 (Д. Куликов, К. Верхеги) | 0 : 1 0 : 2 1 : 2 1 : 3 2 : 3 3 : 3 4 : 3 4 : 4 5 : 4 | 00:23 — Мэттью Найс (О. Мэттьюс, М. Марнер) 05:57 — Джон Таварес (М. Пачиоретти, В. Нюландер) 22:52 — Джон Таварес (бол.) (М. Марнер, В. Нюландер) 50:56 — Морган Райлли (О. Мэттьюс, М. Найс) |             | Судьи: Уэс Макколи Ти Джей Лаксмор Линейные судьи: Скотт Черри Трент Кнорр |
| |                                                       | |             | Судьи: Уэс Макколи Ти Джей Лаксмор Линейные судьи: Скотт Черри Трент Кнорр |
| |                                                       | |             | Судьи: Уэс Макколи Ти Джей Лаксмор Линейные судьи: Скотт Черри Трент Кнорр |
| |                                                       | |             | Судьи: Уэс Макколи Ти Джей Лаксмор Линейные судьи: Скотт Черри Трент Кнорр |
| 8 мин | Штраф                                                 | 6 мин |             | Судьи: Уэс Макколи Ти Джей Лаксмор Линейные судьи: Скотт Черри Трент Кнорр |
| |                                                       | |             |                                                                            |
| | 36                                                    | Броски | 31          |                                                                            |

| 11 мая 19:30 | Флорида Пантерз | 2 : 0 (1:0, 0:0, 1:0) | Торонто Мейпл Лифс | Эмерант Банк-арена Зрителей: 19 894 |

| Отчёт                                                                                | Отчёт             | Отчёт   | Отчёт       | Отчёт                                                                       |
| ------------------------------------------------------------------------------------ | ----------------- | ------- | ----------- | --------------------------------------------------------------------------- |
|                                                                                      |                   |         |             |                                                                             |
|                                                                                      | Сергей Бобровский | Вратари | Джозеф Уолл | Судьи: Горд Дуайер Франсис Шаррон Линейные судьи: Райан Дейзи Райан Гиббонс |
|                                                                                      | Голы:             |         |             | Судьи: Горд Дуайер Франсис Шаррон Линейные судьи: Райан Дейзи Райан Гиббонс |
| Картер Верхеги (бол.) — 15:45 (М. Ткачук, А. Барков) Сэм Беннетт — 52:09 (А. Экблад) | 1 : 0 2 : 0       |         |             | Судьи: Горд Дуайер Франсис Шаррон Линейные судьи: Райан Дейзи Райан Гиббонс |
|                                                                                      |                   |         |             | Судьи: Горд Дуайер Франсис Шаррон Линейные судьи: Райан Дейзи Райан Гиббонс |
|                                                                                      |                   |         |             | Судьи: Горд Дуайер Франсис Шаррон Линейные судьи: Райан Дейзи Райан Гиббонс |
|                                                                                      |                   |         |             | Судьи: Горд Дуайер Франсис Шаррон Линейные судьи: Райан Дейзи Райан Гиббонс |
| 26 мин                                                                               | Штраф             | 27 мин  |             | Судьи: Горд Дуайер Франсис Шаррон Линейные судьи: Райан Дейзи Райан Гиббонс |
|                                                                                      |                   |         |             |                                                                             |
|                                                                                      | 37                | Броски  | 23          |                                                                             |

| 14 мая 19:00 | Торонто Мейпл Лифс | 1 : 6 (0:1, 0:3, 1:2) | Флорида Пантерз | Скоушабэнк-арена Зрителей: 19 319 |

| Отчёт                                          | Отчёт                                               | Отчёт | Отчёт             | Отчёт                                                                          |
| ---------------------------------------------- | --------------------------------------------------- | --- | ----------------- | ------------------------------------------------------------------------------ |
|                                                |                                                     | |                   |                                                                                |
|                                                | Джозеф Уолл — 00:00-46:23 Мэтт Мюррей — 46:23-60:00 | Вратари | Сергей Бобровский | Судьи: Эрик Фурлатт Келли Сазерленд Линейные судьи: Кил Марчисон Джесси Маркис |
|                                                | Голы:                                               | |                   | Судьи: Эрик Фурлатт Келли Сазерленд Линейные судьи: Кил Марчисон Джесси Маркис |
| Николас Робертсон — 58:54 (М. Доми, С. Лоренц) | 0 : 1 0 : 2 0 : 3 0 : 4 0 : 5 0 : 6 1 : 6           | 14:38 — Аарон Экблад (С. Райнхарт, Й. Боквист) 26:08 — Дмитрий Куликов (Н. Шмидт, М. Ткачук) 30:05 — Йеспер Боквист (С. Райнхарт, Г. Форслинг) 34:01 — Нико Миккола (А. Лунделль, Э. Луостаринен) 46:23 — Эй Джей Грир (Дж. Гаджович, Н. Шмидт) 49:10 — Сэм Беннетт (бол.) (А. Экблад, Б. Маршан) |                   | Судьи: Эрик Фурлатт Келли Сазерленд Линейные судьи: Кил Марчисон Джесси Маркис |
|                                                |                                                     | |                   | Судьи: Эрик Фурлатт Келли Сазерленд Линейные судьи: Кил Марчисон Джесси Маркис |
|                                                |                                                     | |                   | Судьи: Эрик Фурлатт Келли Сазерленд Линейные судьи: Кил Марчисон Джесси Маркис |
|                                                |                                                     | |                   | Судьи: Эрик Фурлатт Келли Сазерленд Линейные судьи: Кил Марчисон Джесси Маркис |
| 30 мин                                         | Штраф                                               | 40 мин |                   | Судьи: Эрик Фурлатт Келли Сазерленд Линейные судьи: Кил Марчисон Джесси Маркис |
|                                                |                                                     | |                   |                                                                                |
|                                                | 32                                                  | Броски | 32                |                                                                                |

| 16 мая 20:00 | Флорида Пантерз | 0 : 2 (0:0, 0:0, 0:2) | Торонто Мейпл Лифс | Эмерант Банк-арена Зрителей: 19 797 |

| Отчёт | Отчёт             | Отчёт                                                                           | Отчёт       | Отчёт                                                                    |
| ----- | ----------------- | ------------------------------------------------------------------------------- | ----------- | ------------------------------------------------------------------------ |
|       |                   |                                                                                 |             |                                                                          |
|       | Сергей Бобровский | Вратари                                                                         | Джозеф Уолл | Судьи: Жан Эбер Гарретт Рэнк Линейные судьи: Джонни Мюррей Джеймс Тобиас |
|       | Голы:             |                                                                                 |             | Судьи: Жан Эбер Гарретт Рэнк Линейные судьи: Джонни Мюррей Джеймс Тобиас |
|       | 0 : 1 0 : 2       | 46:20 — Остон Мэттьюс (М. Марнер) 54:17 — Макс Пачиоретти (Б. Макмэнн, М. Доми) |             | Судьи: Жан Эбер Гарретт Рэнк Линейные судьи: Джонни Мюррей Джеймс Тобиас |
|       |                   |                                                                                 |             | Судьи: Жан Эбер Гарретт Рэнк Линейные судьи: Джонни Мюррей Джеймс Тобиас |
|       |                   |                                                                                 |             | Судьи: Жан Эбер Гарретт Рэнк Линейные судьи: Джонни Мюррей Джеймс Тобиас |
|       |                   |                                                                                 |             | Судьи: Жан Эбер Гарретт Рэнк Линейные судьи: Джонни Мюррей Джеймс Тобиас |
| 6 мин | Штраф             | 8 мин                                                                           |             | Судьи: Жан Эбер Гарретт Рэнк Линейные судьи: Джонни Мюррей Джеймс Тобиас |
|       |                   |                                                                                 |             |                                                                          |
|       | 22                | Броски                                                                          | 17          |                                                                          |

| 18 мая 19:30 | Торонто Мейпл Лифс | 1 : 6 (0:0, 0:3, 1:3) | Флорида Пантерз | Скоушабэнк-арена Зрителей: 19 426 |

| Отчёт                          | Отчёт                                     | Отчёт | Отчёт             | Отчёт                                                              |
| ------------------------------ | ----------------------------------------- | --- | ----------------- | ------------------------------------------------------------------ |
|                                |                                           | |                   |                                                                    |
|                                | Джозеф Уолл                               | Вратари | Сергей Бобровский | Судьи: Жан Эбер Крис Руни Линейные судьи: Джонни Мюррей Девин Берг |
|                                | Голы:                                     | |                   | Судьи: Жан Эбер Крис Руни Линейные судьи: Джонни Мюррей Девин Берг |
| Макс Доми — 42:07 (Б. Макмэнн) | 0 : 1 0 : 2 0 : 3 1 : 3 1 : 4 1 : 5 1 : 6 | 23:15 — Сет Джонс (Э. Родригес, А. Барков) 27:18 — Антон Лунделль (Э. Луостаринен, Б. Маршан) 29:39 — Джона Гаджович (Э. Дж. Грир, С. Джонс) 42:54 — Ээту Луостаринен (Б. Маршан) 49:24 — Сэм Райнхарт (А. Барков) 56:57 — Брэд Маршан (п.в.) (Э. Луостаринен) |                   | Судьи: Жан Эбер Крис Руни Линейные судьи: Джонни Мюррей Девин Берг |
|                                |                                           | |                   | Судьи: Жан Эбер Крис Руни Линейные судьи: Джонни Мюррей Девин Берг |
|                                |                                           | |                   | Судьи: Жан Эбер Крис Руни Линейные судьи: Джонни Мюррей Девин Берг |
|                                |                                           | |                   | Судьи: Жан Эбер Крис Руни Линейные судьи: Джонни Мюррей Девин Берг |
| 2 мин                          | Штраф                                     | 0 мин |                   | Судьи: Жан Эбер Крис Руни Линейные судьи: Джонни Мюррей Девин Берг |
|                                |                                           | |                   |                                                                    |
|                                | 20                                        | Броски | 34                |                                                                    |

#### «Вашингтон Кэпиталз» (С1) — «Каролина Харрикейнз» (С2)
Вторая встреча этих двух клубов в плей-офф. В последний раз они встречались между собой в первом раунде Восточной конференции 2019 года, где «Каролина» одержала победу в семи матчах. В регулярном чемпионате 2024/25 обе команды одержали по две победы.
«Харрикейнз» выиграли серию со счётом 4-1. Самым результативным игроком серии стал нападающий «Каролины Харрикейнз» Сет Джарвис, который в пяти матчах набрал 5 (2+3) очков.
| 6 мая 19:00 | Вашингтон Кэпиталз | 1 : 2 (ОТ) (0:0, 1:0, 0:1, 0:1) | Каролина Харрикейнз | Кэпитал Уан-арена Зрителей: 18 573 |

| Отчёт                                           | Отчёт           | Отчёт                                                                                    | Отчёт             | Отчёт                                                                      |
| ----------------------------------------------- | --------------- | ---------------------------------------------------------------------------------------- | ----------------- | -------------------------------------------------------------------------- |
|                                                 |                 |                                                                                          |                   |                                                                            |
|                                                 | Логан Томпсон   | Вратари                                                                                  | Фредерик Андерсен | Судьи: Уэс Макколи Ти Джей Лаксмор Линейные судьи: Скотт Черри Трент Кнорр |
|                                                 | Голы:           |                                                                                          |                   | Судьи: Уэс Макколи Ти Джей Лаксмор Линейные судьи: Скотт Черри Трент Кнорр |
| Алексей Протас — 23:53 (Б. Дюхэйм, Дж. Карлсон) | 1 : 0 1 : 1 : 2 | 49:42 — Логан Стэнковен (Й. Котканиеми) 63:06 — Джейккоб Слэвин (Дж. Мартинук, Д. Орлов) |                   | Судьи: Уэс Макколи Ти Джей Лаксмор Линейные судьи: Скотт Черри Трент Кнорр |
|                                                 |                 |                                                                                          |                   | Судьи: Уэс Макколи Ти Джей Лаксмор Линейные судьи: Скотт Черри Трент Кнорр |
|                                                 |                 |                                                                                          |                   | Судьи: Уэс Макколи Ти Джей Лаксмор Линейные судьи: Скотт Черри Трент Кнорр |
|                                                 |                 |                                                                                          |                   | Судьи: Уэс Макколи Ти Джей Лаксмор Линейные судьи: Скотт Черри Трент Кнорр |
| 6 мин                                           | Штраф           | 4 мин                                                                                    |                   | Судьи: Уэс Макколи Ти Джей Лаксмор Линейные судьи: Скотт Черри Трент Кнорр |
|                                                 |                 |                                                                                          |                   |                                                                            |
|                                                 | 14              | Броски                                                                                   | 33                |                                                                            |

| 8 мая 19:00 | Вашингтон Кэпиталз | 3 : 1 (0:0, 1:0, 2:1) | Каролина Харрикейнз | Кэпитал Уан-арена Зрителей: 18 573 |

| Отчёт | Отчёт                   | Отчёт                                               | Отчёт             | Отчёт                                                                     |
| --- | ----------------------- | --------------------------------------------------- | ----------------- | ------------------------------------------------------------------------- |
| |                         |                                                     |                   |                                                                           |
| | Логан Томпсон           | Вратари                                             | Фредерик Андерсен | Судьи: Грэм Скиллитер Крис Руни Линейные судьи: Райан Гиббонс Райан Дейзи |
| | Голы:                   |                                                     |                   | Судьи: Грэм Скиллитер Крис Руни Линейные судьи: Райан Гиббонс Райан Дейзи |
| Коннор Макмайкл — 22:16 Джон Карлсон (бол.) — 41:54 (Т. Уилсон, Д. Строум) Том Уилсон (п.в.) — 59:00 (А. Протас) | 1 : 0 2 : 0 2 : 1 3 : 1 | 49:26 — Шейн Гостисбеер (бол.) (С. Джарвис, С. Ахо) |                   | Судьи: Грэм Скиллитер Крис Руни Линейные судьи: Райан Гиббонс Райан Дейзи |
| |                         |                                                     |                   | Судьи: Грэм Скиллитер Крис Руни Линейные судьи: Райан Гиббонс Райан Дейзи |
| |                         |                                                     |                   | Судьи: Грэм Скиллитер Крис Руни Линейные судьи: Райан Гиббонс Райан Дейзи |
| |                         |                                                     |                   | Судьи: Грэм Скиллитер Крис Руни Линейные судьи: Райан Гиббонс Райан Дейзи |
| 6 мин | Штраф                   | 6 мин                                               |                   | Судьи: Грэм Скиллитер Крис Руни Линейные судьи: Райан Гиббонс Райан Дейзи |
| |                         |                                                     |                   |                                                                           |
| | 21                      | Броски                                              | 28                |                                                                           |

| 10 мая 18:00 | Каролина Харрикейнз | 4 : 0 (0:0, 2:0, 2:0) | Вашингтон Кэпиталз | Леново Центр Зрителей: 19 174 |

| Отчёт | Отчёт                   | Отчёт   | Отчёт         | Отчёт                                                                          |
| --- | ----------------------- | ------- | ------------- | ------------------------------------------------------------------------------ |
| |                         |         |               |                                                                                |
| | Фредерик Андерсен       | Вратари | Логан Томпсон | Судьи: Дэн О’Рурк Франсуа Сенлоран Линейные судьи: Джонни Мюррей Джеймс Тобиас |
| | Голы:                   |         |               | Судьи: Дэн О’Рурк Франсуа Сенлоран Линейные судьи: Джонни Мюррей Джеймс Тобиас |
| Андрей Свечников — 32:34 Джек Рословик (бол.) — 38:57 (Б. Бёрнс, Т. Холл) Эрик Робинсон — 43:14 (Л. Стэнковен, Дж. Рословик) Джексон Блейк (бол.) — 56:44 (Ш. Гостисбеер, С. Джарвис) | 1 : 0 2 : 0 3 : 0 4 : 0 |         |               | Судьи: Дэн О’Рурк Франсуа Сенлоран Линейные судьи: Джонни Мюррей Джеймс Тобиас |
| |                         |         |               | Судьи: Дэн О’Рурк Франсуа Сенлоран Линейные судьи: Джонни Мюррей Джеймс Тобиас |
| |                         |         |               | Судьи: Дэн О’Рурк Франсуа Сенлоран Линейные судьи: Джонни Мюррей Джеймс Тобиас |
| |                         |         |               | Судьи: Дэн О’Рурк Франсуа Сенлоран Линейные судьи: Джонни Мюррей Джеймс Тобиас |
| 8 мин | Штраф                   | 18 мин  |               | Судьи: Дэн О’Рурк Франсуа Сенлоран Линейные судьи: Джонни Мюррей Джеймс Тобиас |
| |                         |         |               |                                                                                |
| | 28                      | Броски  | 21            |                                                                                |

| 12 мая 19:00 | Каролина Харрикейнз | 5 : 2 (1:0, 1:0, 3:2) | Вашингтон Кэпиталз | Леново Центр Зрителей: 19 138 |

| Отчёт | Отчёт                                     | Отчёт                                                                                                 | Отчёт         | Отчёт                                                                    |
| --- | ----------------------------------------- | --- | ------------- | ------------------------------------------------------------------------ |
| |                                           | |               |                                                                          |
| | Фредерик Андерсен                         | Вратари                                                                                               | Логан Томпсон | Судьи: Гарретт Рэнк Жан Эбер Линейные судьи: Джонни Мюррей Джеймс Тобиас |
| | Голы:                                     | |               | Судьи: Гарретт Рэнк Жан Эбер Линейные судьи: Джонни Мюррей Джеймс Тобиас |
| Шейн Гостисбеер — 10:24 (Й. Котканиеми, Э. Робинсон) Сет Джарвис — 21:05 (С. Ахо, Д. Орлов) Тэйлор Холл — 48:24 (Дж. Рословик, Ш. Уокер) Шон Уокер — 56:45 (Т. Холл) Андрей Свечников (п.в.) — 57:39 (Дж. Стаал, Дж. Мартинук) | 1 : 0 2 : 0 2 : 1 3 : 1 3 : 2 4 : 2 5 : 2 | 45:18 — Джейкоб Чикран (М. Рой, П.-Л. Дюбуа) 52:14 — Александр Овечкин (бол.) (Д. Строум, Дж. Чикран) |               | Судьи: Гарретт Рэнк Жан Эбер Линейные судьи: Джонни Мюррей Джеймс Тобиас |
| |                                           | |               | Судьи: Гарретт Рэнк Жан Эбер Линейные судьи: Джонни Мюррей Джеймс Тобиас |
| |                                           | |               | Судьи: Гарретт Рэнк Жан Эбер Линейные судьи: Джонни Мюррей Джеймс Тобиас |
| |                                           | |               | Судьи: Гарретт Рэнк Жан Эбер Линейные судьи: Джонни Мюррей Джеймс Тобиас |
| 12 мин | Штраф                                     | 8 мин                                                                                                 |               | Судьи: Гарретт Рэнк Жан Эбер Линейные судьи: Джонни Мюррей Джеймс Тобиас |
| |                                           | |               |                                                                          |
| | 37                                        | Броски                                                                                                | 21            |                                                                          |

| 15 мая 19:00 | Вашингтон Кэпиталз | 1 : 3 (1:1, 0:0, 0:2) | Каролина Харрикейнз | Кэпитал Уан-арена Зрителей: 18 573 |

| Отчёт                  | Отчёт                 | Отчёт | Отчёт             | Отчёт                                                                         |
| ---------------------- | --------------------- | --- | ----------------- | ----------------------------------------------------------------------------- |
|                        |                       | |                   |                                                                               |
|                        | Логан Томпсон         | Вратари | Фредерик Андерсен | Судьи: Горд Дуайер Франсис Шаррон Линейные судьи: Мэтт Макферсон Кил Марчисон |
|                        | Голы:                 | |                   | Судьи: Горд Дуайер Франсис Шаррон Линейные судьи: Мэтт Макферсон Кил Марчисон |
| Энтони Бовилье — 13:41 | 0 : 1 : 1 1 : 2 1 : 3 | 09:38 — Джордан Стаал (Дж. Мартинук) 58:01 — Андрей Свечников (Ш. Уокер, С. Джарвис) 59:33 — Сет Джарвис (п.в.) |                   | Судьи: Горд Дуайер Франсис Шаррон Линейные судьи: Мэтт Макферсон Кил Марчисон |
|                        |                       | |                   | Судьи: Горд Дуайер Франсис Шаррон Линейные судьи: Мэтт Макферсон Кил Марчисон |
|                        |                       | |                   | Судьи: Горд Дуайер Франсис Шаррон Линейные судьи: Мэтт Макферсон Кил Марчисон |
|                        |                       | |                   | Судьи: Горд Дуайер Франсис Шаррон Линейные судьи: Мэтт Макферсон Кил Марчисон |
| 4 мин                  | Штраф                 | 6 мин |                   | Судьи: Горд Дуайер Франсис Шаррон Линейные судьи: Мэтт Макферсон Кил Марчисон |
|                        |                       | |                   |                                                                               |
|                        | 19                    | Броски | 21                |                                                                               |

### Западная конференция

#### «Виннипег Джетс» (Ц1) — «Даллас Старз» (Ц2)
Первая встреча этих двух клубов в плей-офф. Счёт в сезонной серии 2024/25 — 3-1 в пользу «Джетс».
«Старз» выиграли серию со счётом 4-2. Самым результативным игроком серии стал нападающий «Даллас Старз» Микко Рантанен, который в шести матчах набрал 7 (4+3) очков.
| 7 мая 21:30 | Виннипег Джетс | 2 : 3 (0:0, 2:3, 0:0) | Даллас Старз | Канада Лайф-центр Зрителей: 15 225 |

| Отчёт                                                                            | Отчёт                       | Отчёт | Отчёт           | Отчёт                                                               |
| -------------------------------------------------------------------------------- | --------------------------- | --- | --------------- | ------------------------------------------------------------------- |
|                                                                                  |                             | |                 |                                                                     |
|                                                                                  | Коннор Хеллебайк            | Вратари | Джейк Оттинджер | Судьи: Жан Эбер Гарретт Рэнк Линейные судьи: Девин Берг Беван Миллз |
|                                                                                  | Голы:                       | |                 | Судьи: Жан Эбер Гарретт Рэнк Линейные судьи: Девин Берг Беван Миллз |
| Нино Нидеррайтер — 23:30 (М. Эпплтон, Х. Флёри) Марк Шайфли — 37:35 (Г. Виларди) | 1 : 0 1 : 1 : 2 1 : 3 2 : 3 | 28:43 — Микко Рантанен (Е. Дадонов, С. Стил) 34:21 — Микко Рантанен (Т. Харли, И. Любушкин) 36:38 — Микко Рантанен (бол.) (М. Дюшен, Р. Хинц) |                 | Судьи: Жан Эбер Гарретт Рэнк Линейные судьи: Девин Берг Беван Миллз |
|                                                                                  |                             | |                 | Судьи: Жан Эбер Гарретт Рэнк Линейные судьи: Девин Берг Беван Миллз |
|                                                                                  |                             | |                 | Судьи: Жан Эбер Гарретт Рэнк Линейные судьи: Девин Берг Беван Миллз |
|                                                                                  |                             | |                 | Судьи: Жан Эбер Гарретт Рэнк Линейные судьи: Девин Берг Беван Миллз |
| 6 мин                                                                            | Штраф                       | 10 мин |                 | Судьи: Жан Эбер Гарретт Рэнк Линейные судьи: Девин Берг Беван Миллз |
|                                                                                  |                             | |                 |                                                                     |
|                                                                                  | 31                          | Броски | 24              |                                                                     |

| 9 мая 21:30 | Виннипег Джетс | 4 : 0 (2:0, 1:0, 1:0) | Даллас Старз | Канада Лайф-центр Зрителей: 15 225 |

| Отчёт | Отчёт                   | Отчёт   | Отчёт           | Отчёт                                                                      |
| --- | ----------------------- | ------- | --------------- | -------------------------------------------------------------------------- |
| |                         |         |                 |                                                                            |
| | Коннор Хеллебайк        | Вратари | Джейк Оттинджер | Судьи: Келли Сазерленд Эрик Фурлатт Линейные судьи: Девин Берг Беван Миллз |
| | Голы:                   |         |                 | Судьи: Келли Сазерленд Эрик Фурлатт Линейные судьи: Девин Берг Беван Миллз |
| Габриэль Виларди (бол.) — 03:35 (Н. Элерс, Дж. Моррисси) Николай Элерс — 07:07 (Х. Флёри, М. Шайфли) Адам Лаури — 31:02 (Д. Демело, Н. Нидеррайтер) Николай Элерс (п.в.) — 56:20 (Д. Демело) | 1 : 0 2 : 0 3 : 0 4 : 0 |         |                 | Судьи: Келли Сазерленд Эрик Фурлатт Линейные судьи: Девин Берг Беван Миллз |
| |                         |         |                 | Судьи: Келли Сазерленд Эрик Фурлатт Линейные судьи: Девин Берг Беван Миллз |
| |                         |         |                 | Судьи: Келли Сазерленд Эрик Фурлатт Линейные судьи: Девин Берг Беван Миллз |
| |                         |         |                 | Судьи: Келли Сазерленд Эрик Фурлатт Линейные судьи: Девин Берг Беван Миллз |
| 12 мин | Штраф                   | 16 мин  |                 | Судьи: Келли Сазерленд Эрик Фурлатт Линейные судьи: Девин Берг Беван Миллз |
| |                         |         |                 |                                                                            |
| | 25                      | Броски  | 21              |                                                                            |

| 11 мая 16:30 | Даллас Старз | 5 : 2 (2:1, 0:1, 3:0) | Виннипег Джетс | Американ Эйрлайнс-центр Зрителей: 18 532 |

| Отчёт | Отчёт                                     | Отчёт                                                                               | Отчёт            | Отчёт                                                                      |
| --- | ----------------------------------------- | ----------------------------------------------------------------------------------- | ---------------- | -------------------------------------------------------------------------- |
| |                                           |                                                                                     |                  |                                                                            |
| | Джейк Оттинджер                           | Вратари                                                                             | Коннор Хеллебайк | Судьи: Крис Руни Грэм Скиллитер Линейные судьи: Кил Марчисон Джесси Маркис |
| | Голы:                                     |                                                                                     |                  | Судьи: Крис Руни Грэм Скиллитер Линейные судьи: Кил Марчисон Джесси Маркис |
| Роопе Хинц (бол.) — 02:27 (М. Рантанен, Т. Харли) Томас Харли — 15:12 (М. Гранлунд, С. Стил) Алекс Петрович — 43:51 (М. Рантанен, С. Стил) Микко Рантанен — 44:40 (Р. Хинц, М. Гранлунд) Уайатт Джонстон — 54:06 (Дж. Бенн, Е. Дадонов) | 1 : 0 1 : 1 2 : 1 2 : 2 3 : 2 4 : 2 5 : 2 | 09:53 — Кайл Коннор (Г. Виларди) 30:07 — Нино Нидеррайтер (Дж. Моррисси, К. Миллер) |                  | Судьи: Крис Руни Грэм Скиллитер Линейные судьи: Кил Марчисон Джесси Маркис |
| |                                           |                                                                                     |                  | Судьи: Крис Руни Грэм Скиллитер Линейные судьи: Кил Марчисон Джесси Маркис |
| |                                           |                                                                                     |                  | Судьи: Крис Руни Грэм Скиллитер Линейные судьи: Кил Марчисон Джесси Маркис |
| |                                           |                                                                                     |                  | Судьи: Крис Руни Грэм Скиллитер Линейные судьи: Кил Марчисон Джесси Маркис |
| 8 мин | Штраф                                     | 4 мин                                                                               |                  | Судьи: Крис Руни Грэм Скиллитер Линейные судьи: Кил Марчисон Джесси Маркис |
| |                                           |                                                                                     |                  |                                                                            |
| | 26                                        | Броски                                                                              | 25               |                                                                            |

| 13 мая 20:00 | Даллас Старз | 3 : 1 (1:0, 1:1, 1:0) | Виннипег Джетс | Американ Эйрлайнс-центр Зрителей: 18 532 |

| Отчёт | Отчёт                   | Отчёт                                           | Отчёт            | Отчёт                                                                     |
| --- | ----------------------- | ----------------------------------------------- | ---------------- | ------------------------------------------------------------------------- |
| |                         |                                                 |                  |                                                                           |
| | Джейк Оттинджер         | Вратари                                         | Коннор Хеллебайк | Судьи: Франсис Шаррон Горд Дуайер Линейные судьи: Скотт Черри Трент Кнорр |
| | Голы:                   |                                                 |                  | Судьи: Франсис Шаррон Горд Дуайер Линейные судьи: Скотт Черри Трент Кнорр |
| Микаэль Гранлунд (бол.) — 08:36 (Т. Харли, Дж. Робертсон) Микаэль Гранлунд — 37:52 (М. Рантанен) Микаэль Гранлунд (бол.) — 47:23 (М. Хейсканен, М. Дюшен) | 1 : 0 1 : 1 2 : 1 3 : 1 | 21:02 — Николай Элерс (К. Коннор, Дж. Моррисси) |                  | Судьи: Франсис Шаррон Горд Дуайер Линейные судьи: Скотт Черри Трент Кнорр |
| |                         |                                                 |                  | Судьи: Франсис Шаррон Горд Дуайер Линейные судьи: Скотт Черри Трент Кнорр |
| |                         |                                                 |                  | Судьи: Франсис Шаррон Горд Дуайер Линейные судьи: Скотт Черри Трент Кнорр |
| |                         |                                                 |                  | Судьи: Франсис Шаррон Горд Дуайер Линейные судьи: Скотт Черри Трент Кнорр |
| 6 мин | Штраф                   | 8 мин                                           |                  | Судьи: Франсис Шаррон Горд Дуайер Линейные судьи: Скотт Черри Трент Кнорр |
| |                         |                                                 |                  |                                                                           |
| | 24                      | Броски                                          | 32               |                                                                           |

| 15 мая 21:30 | Виннипег Джетс | 4 : 0 (0:0, 1:0, 3:0) | Даллас Старз | Канада Лайф-центр Зрителей: 15 225 |

| Отчёт | Отчёт                   | Отчёт   | Отчёт           | Отчёт                                                                        |
| --- | ----------------------- | ------- | --------------- | ---------------------------------------------------------------------------- |
| |                         |         |                 |                                                                              |
| | Коннор Хеллебайк        | Вратари | Джейк Оттинджер | Судьи: Уэс Макколи Ти Джей Лаксмор Линейные судьи: Райан Дейзи Райан Гиббонс |
| | Голы:                   |         |                 | Судьи: Уэс Макколи Ти Джей Лаксмор Линейные судьи: Райан Дейзи Райан Гиббонс |
| Марк Шайфли — 26:17 (К. Коннор, Н. Пионк) Николай Элерс (бол.) — 42:20 (К. Коннор, М. Шайфли) Владислав Наместников (бол.) — 52:07 (А. Аяфалло, Н. Пионк) Николай Элерс (п.в.) — 59:15 (К. Перфетти) | 1 : 0 2 : 0 3 : 0 4 : 0 |         |                 | Судьи: Уэс Макколи Ти Джей Лаксмор Линейные судьи: Райан Дейзи Райан Гиббонс |
| |                         |         |                 | Судьи: Уэс Макколи Ти Джей Лаксмор Линейные судьи: Райан Дейзи Райан Гиббонс |
| |                         |         |                 | Судьи: Уэс Макколи Ти Джей Лаксмор Линейные судьи: Райан Дейзи Райан Гиббонс |
| |                         |         |                 | Судьи: Уэс Макколи Ти Джей Лаксмор Линейные судьи: Райан Дейзи Райан Гиббонс |
| 24 мин | Штраф                   | 26 мин  |                 | Судьи: Уэс Макколи Ти Джей Лаксмор Линейные судьи: Райан Дейзи Райан Гиббонс |
| |                         |         |                 |                                                                              |
| | 35                      | Броски  | 22              |                                                                              |

| 17 мая 20:00 | Даллас Старз | 2 : 1 (ОТ) (0:0, 1:1, 0:0, 1:0) | Виннипег Джетс | Американ Эйрлайнс-центр Зрителей: 18 532 |

| Отчёт                                                                                        | Отчёт           | Отчёт                                       | Отчёт            | Отчёт                                                                      |
| -------------------------------------------------------------------------------------------- | --------------- | ------------------------------------------- | ---------------- | -------------------------------------------------------------------------- |
|                                                                                              |                 |                                             |                  |                                                                            |
|                                                                                              | Джейк Оттинджер | Вратари                                     | Коннор Хеллебайк | Судьи: Дэн О’Рурк Франсуа Сенлоран Линейные судьи: Скотт Черри Трент Кнорр |
|                                                                                              | Голы:           |                                             |                  | Судьи: Дэн О’Рурк Франсуа Сенлоран Линейные судьи: Скотт Черри Трент Кнорр |
| Сэм Стил — 31:12 (Т. Харли, М. Хейсканен) Томас Харли (бол.) — 61:33 (Т. Сегин, М. Марчмент) | 0 : 1 : 1 2 : 1 | 25:28 — Марк Шайфли (К. Коннор, Г. Виларди) |                  | Судьи: Дэн О’Рурк Франсуа Сенлоран Линейные судьи: Скотт Черри Трент Кнорр |
|                                                                                              |                 |                                             |                  | Судьи: Дэн О’Рурк Франсуа Сенлоран Линейные судьи: Скотт Черри Трент Кнорр |
|                                                                                              |                 |                                             |                  | Судьи: Дэн О’Рурк Франсуа Сенлоран Линейные судьи: Скотт Черри Трент Кнорр |
|                                                                                              |                 |                                             |                  | Судьи: Дэн О’Рурк Франсуа Сенлоран Линейные судьи: Скотт Черри Трент Кнорр |
| 0 мин                                                                                        | Штраф           | 2 мин                                       |                  | Судьи: Дэн О’Рурк Франсуа Сенлоран Линейные судьи: Скотт Черри Трент Кнорр |
|                                                                                              |                 |                                             |                  |                                                                            |
|                                                                                              | 20              | Броски                                      | 23               |                                                                            |

#### «Вегас Голден Найтс» (Т1) — «Эдмонтон Ойлерз» (Т3)
Вторая встреча этих двух клубов в плей-офф. В последний раз они встречались между собой во втором раунде плей-офф 2023 года, где победу в шести матчах одержали «Вегас Голден Найтс». В регулярном чемпионате 2024/25 обе команды одержали по две победы.
«Ойлерз» выиграли серию со счётом 4-1. Самыми результативными игроками серии стали капитан «Эдмонтон Ойлерз» Коннор Макдэвид и нападающий Леон Драйзайтль, которые в пяти матчах набрали по 6 очков.
| 6 мая 21:30 | Вегас Голден Найтс | 2 : 4 (2:1, 0:0, 0:3) | Эдмонтон Ойлерз | Ти-Мобайл Арена Зрителей: 18 111 |

| Отчёт                                                                             | Отчёт                             | Отчёт | Отчёт         | Отчёт                                                                           |
| --------------------------------------------------------------------------------- | --------------------------------- | --- | ------------- | ------------------------------------------------------------------------------- |
|                                                                                   |                                   | |               |                                                                                 |
|                                                                                   | Эдин Хилл                         | Вратари | Кэлвин Пикард | Судьи: Эрик Фурлатт Келли Сазерленд Линейные судьи: Джонни Мюррей Джеймс Тобиас |
|                                                                                   | Голы:                             | |               | Судьи: Эрик Фурлатт Келли Сазерленд Линейные судьи: Джонни Мюррей Джеймс Тобиас |
| Марк Стоун (бол.) — 02:13 (В. Карлссон, Ш. Теодор) Марк Стоун — 09:03 (Дж. Айкел) | 1 : 0 2 : 0 2 : 1 2 : 2 : 3 2 : 4 | 16:26 — Кори Перри (К. Макдэвид, Л. Драйзайтль) 40:57 — Леон Драйзайтль (Э. Бушар, К. Макдэвид) 56:58 — Зак Хайман (Э. Кейн, Р. Нюджент-Хопкинс) 58:14 — Коннор Браун (Э. Бушар) |               | Судьи: Эрик Фурлатт Келли Сазерленд Линейные судьи: Джонни Мюррей Джеймс Тобиас |
|                                                                                   |                                   | |               | Судьи: Эрик Фурлатт Келли Сазерленд Линейные судьи: Джонни Мюррей Джеймс Тобиас |
|                                                                                   |                                   | |               | Судьи: Эрик Фурлатт Келли Сазерленд Линейные судьи: Джонни Мюррей Джеймс Тобиас |
|                                                                                   |                                   | |               | Судьи: Эрик Фурлатт Келли Сазерленд Линейные судьи: Джонни Мюррей Джеймс Тобиас |
| 4 мин                                                                             | Штраф                             | 6 мин |               | Судьи: Эрик Фурлатт Келли Сазерленд Линейные судьи: Джонни Мюррей Джеймс Тобиас |
|                                                                                   |                                   | |               |                                                                                 |
|                                                                                   | 17                                | Броски | 28            |                                                                                 |

| 8 мая 21:30 | Вегас Голден Найтс | 4 : 5 (ОТ) (1:0, 1:3, 2:1, 0:1) | Эдмонтон Ойлерз | Ти-Мобайл Арена Зрителей: 18 415 |

| Отчёт | Отчёт                                               | Отчёт | Отчёт         | Отчёт                                                                        |
| --- | --------------------------------------------------- | --- | ------------- | ---------------------------------------------------------------------------- |
| |                                                     | |               |                                                                              |
| | Эдин Хилл                                           | Вратари | Кэлвин Пикард | Судьи: Горд Дуайер Франсис Шаррон Линейные судьи: Кил Марчисон Джесси Маркис |
| | Голы:                                               | |               | Судьи: Горд Дуайер Франсис Шаррон Линейные судьи: Кил Марчисон Джесси Маркис |
| Виктор Улофссон (бол.) — 08:42 (М. Стоун, Дж. Айкел) Вильям Карлссон — 38:10 (Дж. Айкел, А. Пьетранджело) Виктор Улофссон (бол.) — 44:32 (Дж. Айкел, М. Стоун) Алекс Пьетранджело — 51:58 (Н. Ханифин, В. Улофссон) | 1 : 0 1 : 1 : 2 1 : 3 2 : 3 2 : 4 3 : 4 4 : 4 4 : 5 | 31:31 — Джейк Уолман (В. Подколзин, В. Арвидссон) 35:18 — Василий Подколзин (В. Арвидссон, Й. Клингберг) 37:17 — Дарнелл Нёрс (Р. Нюджент-Хопкинс) 41:52 — Эвандер Кейн (З. Хайман, Р. Нюджент-Хопкинс) 75:20 — Леон Драйзайтль (К. Макдэвид, К. Перри) |               | Судьи: Горд Дуайер Франсис Шаррон Линейные судьи: Кил Марчисон Джесси Маркис |
| |                                                     | |               | Судьи: Горд Дуайер Франсис Шаррон Линейные судьи: Кил Марчисон Джесси Маркис |
| |                                                     | |               | Судьи: Горд Дуайер Франсис Шаррон Линейные судьи: Кил Марчисон Джесси Маркис |
| |                                                     | |               | Судьи: Горд Дуайер Франсис Шаррон Линейные судьи: Кил Марчисон Джесси Маркис |
| 21 мин | Штраф                                               | 10 мин |               | Судьи: Горд Дуайер Франсис Шаррон Линейные судьи: Кил Марчисон Джесси Маркис |
| |                                                     | |               |                                                                              |
| | 32                                                  | Броски | 37            |                                                                              |

| 10 мая 21:00 | Эдмонтон Ойлерз | 3 : 4 (2:2, 0:1, 1:1) | Вегас Голден Найтс | Роджерс Плэйс Зрителей: 18 347 |

| Отчёт | Отчёт                                 | Отчёт | Отчёт     | Отчёт                                                                   |
| --- | ------------------------------------- | --- | --------- | ----------------------------------------------------------------------- |
| |                                       | |           |                                                                         |
| | Стюарт Скиннер                        | Вратари | Эдин Хилл | Судьи: Жан Эбер Гарретт Рэнк Линейные судьи: Мэтт Макферсон Беван Миллз |
| | Голы:                                 | |           | Судьи: Жан Эбер Гарретт Рэнк Линейные судьи: Мэтт Макферсон Беван Миллз |
| Кори Перри — 07:19 (К. Макдэвид, Л. Драйзайтль) Кори Перри (бол.) — 11:12 (Э. Бушар, Р. Нюджент-Хопкинс) Коннор Макдэвид — 56:58 (Э. Бушар, Л. Драйзайтль) | 1 : 0 2 : 0 2 : 1 2 : 2 : 3 : 3 3 : 4 | 15:17 — Николя Руа (Н. Хейг, К. Колесар) 16:11 — Райлли Смит (Дж. Айкел, З. Уайтклауд) 37:05 — Вильям Карлссон (Н. Ханифин, А. Пьетранджело) 59:59 — Райлли Смит (В. Карлссон, Б. Макнэбб) |           | Судьи: Жан Эбер Гарретт Рэнк Линейные судьи: Мэтт Макферсон Беван Миллз |
| |                                       | |           | Судьи: Жан Эбер Гарретт Рэнк Линейные судьи: Мэтт Макферсон Беван Миллз |
| |                                       | |           | Судьи: Жан Эбер Гарретт Рэнк Линейные судьи: Мэтт Макферсон Беван Миллз |
| |                                       | |           | Судьи: Жан Эбер Гарретт Рэнк Линейные судьи: Мэтт Макферсон Беван Миллз |
| 4 мин | Штраф                                 | 4 мин |           | Судьи: Жан Эбер Гарретт Рэнк Линейные судьи: Мэтт Макферсон Беван Миллз |
| |                                       | |           |                                                                         |
| | 20                                    | Броски | 24        |                                                                         |

| 12 мая 21:30 | Эдмонтон Ойлерз | 3 : 0 (2:0, 1:0, 0:0) | Вегас Голден Найтс | Роджерс Плэйс Зрителей: 18 347 |

| Отчёт | Отчёт             | Отчёт   | Отчёт     | Отчёт                                                                        |
| --- | ----------------- | ------- | --------- | ---------------------------------------------------------------------------- |
| |                   |         |           |                                                                              |
| | Стюарт Скиннер    | Вратари | Эдин Хилл | Судьи: Уэс Макколи Ти Джей Лаксмор Линейные судьи: Мэтт Макферсон Девин Берг |
| | Голы:             |         |           | Судьи: Уэс Макколи Ти Джей Лаксмор Линейные судьи: Мэтт Макферсон Девин Берг |
| Адам Хенрик — 01:27 (К. Браун) Адам Хенрик — 13:03 (З. Хайман, Э. Кейн) Эвандер Кейн — 27:38 (К. Макдэвид, Э. Бушар) | 1 : 0 2 : 0 3 : 0 |         |           | Судьи: Уэс Макколи Ти Джей Лаксмор Линейные судьи: Мэтт Макферсон Девин Берг |
| |                   |         |           | Судьи: Уэс Макколи Ти Джей Лаксмор Линейные судьи: Мэтт Макферсон Девин Берг |
| |                   |         |           | Судьи: Уэс Макколи Ти Джей Лаксмор Линейные судьи: Мэтт Макферсон Девин Берг |
| |                   |         |           | Судьи: Уэс Макколи Ти Джей Лаксмор Линейные судьи: Мэтт Макферсон Девин Берг |
| 13 мин | Штраф             | 11 мин  |           | Судьи: Уэс Макколи Ти Джей Лаксмор Линейные судьи: Мэтт Макферсон Девин Берг |
| |                   |         |           |                                                                              |
| | 32                | Броски  | 23        |                                                                              |

| 14 мая 21:30 | Вегас Голден Найтс | 0 : 1 (ОТ) (0:0, 0:0, 0:0, 0:1) | Эдмонтон Ойлерз | Ти-Мобайл Арена Зрителей: 18 288 |

| Отчёт | Отчёт     | Отчёт                                            | Отчёт          | Отчёт                                                                     |
| ----- | --------- | ------------------------------------------------ | -------------- | ------------------------------------------------------------------------- |
|       |           |                                                  |                |                                                                           |
|       | Эдин Хилл | Вратари                                          | Стюарт Скиннер | Судьи: Дэн О’Рурк Франсуа Сенлоран Линейные судьи: Девин Берг Беван Миллз |
|       | Голы:     |                                                  |                | Судьи: Дэн О’Рурк Франсуа Сенлоран Линейные судьи: Девин Берг Беван Миллз |
|       | 0 : 1     | 67:19 — Каспери Капанен (Л. Драйзайтль, Д. Нёрс) |                | Судьи: Дэн О’Рурк Франсуа Сенлоран Линейные судьи: Девин Берг Беван Миллз |
|       |           |                                                  |                | Судьи: Дэн О’Рурк Франсуа Сенлоран Линейные судьи: Девин Берг Беван Миллз |
|       |           |                                                  |                | Судьи: Дэн О’Рурк Франсуа Сенлоран Линейные судьи: Девин Берг Беван Миллз |
|       |           |                                                  |                | Судьи: Дэн О’Рурк Франсуа Сенлоран Линейные судьи: Девин Берг Беван Миллз |
| 4 мин | Штраф     | 2 мин                                            |                | Судьи: Дэн О’Рурк Франсуа Сенлоран Линейные судьи: Девин Берг Беван Миллз |
|       |           |                                                  |                |                                                                           |
|       | 24        | Броски                                           | 32             |                                                                           |

## Финалы конференций

### Финал Восточной конференции

#### «Каролина Харрикейнз» (С2) — «Флорида Пантерз» (А3)
Вторая встреча этих двух клубов в плей-офф. Последний раз они встречались между собой в финале Восточной конференции 2023 года, где «сухую» победу в четырёх матчах одержала «Флорида Пантерз». В регулярном чемпионате 2024/25 «Флорида» одержала над «Каролиной» две победы в трёх матчах. Для «Каролины» этот финал конференции является пятым в истории клуба, а для «Флориды» четвёртым и третьим подряд.
«Пантерз» выиграли серию со счётом 4-1, тем самым они второй год подряд вышли в финал Кубка Стэнли и третий год подряд стали победителями Восточной конференции. В составе «Флориды» сразу четыре игрока отметились семью набранными очками в пяти матчах серии - это нападающие Сэм Беннетт, Мэттью Ткачук, Эван Родригес и капитан команды Александр Барков.
| 20 мая 20:00 | Каролина Харрикейнз | 2 : 5 (1:2, 0:1, 1:2) | Флорида Пантерз | Леново Центр Зрителей: 18 944 |

| Отчёт | Отчёт                                     | Отчёт | Отчёт             | Отчёт                                                                            |
| --- | ----------------------------------------- | --- | ----------------- | -------------------------------------------------------------------------------- |
| |                                           | |                   |                                                                                  |
| | Фредерик Андерсен                         | Вратари | Сергей Бобровский | Судьи: Эрик Фурлатт Келли Сазерленд Линейные судьи: Джонни Мюррей Мэтт Макферсон |
| | Голы:                                     | |                   | Судьи: Эрик Фурлатт Келли Сазерленд Линейные судьи: Джонни Мюррей Мэтт Макферсон |
| Себастьян Ахо — 19:44 (С. Джарвис, А. Свечников) Джексон Блейк (бол.) — 56:19 (С. Джарвис, Ш. Гостисбеер) | 0 : 1 0 : 2 1 : 2 1 : 3 1 : 4 1 : 5 2 : 5 | 08:30 — Картер Верхеги (бол.) (А. Барков, М. Ткачук) 12:29 — Аарон Экблад (Э. Родригес) 23:33 — Эй Джей Грир (Н. Миккола, Т. Носек) 46:08 — Сэм Беннетт (бол.) (Э. Родригес, К. Верхеги) 54:55 — Ээту Луостаринен (Т. Носек, Г. Форслинг) |                   | Судьи: Эрик Фурлатт Келли Сазерленд Линейные судьи: Джонни Мюррей Мэтт Макферсон |
| |                                           | |                   | Судьи: Эрик Фурлатт Келли Сазерленд Линейные судьи: Джонни Мюррей Мэтт Макферсон |
| |                                           | |                   | Судьи: Эрик Фурлатт Келли Сазерленд Линейные судьи: Джонни Мюррей Мэтт Макферсон |
| |                                           | |                   | Судьи: Эрик Фурлатт Келли Сазерленд Линейные судьи: Джонни Мюррей Мэтт Макферсон |
| 8 мин | Штраф                                     | 22 мин |                   | Судьи: Эрик Фурлатт Келли Сазерленд Линейные судьи: Джонни Мюррей Мэтт Макферсон |
| |                                           | |                   |                                                                                  |
| | 33                                        | Броски | 20                |                                                                                  |

| 22 мая 20:00 | Каролина Харрикейнз | 0 : 5 (0:3, 0:1, 0:1) | Флорида Пантерз | Леново Центр Зрителей: 18 971 |

| Отчёт | Отчёт                                                       | Отчёт | Отчёт             | Отчёт                                                                    |
| ----- | ----------------------------------------------------------- | --- | ----------------- | ------------------------------------------------------------------------ |
|       |                                                             | |                   |                                                                          |
|       | Фредерик Андерсен — 00:00-40:00 Пётр Кочетков — 40:00-60:00 | Вратари | Сергей Бобровский | Судьи: Эрик Фурлатт Дэн О’Рурк Линейные судьи: Райан Дейзи Райан Гиббонс |
|       | Голы:                                                       | |                   | Судьи: Эрик Фурлатт Дэн О’Рурк Линейные судьи: Райан Дейзи Райан Гиббонс |
|       | 0 : 1 0 : 2 0 : 3 0 : 4 0 : 5                               | 01:17 — Густав Форслинг (М. Ткачук, С. Беннетт) 11:41 — Мэттью Ткачук (К. Верхеги, Н. Миккола) 15:50 — Сэм Беннетт (бол.) (К. Верхеги, Э. Родригес) 39:21 — Сэм Беннетт (К. Верхеги, А. Экблад) 53:49 — Александр Барков (бол.) (А. Экблад, Э. Родригес) |                   | Судьи: Эрик Фурлатт Дэн О’Рурк Линейные судьи: Райан Дейзи Райан Гиббонс |
|       |                                                             | |                   | Судьи: Эрик Фурлатт Дэн О’Рурк Линейные судьи: Райан Дейзи Райан Гиббонс |
|       |                                                             | |                   | Судьи: Эрик Фурлатт Дэн О’Рурк Линейные судьи: Райан Дейзи Райан Гиббонс |
|       |                                                             | |                   | Судьи: Эрик Фурлатт Дэн О’Рурк Линейные судьи: Райан Дейзи Райан Гиббонс |
| 4 мин | Штраф                                                       | 6 мин |                   | Судьи: Эрик Фурлатт Дэн О’Рурк Линейные судьи: Райан Дейзи Райан Гиббонс |
|       |                                                             | |                   |                                                                          |
|       | 17                                                          | Броски | 21                |                                                                          |

| 24 мая 20:00 | Флорида Пантерз | 6 : 2 (1:0, 0:1, 5:1) | Каролина Харрикейнз | Эмерант Банк-арена Зрителей: 19 836 |

| Отчёт | Отчёт                                           | Отчёт | Отчёт         | Отчёт                                                                     |
| --- | ----------------------------------------------- | --- | ------------- | ------------------------------------------------------------------------- |
| |                                                 | |               |                                                                           |
| | Сергей Бобровский                               | Вратари | Пётр Кочетков | Судьи: Уэс Макколи Франсис Шаррон Линейные судьи: Скотт Черри Трент Кнорр |
| | Голы:                                           | |               | Судьи: Уэс Макколи Франсис Шаррон Линейные судьи: Скотт Черри Трент Кнорр |
| Нико Миккола — 12:07 (Э. Родригес, А. Барков) Йеспер Боквист — 41:29 (Э. Родригес, А. Экблад) Нико Миккола — 46:26 (С. Беннетт, М. Ткачук) Александр Барков — 46:55 (М. Ткачук) Александр Барков — 49:31 (Й. Боквист) Брэд Маршан — 50:37 (А. Лунделль, Й. Боквист) | 1 : 0 1 : 1 2 : 1 3 : 1 4 : 1 5 : 1 6 : 1 6 : 2 | 34:51 — Логан Стэнковен (бол.) (Б. Бёрнс, Й. Котканиеми) 51:01 — Сет Джарвис (бол.) (Л. Стэнковен, С. Ахо) |               | Судьи: Уэс Макколи Франсис Шаррон Линейные судьи: Скотт Черри Трент Кнорр |
| |                                                 | |               | Судьи: Уэс Макколи Франсис Шаррон Линейные судьи: Скотт Черри Трент Кнорр |
| |                                                 | |               | Судьи: Уэс Макколи Франсис Шаррон Линейные судьи: Скотт Черри Трент Кнорр |
| |                                                 | |               | Судьи: Уэс Макколи Франсис Шаррон Линейные судьи: Скотт Черри Трент Кнорр |
| 45 мин | Штраф                                           | 22 мин |               | Судьи: Уэс Макколи Франсис Шаррон Линейные судьи: Скотт Черри Трент Кнорр |
| |                                                 | |               |                                                                           |
| | 28                                              | Броски | 25            |                                                                           |

| 26 мая 20:00 | Флорида Пантерз | 0 : 3 (0:0, 0:1, 0:2) | Каролина Харрикейнз | Эмерант Банк-арена Зрителей: 19 897 |

| Отчёт  | Отчёт             | Отчёт | Отчёт             | Отчёт                                                               |
| ------ | ----------------- | --- | ----------------- | ------------------------------------------------------------------- |
|        |                   | |                   |                                                                     |
|        | Сергей Бобровский | Вратари | Фредерик Андерсен | Судьи: Гарретт Рэнк Жан Эбер Линейные судьи: Девин Берг Беван Миллз |
|        | Голы:             | |                   | Судьи: Гарретт Рэнк Жан Эбер Линейные судьи: Девин Берг Беван Миллз |
|        | 0 : 1 0 : 2 0 : 3 | 30:45 — Логан Стэнковен (А. Никишин) 57:49 — Себастьян Ахо (п.в.) (А. Свечников, С. Джарвис) 58:15 — Джордан Стаал (п.в.) (Б. Бёрнс) |                   | Судьи: Гарретт Рэнк Жан Эбер Линейные судьи: Девин Берг Беван Миллз |
|        |                   | |                   | Судьи: Гарретт Рэнк Жан Эбер Линейные судьи: Девин Берг Беван Миллз |
|        |                   | |                   | Судьи: Гарретт Рэнк Жан Эбер Линейные судьи: Девин Берг Беван Миллз |
|        |                   | |                   | Судьи: Гарретт Рэнк Жан Эбер Линейные судьи: Девин Берг Беван Миллз |
| 20 мин | Штраф             | 12 мин |                   | Судьи: Гарретт Рэнк Жан Эбер Линейные судьи: Девин Берг Беван Миллз |
|        |                   | |                   |                                                                     |
|        | 20                | Броски | 28                |                                                                     |

| 28 мая 20:00 | Каролина Харрикейнз | 3 : 5 (2:0, 0:3, 1:2) | Флорида Пантерз | Леново Центр Зрителей: 18 994 |

| Отчёт | Отчёт                                       | Отчёт | Отчёт             | Отчёт                                                                   |
| --- | ------------------------------------------- | --- | ----------------- | ----------------------------------------------------------------------- |
| |                                             | |                   |                                                                         |
| | Фредерик Андерсен                           | Вратари | Сергей Бобровский | Судьи: Жан Эбер Келли Сазерленд Линейные судьи: Скотт Черри Трент Кнорр |
| | Голы:                                       | |                   | Судьи: Жан Эбер Келли Сазерленд Линейные судьи: Скотт Черри Трент Кнорр |
| Себастьян Ахо — 04:39 Себастьян Ахо — 18:54 (С. Джарвис) Сет Джарвис — 48:30 (А. Свечников, Ш. Гостисбеер) | 1 : 0 2 : 0 2 : 1 2 : 2 : 3 : 3 3 : 4 3 : 5 | 27:23 — Мэттью Ткачук (бол.) (А. Экблад, С. Джонс) 27:53 — Эван Родригес (С. Беннетт, М. Ткачук) 31:59 — Антон Лунделль (Б. Маршан) 52:21 — Картер Верхеги (А. Барков, С. Райнхарт) 59:06 — Сэм Беннетт (п.в.) (А. Барков, С. Райнхарт) |                   | Судьи: Жан Эбер Келли Сазерленд Линейные судьи: Скотт Черри Трент Кнорр |
| |                                             | |                   | Судьи: Жан Эбер Келли Сазерленд Линейные судьи: Скотт Черри Трент Кнорр |
| |                                             | |                   | Судьи: Жан Эбер Келли Сазерленд Линейные судьи: Скотт Черри Трент Кнорр |
| |                                             | |                   | Судьи: Жан Эбер Келли Сазерленд Линейные судьи: Скотт Черри Трент Кнорр |
| 10 мин | Штраф                                       | 14 мин |                   | Судьи: Жан Эбер Келли Сазерленд Линейные судьи: Скотт Черри Трент Кнорр |
| |                                             | |                   |                                                                         |
| | 23                                          | Броски | 22                |                                                                         |

### Финал Западной конференции

#### «Даллас Старз» (Ц2) — «Эдмонтон Ойлерз» (Т3)
Десятая встреча этих двух клубов в плей-офф и вторая подряд в финале конференции. В предыдущих девяти встречах «Старз» одержали шесть побед, последний раз они встречались между собой в финале Западной конференции прошлого года, где победу в шести матчах одержали «Эдмонтон Ойлерз». В регулярном чемпионате 2024/25 команды провели между собой три матча и в двух из них победу одержали «Старз». Для «Далласа» этот финал конференции является десятым в истории клуба и третьим подряд, а для «Эдмонтона» двенадцатым и вторым подряд.
«Ойлерз» выиграли серию со счётом 4-1, тем самым они второй год подряд стали победителями Восточной конференции и вышли в финал Кубка Стэнли. В составе «Эдмонтона» сразу три игрока отметились девятью набранными очками в пяти матчах серии - это нападающие Леон Драйзайтль, Райан Нюджент-Хопкинс и капитан команды Коннор Макдэвид.
| 21 мая 20:00 | Даллас Старз | 6 : 3 (1:1, 0:2, 5:0) | Эдмонтон Ойлерз | Американ Эйрлайнс-центр Зрителей: 18 532 |

| Отчёт | Отчёт                                               | Отчёт | Отчёт          | Отчёт                                                                     |
| --- | --------------------------------------------------- | --- | -------------- | ------------------------------------------------------------------------- |
| |                                                     | |                |                                                                           |
| | Джейк Оттинджер                                     | Вратари | Стюарт Скиннер | Судьи: Франсис Шаррон Уэс Макколи Линейные судьи: Скотт Черри Трент Кнорр |
| | Голы:                                               | |                | Судьи: Франсис Шаррон Уэс Макколи Линейные судьи: Скотт Черри Трент Кнорр |
| Тайлер Сегин — 15:22 Миро Хейсканен (бол.) — 40:32 (М. Гранлунд, М. Марчмент) Микаэль Гранлунд (бол.) — 43:49 (М. Хейсканен, Т. Сегин) Мэтт Дюшен (бол.) — 45:58 (Р. Хинц, М. Рантанен) Тайлер Сегин — 56:02 (С. Стил, Дж. Робертсон) Эса Линделль (п.в.) — 56:45 | 0 : 1 : 1 1 : 2 1 : 3 2 : 3 3 : 3 4 : 3 5 : 3 6 : 3 | 10:19 — Леон Драйзайтль (Д. Нёрс, К. Макдэвид) 26:08 — Райан Нюджент-Хопкинс (бол.) (К. Макдэвид, Л. Драйзайтль) 27:48 — Эван Бушар (Р. Нюджент-Хопкинс, Л. Драйзайтль) |                | Судьи: Франсис Шаррон Уэс Макколи Линейные судьи: Скотт Черри Трент Кнорр |
| |                                                     | |                | Судьи: Франсис Шаррон Уэс Макколи Линейные судьи: Скотт Черри Трент Кнорр |
| |                                                     | |                | Судьи: Франсис Шаррон Уэс Макколи Линейные судьи: Скотт Черри Трент Кнорр |
| |                                                     | |                | Судьи: Франсис Шаррон Уэс Макколи Линейные судьи: Скотт Черри Трент Кнорр |
| 12 мин | Штраф                                               | 14 мин |                | Судьи: Франсис Шаррон Уэс Макколи Линейные судьи: Скотт Черри Трент Кнорр |
| |                                                     | |                |                                                                           |
| | 28                                                  | Броски | 27             |                                                                           |

| 23 мая 20:00 | Даллас Старз | 0 : 3 (0:1, 0:2, 0:0) | Эдмонтон Ойлерз | Американ Эйрлайнс-центр Зрителей: 18 532 |

| Отчёт  | Отчёт             | Отчёт | Отчёт          | Отчёт                                                               |
| ------ | ----------------- | --- | -------------- | ------------------------------------------------------------------- |
|        |                   | |                |                                                                     |
|        | Джейк Оттинджер   | Вратари | Стюарт Скиннер | Судьи: Гарретт Рэнк Жан Эбер Линейные судьи: Девин Берг Беван Миллз |
|        | Голы:             | |                | Судьи: Гарретт Рэнк Жан Эбер Линейные судьи: Девин Берг Беван Миллз |
|        | 0 : 1 0 : 2 0 : 3 | 05:51 — Райан Нюджент-Хопкинс (бол.) (Э. Бушар, Л. Драйзайтль) 35:23 — Бретт Кулак (К. Макдэвид, Э. Бушар) 36:36 — Коннор Браун (Р. Нюджент-Хопкинс, Дж. Уолман) |                | Судьи: Гарретт Рэнк Жан Эбер Линейные судьи: Девин Берг Беван Миллз |
|        |                   | |                | Судьи: Гарретт Рэнк Жан Эбер Линейные судьи: Девин Берг Беван Миллз |
|        |                   | |                | Судьи: Гарретт Рэнк Жан Эбер Линейные судьи: Девин Берг Беван Миллз |
|        |                   | |                | Судьи: Гарретт Рэнк Жан Эбер Линейные судьи: Девин Берг Беван Миллз |
| 12 мин | Штраф             | 6 мин |                | Судьи: Гарретт Рэнк Жан Эбер Линейные судьи: Девин Берг Беван Миллз |
|        |                   | |                |                                                                     |
|        | 25                | Броски | 25             |                                                                     |

| 25 мая 15:00 | Эдмонтон Ойлерз | 6 : 1 (2:0, 1:1, 3:0) | Даллас Старз | Роджерс Плэйс Зрителей: 18 347 |

| Отчёт | Отчёт                                     | Отчёт                                               | Отчёт           | Отчёт                                                                            |
| --- | ----------------------------------------- | --------------------------------------------------- | --------------- | -------------------------------------------------------------------------------- |
| |                                           |                                                     |                 |                                                                                  |
| | Стюарт Скиннер                            | Вратари                                             | Джейк Оттинджер | Судьи: Эрик Фурлатт Келли Сазерленд Линейные судьи: Джонни Мюррей Мэтт Макферсон |
| | Голы:                                     |                                                     |                 | Судьи: Эрик Фурлатт Келли Сазерленд Линейные судьи: Джонни Мюррей Мэтт Макферсон |
| Эван Бушар — 14:02 (Р. Нюджент-Хопкинс, Б. Кулак) Коннор Макдэвид — 14:38 (Р. Нюджент-Хопкинс, З. Хайман) Коннор Макдэвид — 39:41 (Э. Бушар) Зак Хайман — 43:25 (Р. Нюджент-Хопкинс, Э. Кейн) Зак Хайман — 52:06 (Э. Кейн) Йон Клингберг (бол.) — 57:40 (Л. Драйзайтль, Э. Кейн) | 1 : 0 2 : 0 2 : 1 3 : 1 4 : 1 5 : 1 6 : 1 | 35:35 — Джейсон Робертсон (Л. Биксель, М. Рантанен) |                 | Судьи: Эрик Фурлатт Келли Сазерленд Линейные судьи: Джонни Мюррей Мэтт Макферсон |
| |                                           |                                                     |                 | Судьи: Эрик Фурлатт Келли Сазерленд Линейные судьи: Джонни Мюррей Мэтт Макферсон |
| |                                           |                                                     |                 | Судьи: Эрик Фурлатт Келли Сазерленд Линейные судьи: Джонни Мюррей Мэтт Макферсон |
| |                                           |                                                     |                 | Судьи: Эрик Фурлатт Келли Сазерленд Линейные судьи: Джонни Мюррей Мэтт Макферсон |
| 6 мин | Штраф                                     | 8 мин                                               |                 | Судьи: Эрик Фурлатт Келли Сазерленд Линейные судьи: Джонни Мюррей Мэтт Макферсон |
| |                                           |                                                     |                 |                                                                                  |
| | 24                                        | Броски                                              | 34              |                                                                                  |

| 27 мая 20:00 | Эдмонтон Ойлерз | 4 : 1 (1:0, 1:1, 2:0) | Даллас Старз | Роджерс Плэйс Зрителей: 18 347 |

| Отчёт | Отчёт                         | Отчёт                                                    | Отчёт           | Отчёт                                                                 |
| --- | ----------------------------- | -------------------------------------------------------- | --------------- | --------------------------------------------------------------------- |
| |                               |                                                          |                 |                                                                       |
| | Стюарт Скиннер                | Вратари                                                  | Джейк Оттинджер | Судьи: Дэн О’Рурк Крис Руни Линейные судьи: Райан Дейзи Райан Гиббонс |
| | Голы:                         |                                                          |                 | Судьи: Дэн О’Рурк Крис Руни Линейные судьи: Райан Дейзи Райан Гиббонс |
| Леон Драйзайтль (бол.) — 11:23 (Р. Нюджент-Хопкинс, К. Перри) Кори Перри (бол.) — 29:20 (Р. Нюджент-Хопкинс, К. Макдэвид) Каспери Капанен (п.в.) — 57:33 (Б. Кулак, Л. Драйзайтль) Адам Хенрик (п.в.) — 59:10 | 1 : 0 1 : 1 2 : 1 3 : 1 4 : 1 | 26:57 — Джейсон Робертсон (бол.) (Т. Харли, М. Гранлунд) |                 | Судьи: Дэн О’Рурк Крис Руни Линейные судьи: Райан Дейзи Райан Гиббонс |
| |                               |                                                          |                 | Судьи: Дэн О’Рурк Крис Руни Линейные судьи: Райан Дейзи Райан Гиббонс |
| |                               |                                                          |                 | Судьи: Дэн О’Рурк Крис Руни Линейные судьи: Райан Дейзи Райан Гиббонс |
| |                               |                                                          |                 | Судьи: Дэн О’Рурк Крис Руни Линейные судьи: Райан Дейзи Райан Гиббонс |
| 8 мин | Штраф                         | 6 мин                                                    |                 | Судьи: Дэн О’Рурк Крис Руни Линейные судьи: Райан Дейзи Райан Гиббонс |
| |                               |                                                          |                 |                                                                       |
| | 33                            | Броски                                                   | 29              |                                                                       |

| 29 мая 20:00 | Даллас Старз | 3 : 6 (1:3, 1:1, 1:2) | Эдмонтон Ойлерз | Американ Эйрлайнс-центр Зрителей: 18 532 |

| Отчёт | Отчёт                                                    | Отчёт | Отчёт          | Отчёт                                                                  |
| --- | -------------------------------------------------------- | --- | -------------- | ---------------------------------------------------------------------- |
| |                                                          | |                |                                                                        |
| | Джейк Оттинджер — 00:00-07:09 Кейси Десмит — 07:09-60:00 | Вратари | Стюарт Скиннер | Судьи: Уэс Макколи Крис Руни Линейные судьи: Райан Дейзи Райан Гиббонс |
| | Голы:                                                    | |                | Судьи: Уэс Макколи Крис Руни Линейные судьи: Райан Дейзи Райан Гиббонс |
| Джейсон Робертсон — 11:40 (У. Джонстон) Роопе Хинц (бол.) — 32:27 (У. Джонстон, Т. Харли) Джейсон Робертсон — 40:38 (М. Рантанен, Т. Харли) | 0 : 1 0 : 2 0 : 3 1 : 3 2 : 3 2 : 4 3 : 4 3 : 5 3 : 6    | 02:31 — Кори Перри (бол.) (К. Макдэвид, Л. Драйзайтль) 07:09 — Маттиас Янмарк (В. Арвидссон, Дж. Уолман) 08:07 — Джефф Скиннер (А. Хенрик, Т. Фредерик) 34:28 — Коннор Макдэвид (М. Экхольм) 43:21 — Эвандер Кейн (Л. Драйзайтль, Дж. Уолман) 59:49 — Каспери Капанен (п.в.) |                | Судьи: Уэс Макколи Крис Руни Линейные судьи: Райан Дейзи Райан Гиббонс |
| |                                                          | |                | Судьи: Уэс Макколи Крис Руни Линейные судьи: Райан Дейзи Райан Гиббонс |
| |                                                          | |                | Судьи: Уэс Макколи Крис Руни Линейные судьи: Райан Дейзи Райан Гиббонс |
| |                                                          | |                | Судьи: Уэс Макколи Крис Руни Линейные судьи: Райан Дейзи Райан Гиббонс |
| 4 мин | Штраф                                                    | 4 мин |                | Судьи: Уэс Макколи Крис Руни Линейные судьи: Райан Дейзи Райан Гиббонс |
| |                                                          | |                |                                                                        |
| | 17                                                       | Броски | 23             |                                                                        |

## Финал Кубка Стэнли

#### «Эдмонтон Ойлерз» (Т3) — «Флорида Пантерз» (А3)
Вторая встреча «Флориды» и «Эдмонтона» в плей-офф. Этот финал является повторением прошлогодней серии, тогда «Пантерз» одержали победу над «Ойлерз» в семи матчах. Это будет четвёртый в истории финал для «Флориды» и третий подряд. Для «Ойлерз» же это будет девятый финал в истории и второй подряд. В регулярном чемпионате 2024/25 клубы провели между собой два матча, в обеих встречах победу одержали «Пантерз».
«Пантерз» выиграли финальную серию со счётом 4-2 и второй раз подряд стали обладателями Кубка Стэнли. Самым результативным игроком серии стал нападающий «Флориды Пантерз» Сэм Райнхарт, который в шести матчах набрал 10 (7+3) очков.
| 4 июня 20:00 | Эдмонтон Ойлерз | 4 : 3 (ОТ) (1:2, 1:1, 1:0, 1:0) | Флорида Пантерз | Роджерс Плэйс Зрителей: 18 347 |

| Отчёт | Отчёт                                   | Отчёт | Отчёт             | Отчёт                                                                     |
| --- | --------------------------------------- | --- | ----------------- | ------------------------------------------------------------------------- |
| |                                         | |                   |                                                                           |
| | Стюарт Скиннер                          | Вратари | Сергей Бобровский | Судьи: Франсис Шаррон Уэс Макколи Линейные судьи: Скотт Черри Трент Кнорр |
| | Голы:                                   | |                   | Судьи: Франсис Шаррон Уэс Макколи Линейные судьи: Скотт Черри Трент Кнорр |
| Леон Драйзайтль — 01:06 (К. Капанен, Дж. Уолман) Виктор Арвидссон — 23:17 (В. Подколзин, Э. Бушар) Маттиас Экхольм — 46:33 (К. Макдэвид, К. Капанен) Леон Драйзайтль (бол.) — 79:29 (К. Макдэвид, К. Перри) | 1 : 0 1 : 1 : 2 1 : 3 2 : 3 3 : 3 4 : 3 | 10:49 — Сэм Беннетт (К. Верхеги, М. Ткачук) 12:30 — Брэд Маршан (бол.) (Н. Шмидт, Э. Родригес) 22:00 — Сэм Беннетт (Н. Шмидт, К. Верхеги) |                   | Судьи: Франсис Шаррон Уэс Макколи Линейные судьи: Скотт Черри Трент Кнорр |
| |                                         | |                   | Судьи: Франсис Шаррон Уэс Макколи Линейные судьи: Скотт Черри Трент Кнорр |
| |                                         | |                   | Судьи: Франсис Шаррон Уэс Макколи Линейные судьи: Скотт Черри Трент Кнорр |
| |                                         | |                   | Судьи: Франсис Шаррон Уэс Макколи Линейные судьи: Скотт Черри Трент Кнорр |
| 6 мин | Штраф                                   | 8 мин |                   | Судьи: Франсис Шаррон Уэс Макколи Линейные судьи: Скотт Черри Трент Кнорр |
| |                                         | |                   |                                                                           |
| | 46                                      | Броски | 32                |                                                                           |

| 6 июня 20:00 | Эдмонтон Ойлерз | 4 : 5 (2ОТ) (3:2, 0:2, 1:0, 0:0, 0:1) | Флорида Пантерз | Роджерс Плэйс Зрителей: 18 347 |

| Отчёт | Отчёт                                           | Отчёт | Отчёт             | Отчёт                                                              |
| --- | ----------------------------------------------- | --- | ----------------- | ------------------------------------------------------------------ |
| |                                                 | |                   |                                                                    |
| | Стюарт Скиннер                                  | Вратари | Сергей Бобровский | Судьи: Крис Руни Жан Эбер Линейные судьи: Девин Берг Райан Гиббонс |
| | Голы:                                           | |                   | Судьи: Крис Руни Жан Эбер Линейные судьи: Девин Берг Райан Гиббонс |
| Эвандер Кейн — 07:39 (В. Арвидссон, Э. Бушар) Эван Бушар — 09:19 (К. Макдэвид, Л. Драйзайтль) Леон Драйзайтль (бол.) — 12:37 (К. Макдэвид, Э. Бушар) Кори Перри — 59:42 (Дж. Уолман, К. Макдэвид) | 0 : 1 : 1 2 : 1 2 : 2 3 : 2 3 : 3 : 4 : 4 4 : 5 | 02:07 — Сэм Беннетт (бол.) (Н. Шмидт, Э. Родригес) 11:37 — Сет Джонс (Э. Луостаринен, Н. Шмидт) 28:23 — Дмитрий Куликов (К. Верхеги, С. Джонс) 32:09 — Брэд Маршан (мен.) (А. Лунделль) 88:05 — Брэд Маршан (А. Лунделль) |                   | Судьи: Крис Руни Жан Эбер Линейные судьи: Девин Берг Райан Гиббонс |
| |                                                 | |                   | Судьи: Крис Руни Жан Эбер Линейные судьи: Девин Берг Райан Гиббонс |
| |                                                 | |                   | Судьи: Крис Руни Жан Эбер Линейные судьи: Девин Берг Райан Гиббонс |
| |                                                 | |                   | Судьи: Крис Руни Жан Эбер Линейные судьи: Девин Берг Райан Гиббонс |
| 12 мин | Штраф                                           | 16 мин |                   | Судьи: Крис Руни Жан Эбер Линейные судьи: Девин Берг Райан Гиббонс |
| |                                                 | |                   |                                                                    |
| | 46                                              | Броски | 42                |                                                                    |

| 9 июня 20:00 | Флорида Пантерз | 6 : 1 (2:0, 2:1, 2:0) | Эдмонтон Ойлерз | Эмерант Банк-арена Зрителей: 19 863 |

| Отчёт | Отчёт                                     | Отчёт                                            | Отчёт                                                    | Отчёт                                                                     |
| --- | ----------------------------------------- | ------------------------------------------------ | -------------------------------------------------------- | ------------------------------------------------------------------------- |
| |                                           |                                                  |                                                          |                                                                           |
| | Сергей Бобровский                         | Вратари                                          | 00:00-43:27 — Стюарт Скиннер 43:27-60:00 — Кэлвин Пикард | Судьи: Франсис Шаррон Уэс Макколи Линейные судьи: Скотт Черри Трент Кнорр |
| | Голы:                                     |                                                  |                                                          | Судьи: Франсис Шаррон Уэс Макколи Линейные судьи: Скотт Черри Трент Кнорр |
| Брэд Маршан — 00:56 (А. Лунделль, Э. Луостаринен) Картер Верхеги (бол.) — 17:45 (Э. Родригес, Н. Шмидт) Сэм Райнхарт — 23:00 (К. Верхеги) Сэм Беннетт — 27:26 (Э. Луостаринен) Аарон Экблад (бол.) — 43:27 (С. Райнхарт, М. Ткачук) Эван Родригес (бол.) — 56:10 (Н. Миккола, Г. Форслинг) | 1 : 0 2 : 0 2 : 1 3 : 1 4 : 1 5 : 1 6 : 1 | 21:40 — Кори Перри (бол.) (Э. Бушар, М. Экхольм) |                                                          | Судьи: Франсис Шаррон Уэс Макколи Линейные судьи: Скотт Черри Трент Кнорр |
| |                                           |                                                  |                                                          | Судьи: Франсис Шаррон Уэс Макколи Линейные судьи: Скотт Черри Трент Кнорр |
| |                                           |                                                  |                                                          | Судьи: Франсис Шаррон Уэс Макколи Линейные судьи: Скотт Черри Трент Кнорр |
| |                                           |                                                  |                                                          | Судьи: Франсис Шаррон Уэс Макколи Линейные судьи: Скотт Черри Трент Кнорр |
| 55 мин | Штраф                                     | 85 мин                                           |                                                          | Судьи: Франсис Шаррон Уэс Макколи Линейные судьи: Скотт Черри Трент Кнорр |
| |                                           |                                                  |                                                          |                                                                           |
| | 31                                        | Броски                                           | 33                                                       |                                                                           |

| 12 июня 20:00 | Флорида Пантерз | 4 : 5 (ОТ) (3:0, 0:3, 1:1, 0:1) | Эдмонтон Ойлерз | Эмерант Банк-арена Зрителей: 19 994 |

| Отчёт | Отчёт                                             | Отчёт | Отчёт                                                    | Отчёт                                                              |
| --- | ------------------------------------------------- | --- | -------------------------------------------------------- | ------------------------------------------------------------------ |
| |                                                   | |                                                          |                                                                    |
| | Сергей Бобровский                                 | Вратари | 00:00-20:00 — Стюарт Скиннер 20:00-71:18 — Кэлвин Пикард | Судьи: Жан Эбер Крис Руни Линейные судьи: Девин Берг Райан Гиббонс |
| | Голы:                                             | |                                                          | Судьи: Жан Эбер Крис Руни Линейные судьи: Девин Берг Райан Гиббонс |
| Мэттью Ткачук (бол.) — 11:40 (А. Барков) Мэттью Ткачук (бол.) — 16:56 (С. Райнхарт, А. Барков) Антон Лунделль — 19:18 (К. Верхеги, С. Райнхарт) Сэм Райнхарт — 59:40 (М. Ткачук, С. Беннетт) | 1 : 0 2 : 0 3 : 0 3 : 1 3 : 2 3 : 3 : 4 : 4 4 : 5 | 23:33 — Райан Нюджент-Хопкинс (бол.) (Л. Драйзайтль, К. Макдэвид) 32:47 — Дарнелл Нерс (М. Экхольм, А. Хенрик) 35:05 — Василий Подколзин (Д. Нерс, Л. Драйзайтль) 53:36 — Джейк Уолман (К. Капанен, Р. Нюджент-Хопкинс) 71:18 — Леон Драйзайтль (В. Подколзин, М. Экхольм) |                                                          | Судьи: Жан Эбер Крис Руни Линейные судьи: Девин Берг Райан Гиббонс |
| |                                                   | |                                                          | Судьи: Жан Эбер Крис Руни Линейные судьи: Девин Берг Райан Гиббонс |
| |                                                   | |                                                          | Судьи: Жан Эбер Крис Руни Линейные судьи: Девин Берг Райан Гиббонс |
| |                                                   | |                                                          | Судьи: Жан Эбер Крис Руни Линейные судьи: Девин Берг Райан Гиббонс |
| 8 мин | Штраф                                             | 8 мин |                                                          | Судьи: Жан Эбер Крис Руни Линейные судьи: Девин Берг Райан Гиббонс |
| |                                                   | |                                                          |                                                                    |
| | 40                                                | Броски | 35                                                       |                                                                    |

| 14 июня 20:00 | Эдмонтон Ойлерз | 2 : 5 (0:2, 0:0, 2:3) | Флорида Пантерз | Роджерс Плэйс Зрителей: 18 347 |

| Отчёт                                                                                      | Отчёт                                     | Отчёт | Отчёт             | Отчёт                                                                     |
| ------------------------------------------------------------------------------------------ | ----------------------------------------- | --- | ----------------- | ------------------------------------------------------------------------- |
|                                                                                            |                                           | |                   |                                                                           |
|                                                                                            | Кэлвин Пикард                             | Вратари | Сергей Бобровский | Судьи: Франсис Шаррон Уэс Макколи Линейные судьи: Скотт Черри Трент Кнорр |
|                                                                                            | Голы:                                     | |                   | Судьи: Франсис Шаррон Уэс Макколи Линейные судьи: Скотт Черри Трент Кнорр |
| Коннор Макдэвид — 47:24 (Э. Бушар, М. Экхольм) Кори Перри — 56:47 (Л. Драйзайтль, Д. Нерс) | 0 : 1 0 : 2 0 : 3 1 : 3 1 : 4 2 : 4 2 : 5 | 09:12 — Брэд Маршан (А. Лунделль) 18:06 — Сэм Беннетт (М. Ткачук) 45:12 — Брэд Маршан (Э. Луостаринен) 48:10 — Сэм Райнхарт (А. Барков) 58:41 — Ээту Луостаринен (п.в.) |                   | Судьи: Франсис Шаррон Уэс Макколи Линейные судьи: Скотт Черри Трент Кнорр |
|                                                                                            |                                           | |                   | Судьи: Франсис Шаррон Уэс Макколи Линейные судьи: Скотт Черри Трент Кнорр |
|                                                                                            |                                           | |                   | Судьи: Франсис Шаррон Уэс Макколи Линейные судьи: Скотт Черри Трент Кнорр |
|                                                                                            |                                           | |                   | Судьи: Франсис Шаррон Уэс Макколи Линейные судьи: Скотт Черри Трент Кнорр |
| 4 мин                                                                                      | Штраф                                     | 6 мин |                   | Судьи: Франсис Шаррон Уэс Макколи Линейные судьи: Скотт Черри Трент Кнорр |
|                                                                                            |                                           | |                   |                                                                           |
|                                                                                            | 21                                        | Броски | 19                |                                                                           |

| 17 июня 20:00 | Флорида Пантерз | 5 : 1 (2:0, 1:0, 2:1) | Эдмонтон Ойлерз | Эмерант Банк-арена Зрителей: 19 983 |

| Отчёт | Отчёт                               | Отчёт                                                   | Отчёт          | Отчёт                                                              |
| --- | ----------------------------------- | ------------------------------------------------------- | -------------- | ------------------------------------------------------------------ |
| |                                     |                                                         |                |                                                                    |
| | Сергей Бобровский                   | Вратари                                                 | Стюарт Скиннер | Судьи: Крис Руни Жан Эбер Линейные судьи: Девин Берг Райан Гиббонс |
| | Голы:                               |                                                         |                | Судьи: Крис Руни Жан Эбер Линейные судьи: Девин Берг Райан Гиббонс |
| Сэм Райнхарт — 04:36 Мэттью Ткачук — 19:13 (Э. Луостаринен, А. Лунделль) Сэм Райнхарт — 37:31 (А. Барков, К. Верхеги) Сэм Райнхарт (п.в.) — 53:26 (А. Барков, К. Верхеги) Сэм Райнхарт (п.в.) — 54:55 (К. Верхеги, А. Экблад) | 1 : 0 2 : 0 3 : 0 4 : 0 5 : 0 5 : 1 | 55:18 — Василий Подколзин (бол.) (Дж. Уолман, К. Браун) |                | Судьи: Крис Руни Жан Эбер Линейные судьи: Девин Берг Райан Гиббонс |
| |                                     |                                                         |                | Судьи: Крис Руни Жан Эбер Линейные судьи: Девин Берг Райан Гиббонс |
| |                                     |                                                         |                | Судьи: Крис Руни Жан Эбер Линейные судьи: Девин Берг Райан Гиббонс |
| |                                     |                                                         |                | Судьи: Крис Руни Жан Эбер Линейные судьи: Девин Берг Райан Гиббонс |
| 2 мин | Штраф                               | 12 мин                                                  |                | Судьи: Крис Руни Жан Эбер Линейные судьи: Девин Берг Райан Гиббонс |
| |                                     |                                                         |                |                                                                    |
| | 25                                  | Броски                                                  | 29             |                                                                    |

## Статистика игроков

### Полевые игроки
| Игрок                 | Команда         | И  | Г  | П  | Очки | +/- |
| --------------------- | --------------- | -- | -- | -- | ---- | --- |
| Леон Драйзайтль       | Эдмонтон Ойлерз | 22 | 11 | 22 | 33   | +4  |
| Коннор Макдэвид       | Эдмонтон Ойлерз | 22 | 7  | 26 | 33   | +3  |
| Сэм Райнхарт          | Флорида Пантерз | 21 | 11 | 12 | 23   | +5  |
| Мэттью Ткачук         | Флорида Пантерз | 23 | 8  | 15 | 23   | +7  |
| Эван Бушар            | Эдмонтон Ойлерз | 22 | 7  | 16 | 23   | +6  |
| Картер Верхеги        | Флорида Пантерз | 23 | 7  | 16 | 23   | +12 |
| Сэм Беннетт           | Флорида Пантерз | 23 | 15 | 7  | 22   | +6  |
| Микко Рантанен        | Даллас Старз    | 18 | 9  | 13 | 22   | -3  |
| Александр Барков      | Флорида Пантерз | 23 | 6  | 16 | 22   | +4  |
| Райан Нюджент-Хопкинс | Эдмонтон Ойлерз | 22 | 6  | 14 | 20   | +4  |

### Вратари
Указаны вратари сыгравшие не менее 420 минут
| Игрок              | Команда             | И  | В  | КН   | %ОБ  | СМ |
| ------------------ | ------------------- | -- | -- | ---- | ---- | -- |
| Фредерик Андерсен  | Каролина Харрикейнз | 13 | 8  | 2.02 | 90,7 | 2  |
| Сергей Бобровский  | Флорида Пантерз     | 23 | 16 | 2.20 | 91,4 | 3  |
| Логан Томпсон      | Вашингтон Кэпиталз  | 10 | 5  | 2.41 | 91,7 | 0  |
| Джордан Биннингтон | Сент-Луис Блюз      | 7  | 3  | 2.53 | 90,1 | 0  |
| Маккензи Блэквуд   | Колорадо Эвеланш    | 7  | 3  | 2.71 | 89,2 | 1  |